# Guidel
Guidel [ɡidɛl] est une commune française, située dans le département du Morbihan (région Bretagne), en bordure de l'océan Atlantique, limitée à l'ouest par la Laïta qui marque la limite avec le Finistère.
Station balnéaire de la côte des mégalithes, son littoral comporte plusieurs plages sableuses.
Historiquement, Guidel fait partie du pays vannetais et du Kemenet-Héboé. Elle est actuellement comprise dans le pays de Lorient, et fait partie de Lorient Agglomération.
En 2022, avec 12 236 habitants, elle est la 9e commune la plus peuplée du Morbihan et la 33e de Bretagne.

## Géographie

### Situation
Guidel est une commune située à l'extrémité sud-ouest du Morbihan. Avec une superficie de 52,29 km2, elle se classe parmi les communes les plus vastes du département. Elle est bordée à l'ouest par la Laïta qui marque la limite avec le département voisin du Finistère et au sud par l'océan Atlantique. Le bourg de Guidel, qui sert de chef-lieu, est situé à vol d'oiseau à 10,1 km à l'ouest de Lorient et à 9,7 km au sud de Quimperlé.
| - Localisation de Guidel sur une carte des communes du Morbihan. - Carte de la commune de Guidel (limite communale en orange). |

| Quimperlé (Finistère)       | Rédéné (Finistère)        | Pont-Scorff   |
| Clohars-Carnoët (Finistère) | Guidel                    | Gestel,Quéven |
| Océan Atlantique            | Océan Atlantique, Plœmeur | Plœmeur       |

### Géographie physique
La façade maritime de Guidel s'étire sur 4 km de long depuis l'embouchure de la Laïta jusqu'au Fort-bloqué. Le littoral est constitué de longues plages : 
- plage du Bas Pouldu ou de Guidel-Plages, située à l'embouchure de la Laïta
- plage du Loc'h,
- plage du Fort-bloqué.

Ces plages sont séparées par des zones rocheuses avec des falaises peu élevées, recouvertes d'une longue dune côtière (laquelle a été considérablement amaigrie par les prélèvements de sable réalisés par le passé, notamment pendant et après la Seconde Guerre mondiale, pour les besoins en béton du port et de la ville de Lorient) depuis le Bas-Pouldu (en Guidel) jusqu'au Fort-Bloqué (en Ploemeur); la partie estuarienne de la dune a fait l'objet de nombreux travaux de réhabilitation (pose de ganivelles, sentiers piétonniers d'accès aux plages) et semble en voie d'engraissement ; par contre le reste de la dune côtière en direction du sud-est, et la falaise vive qui la supporte, connaissent un important recul en dépit des ouvrages de protection réalisés (fascines, enrochements, etc.), ce qui pourrait, à terme, aller jusqu'à menacer la route côtière.
Les plages de Guidel, en raison de leur exposition aux vents dominants, sont un spot de surf. Elles sont parmi les dix sites bretons les plus favorables à la pratique de ce sport.
Au sud-est du bourg, s'étend une zone d'étangs (les étangs du Petit Loc'h et du Grand Loc'h) et de prairies submersibles, des marais, alimentés par le petit fleuve côtier la Saudraye et son affluent le Saut du Renard, qui forment une réserve naturelle.

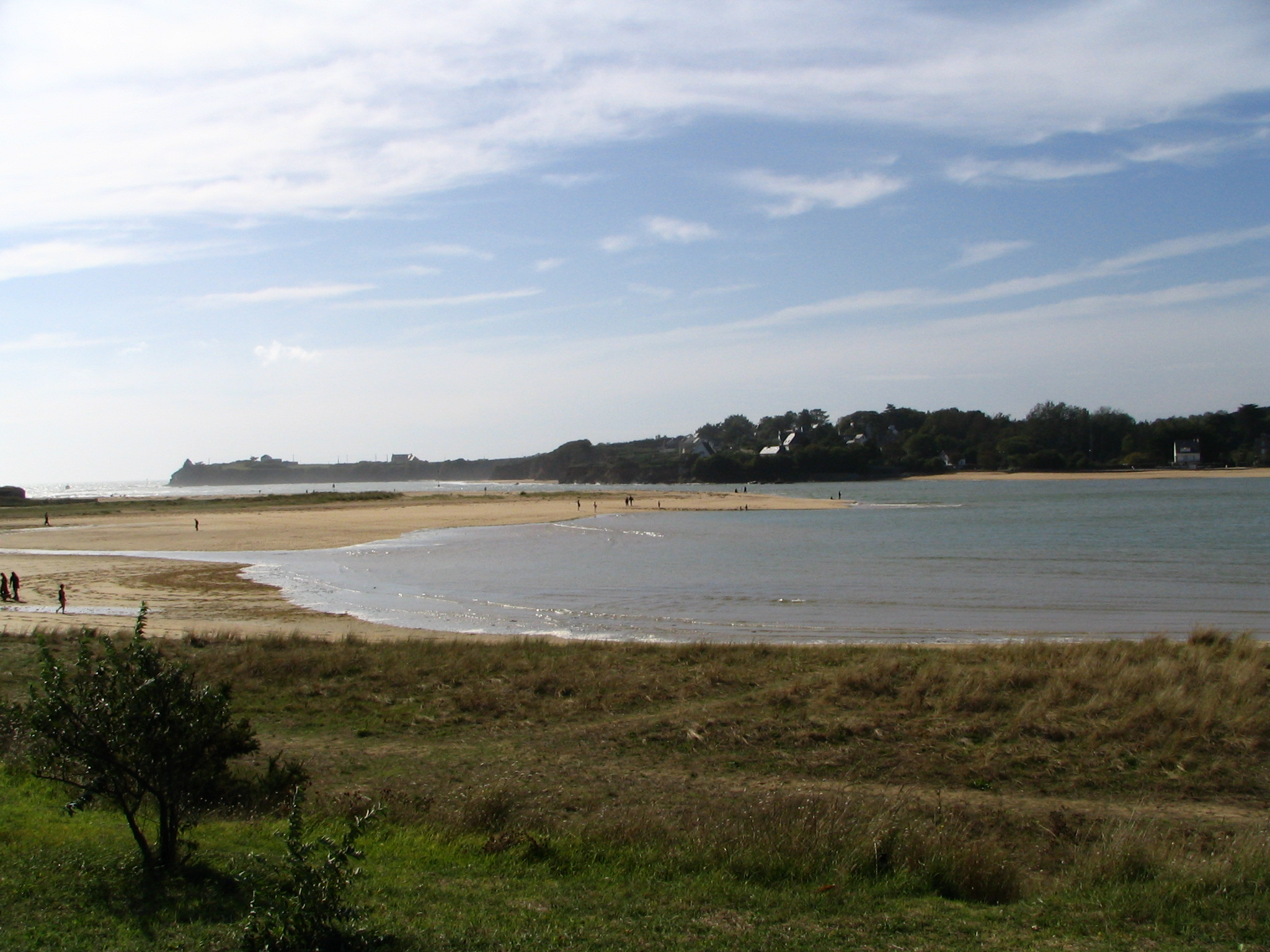
Le poulier de l'estuaire de la Laïta (en arrière-plan, Le Pouldu à Clohars-Carnoët).
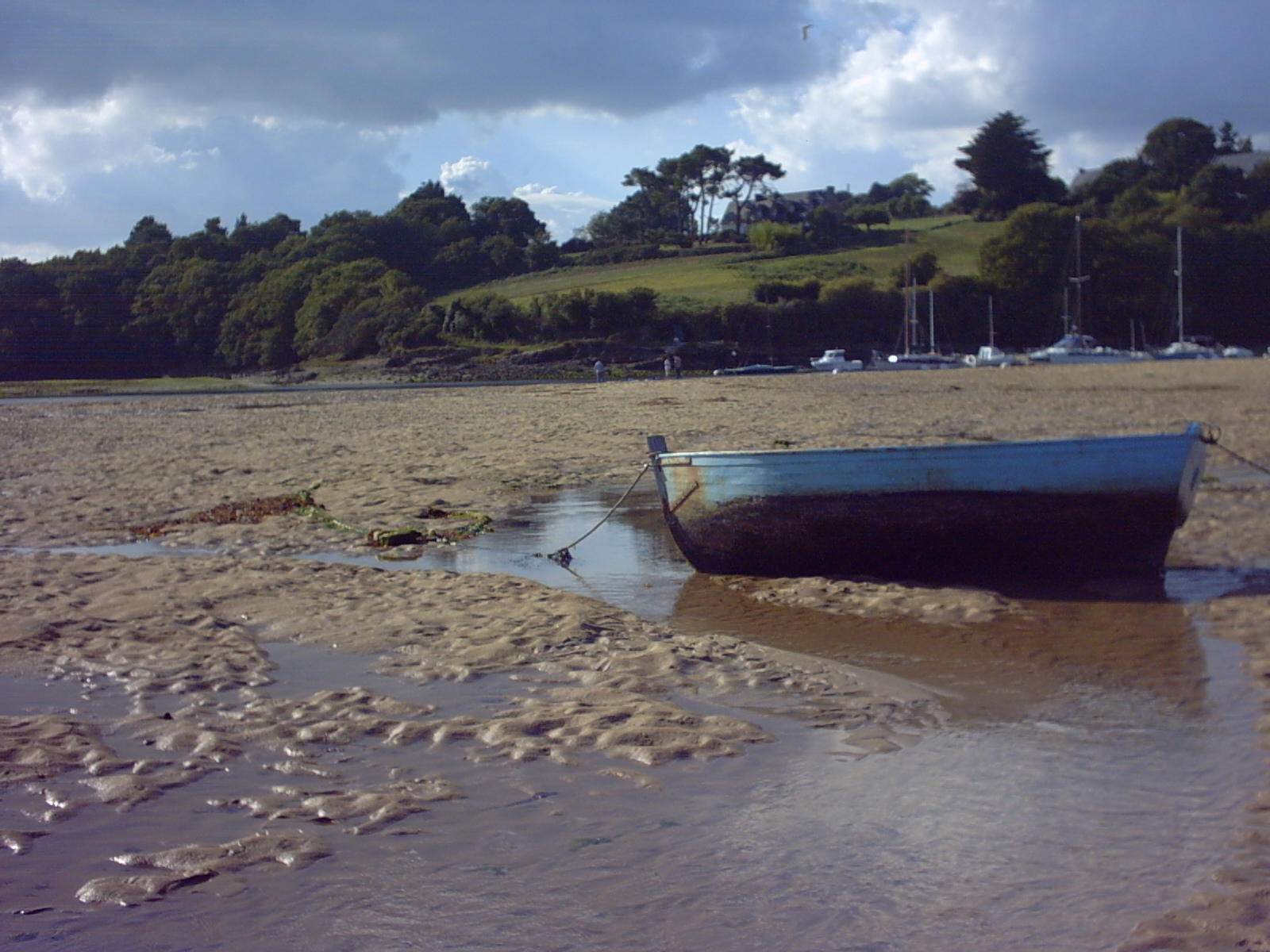
L'estuaire de la Laïta à marée basse.
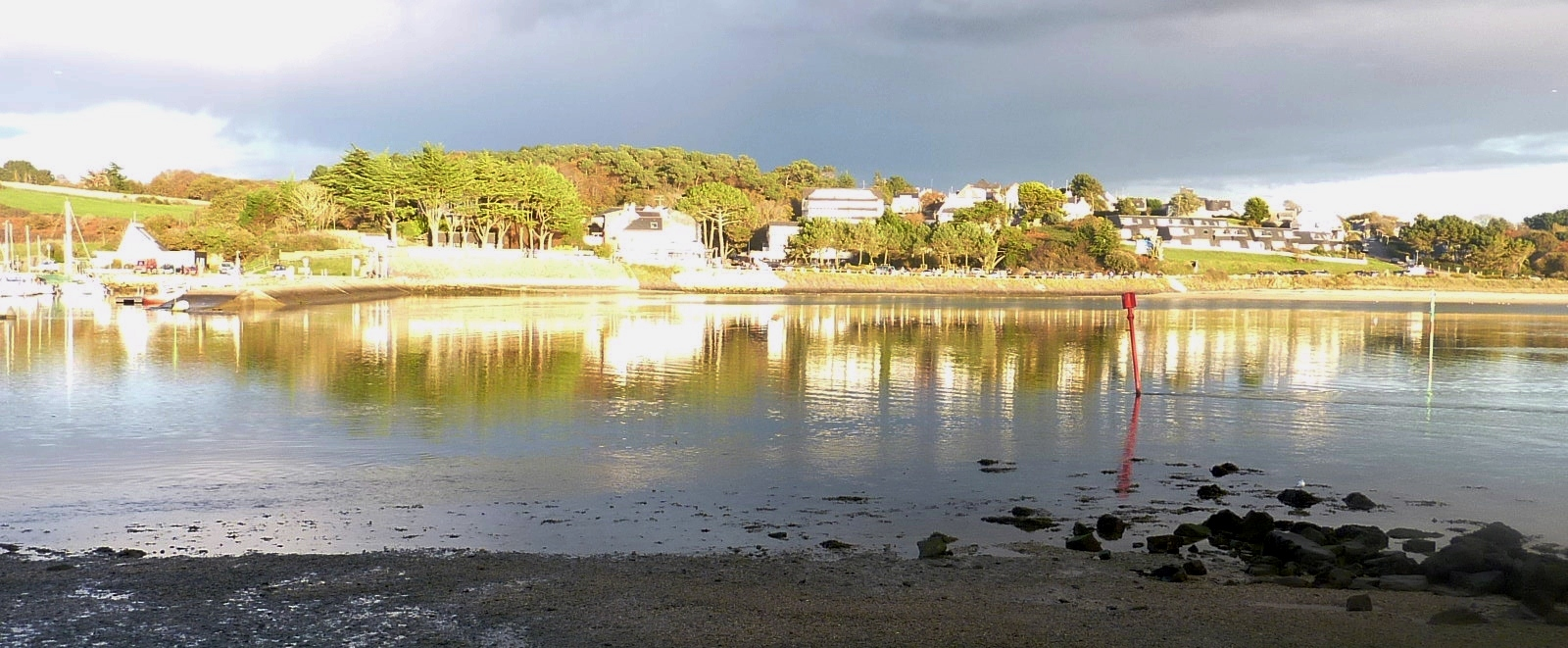
Guidel-Plages vue du Pouldu à Clohars-Carnoët ; au premier plan la Laïta.
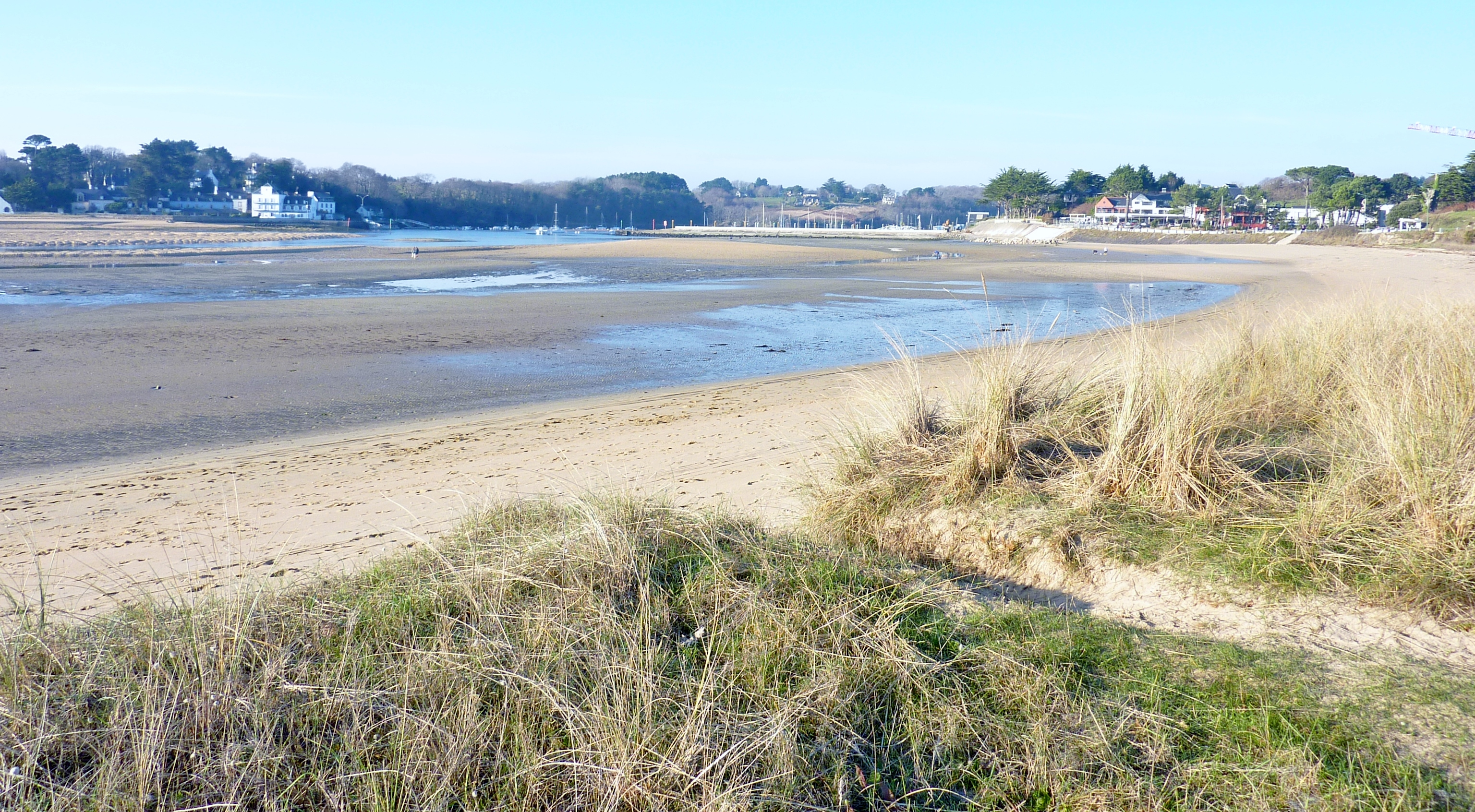
Guidel-Plage et l'estuaire de la Laïta à marée basse vus depuis la dune du Pouldu.

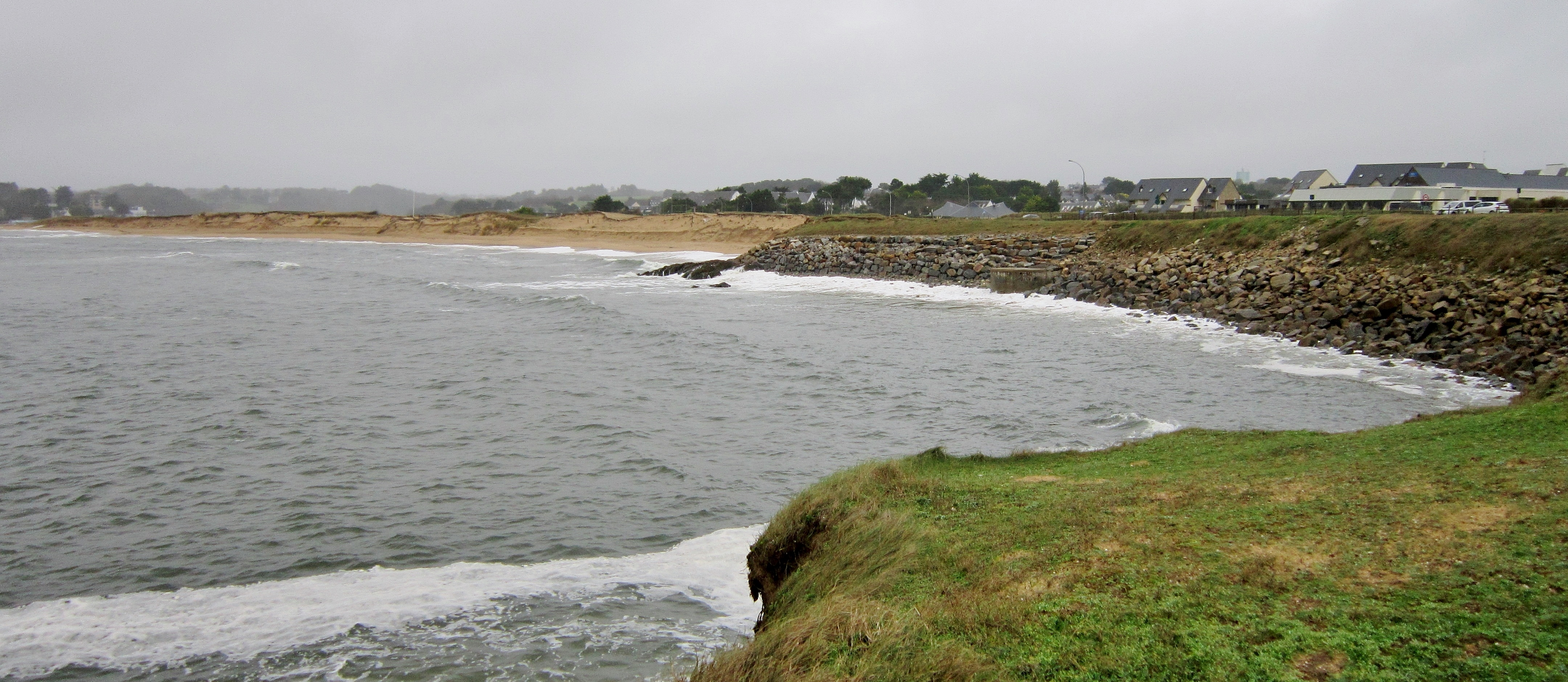
La plage de la Falaise à Guidel-Plage.
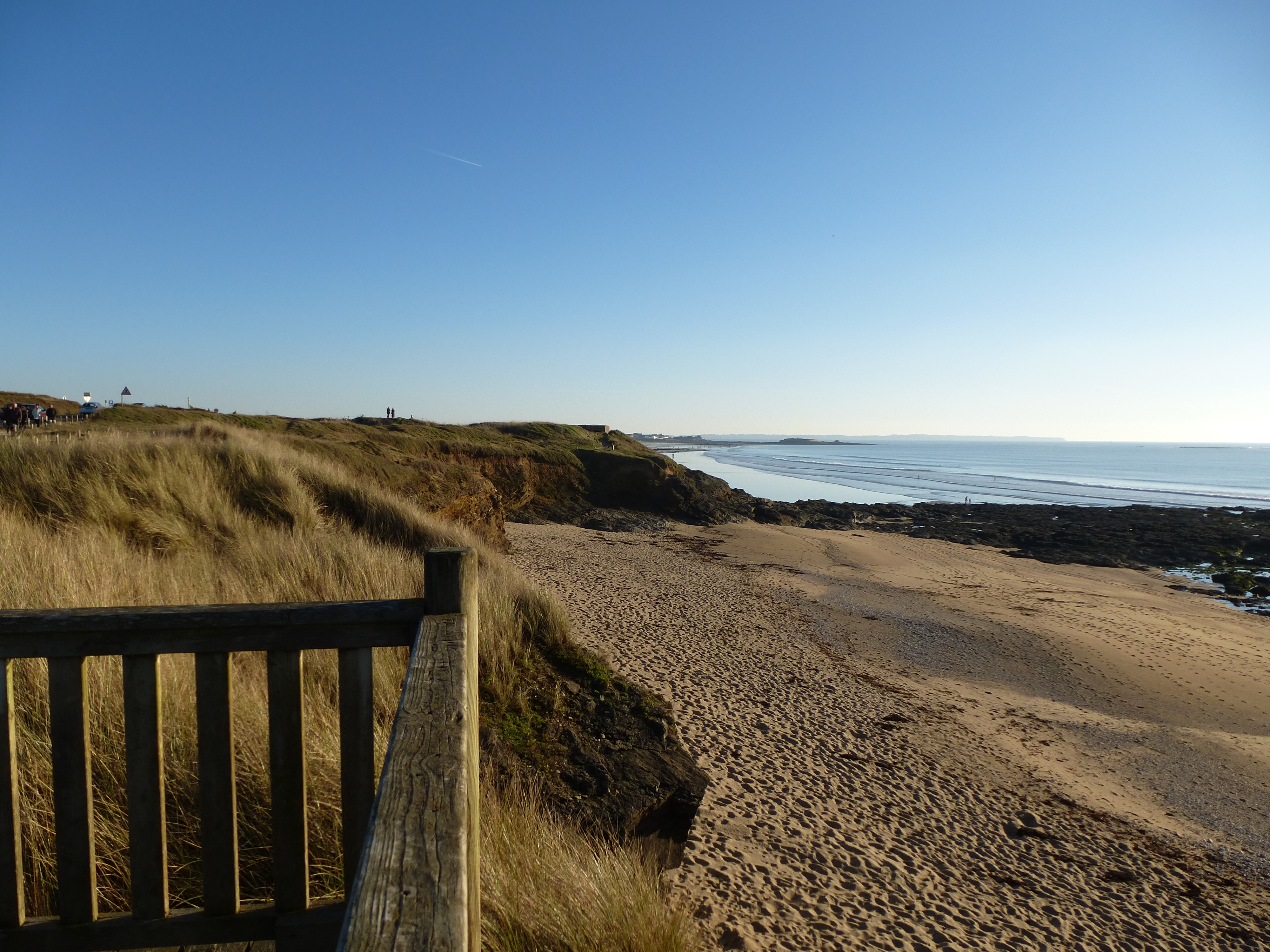
La crique des amoureux à Guidel-Plage.
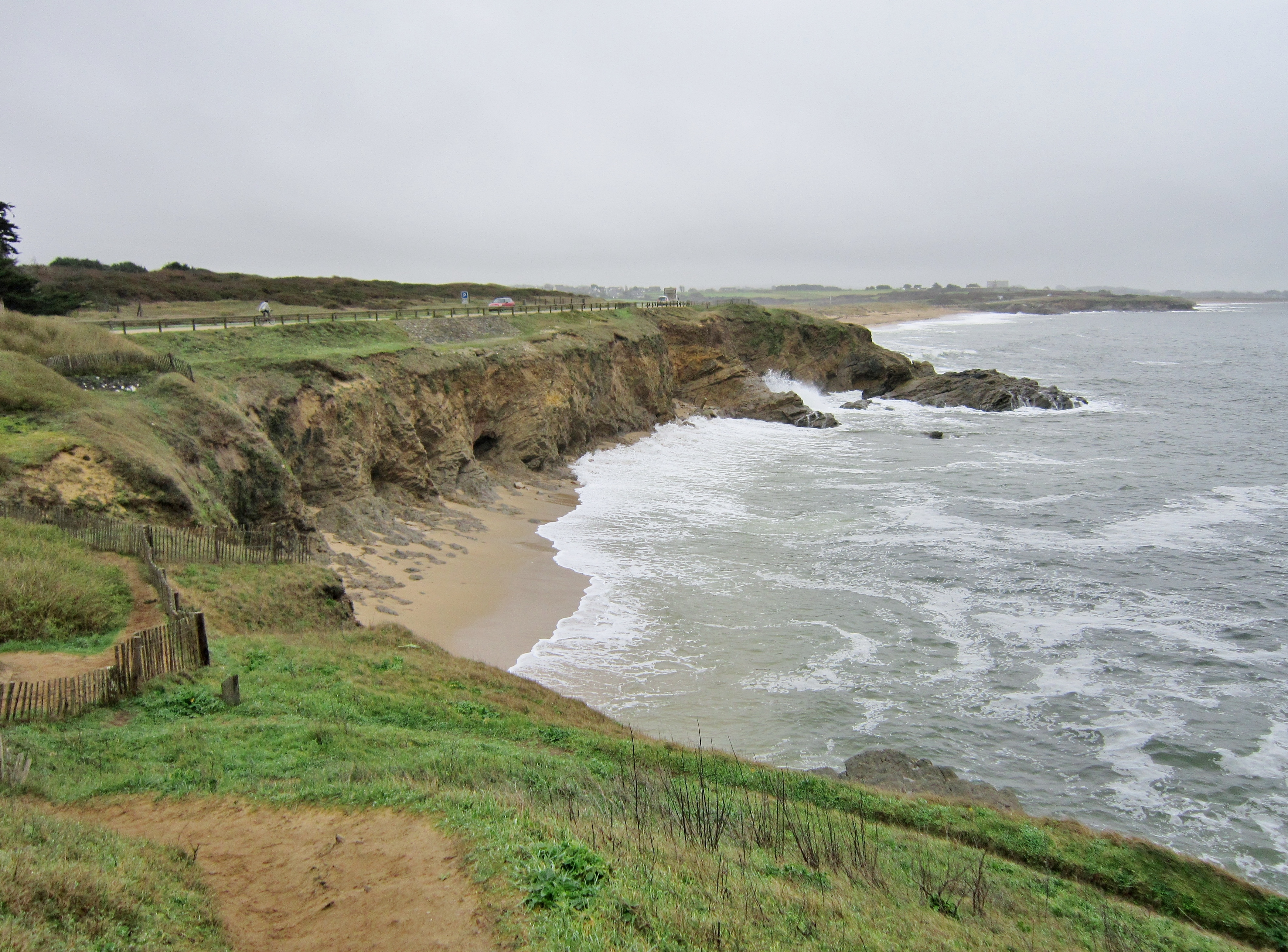
Les falaises entre la plage de la Falaise et la plage du Loc'h.
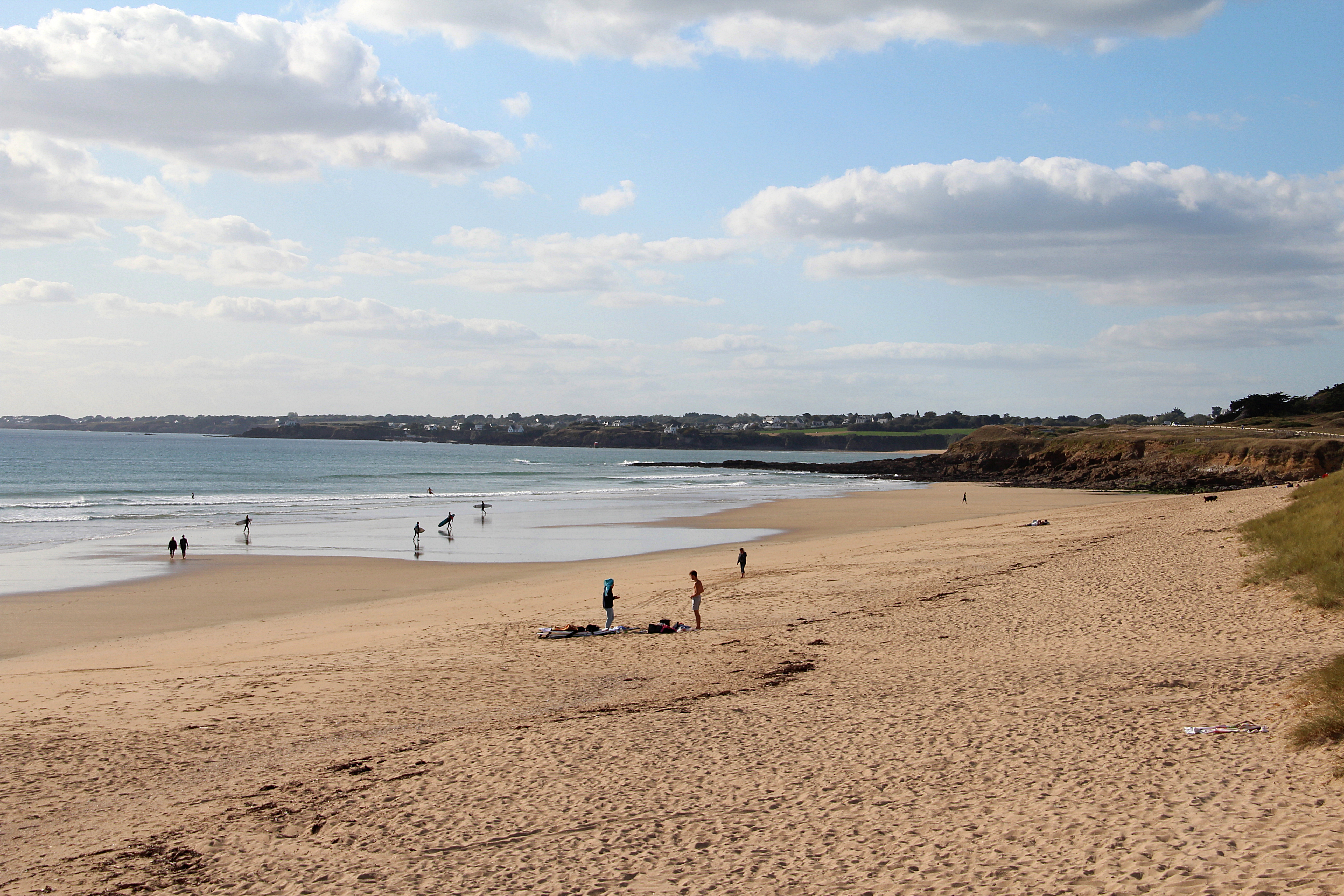
La plage du Loc'h.
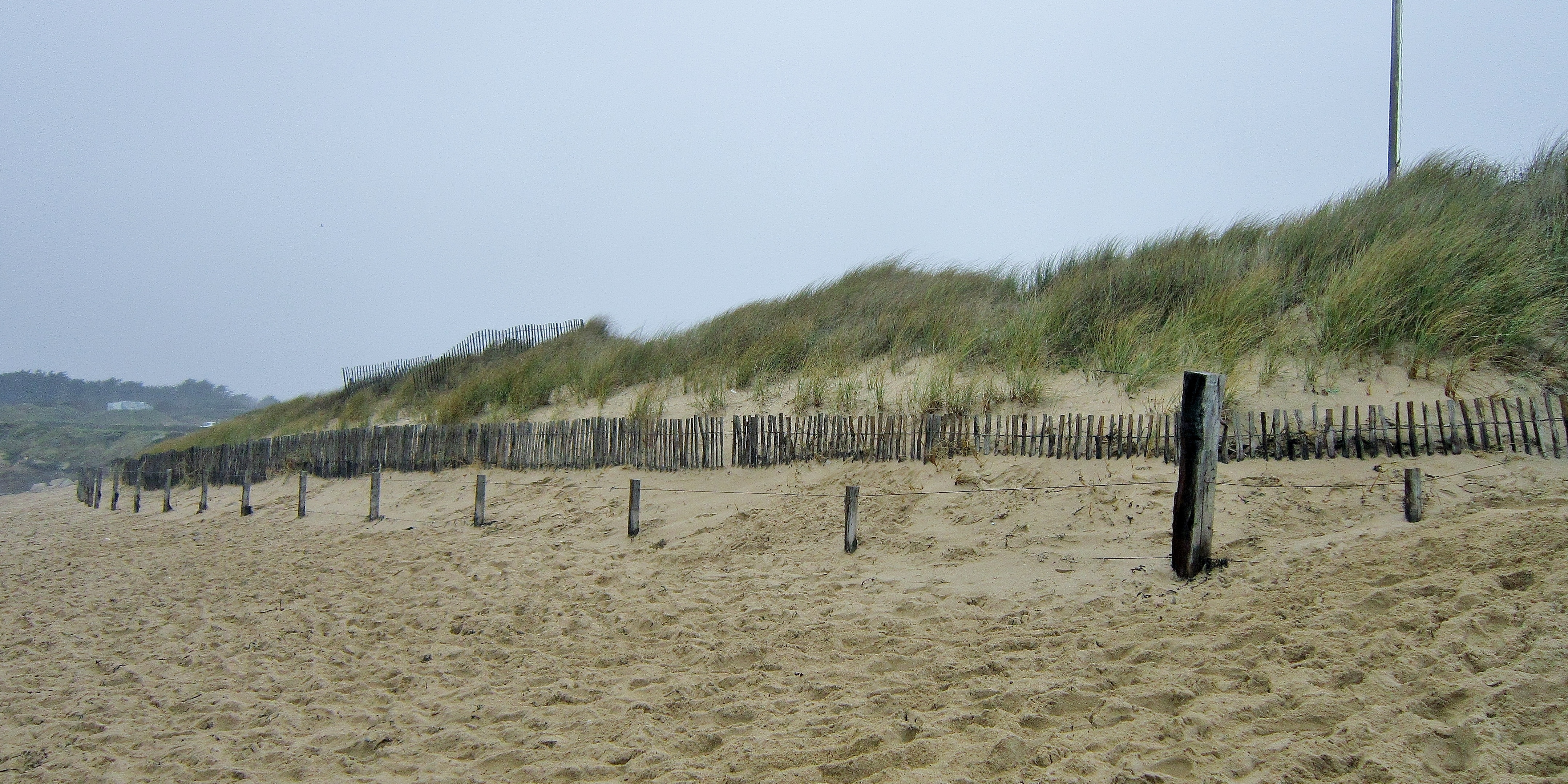
Ganivelles mises en place pour tenter de freiner le recul de la dune sous l'action de l'érosion marine sur la plage du Loc'h.
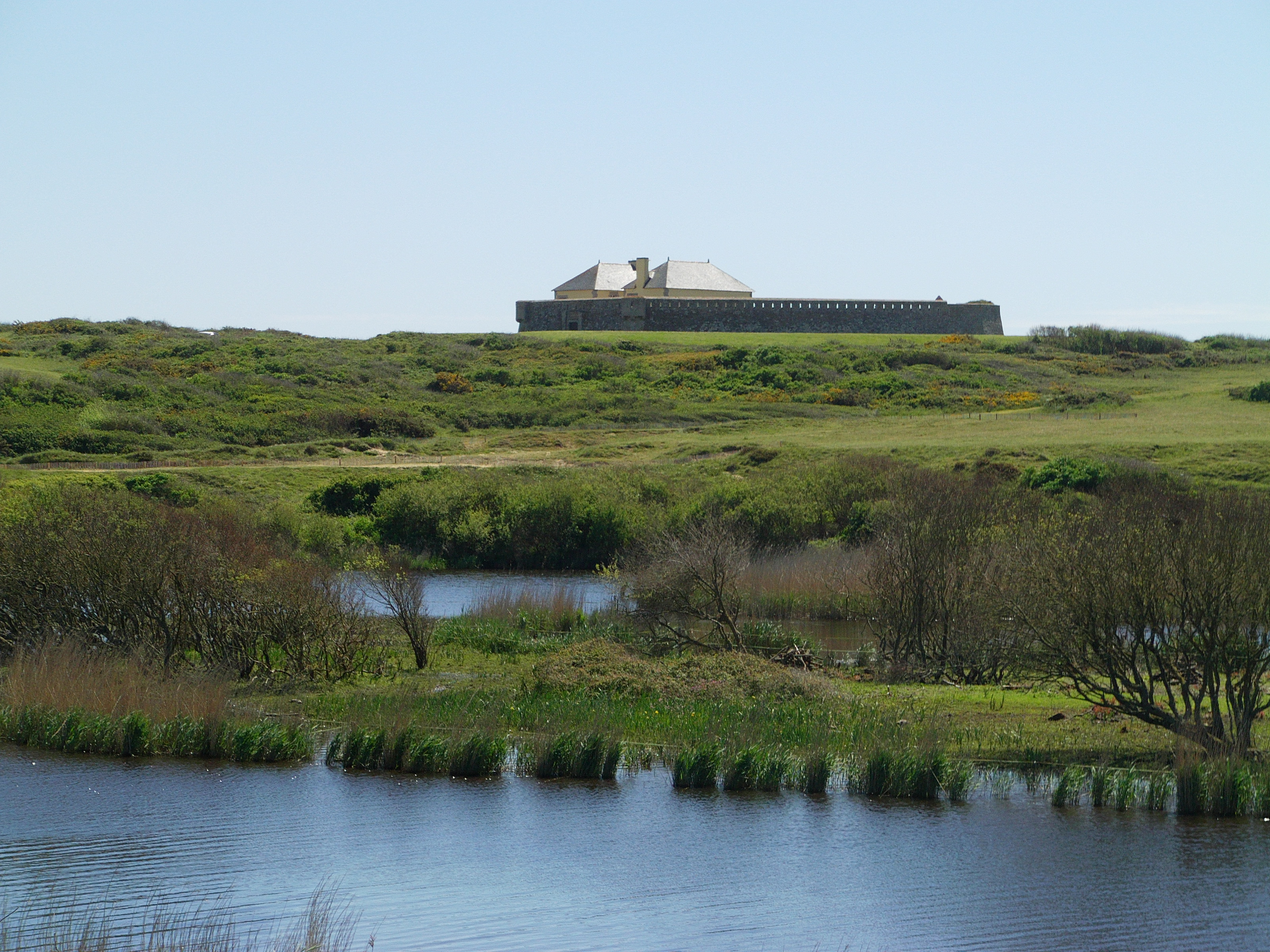
Le fort du Loc'h vu des étangs.
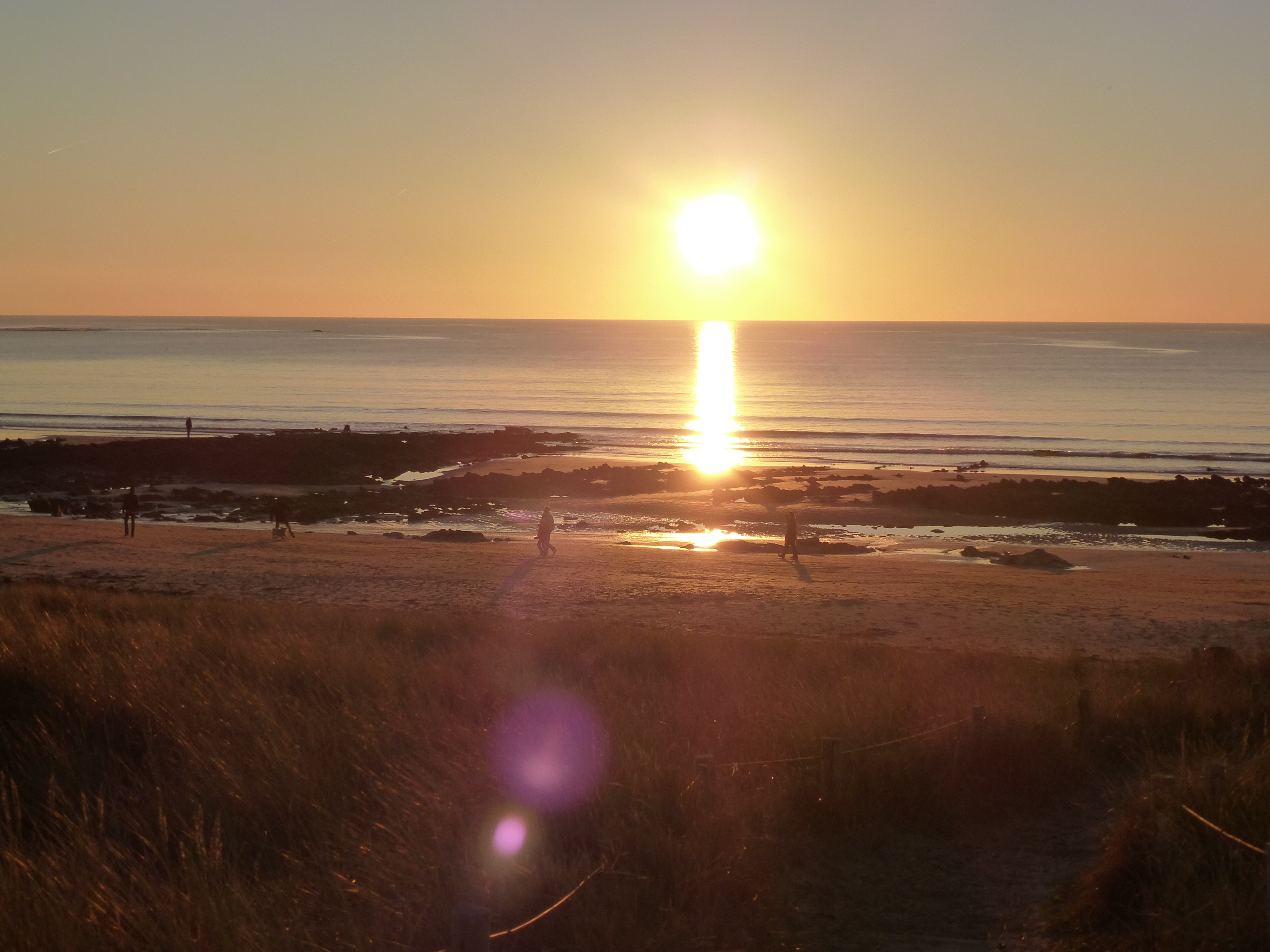
La plage de Pen er Malo.
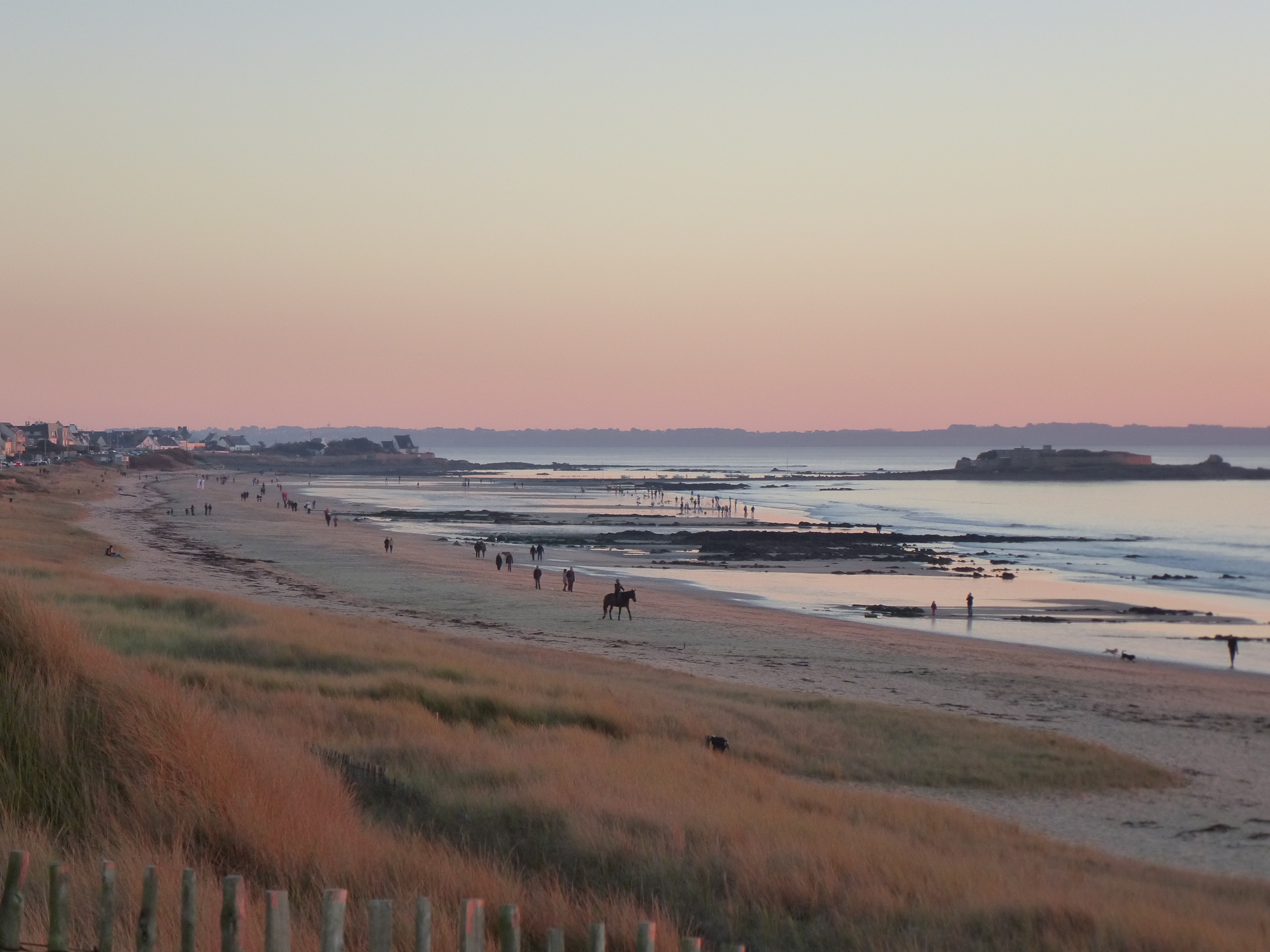
La plage de Fort Bloqué et le Fort Bloqué.

À l'ouest la rive gauche de la Laïta, une ria restée pour l'essentiel à l'état naturel, isolée et difficile d'accès, inhabitée, en raison de ses versants pentus, encaissés d'une quarantaine de mètres, parfois plus, par rapport au plateau, restés boisés (Les Pentes de Locmaria, Bois du Rocher Royal, Pré du Bonhomme, Ar Butten, etc.), ces bois appartenant le plus souvent à des châteaux (château de Bothané, château du Talhouët, château de Kerbastic), surtout en amont du site de Saint-Maurice, sépare Guidel de ses voisines finistériennes situées sur la rive droite, Quimperlé et Clohars-Carnoët. En aval du Pont Saint-Maurice, l'étang et l'ancien moulin à marée de Beg Nénez sont le site le plus caractéristique.

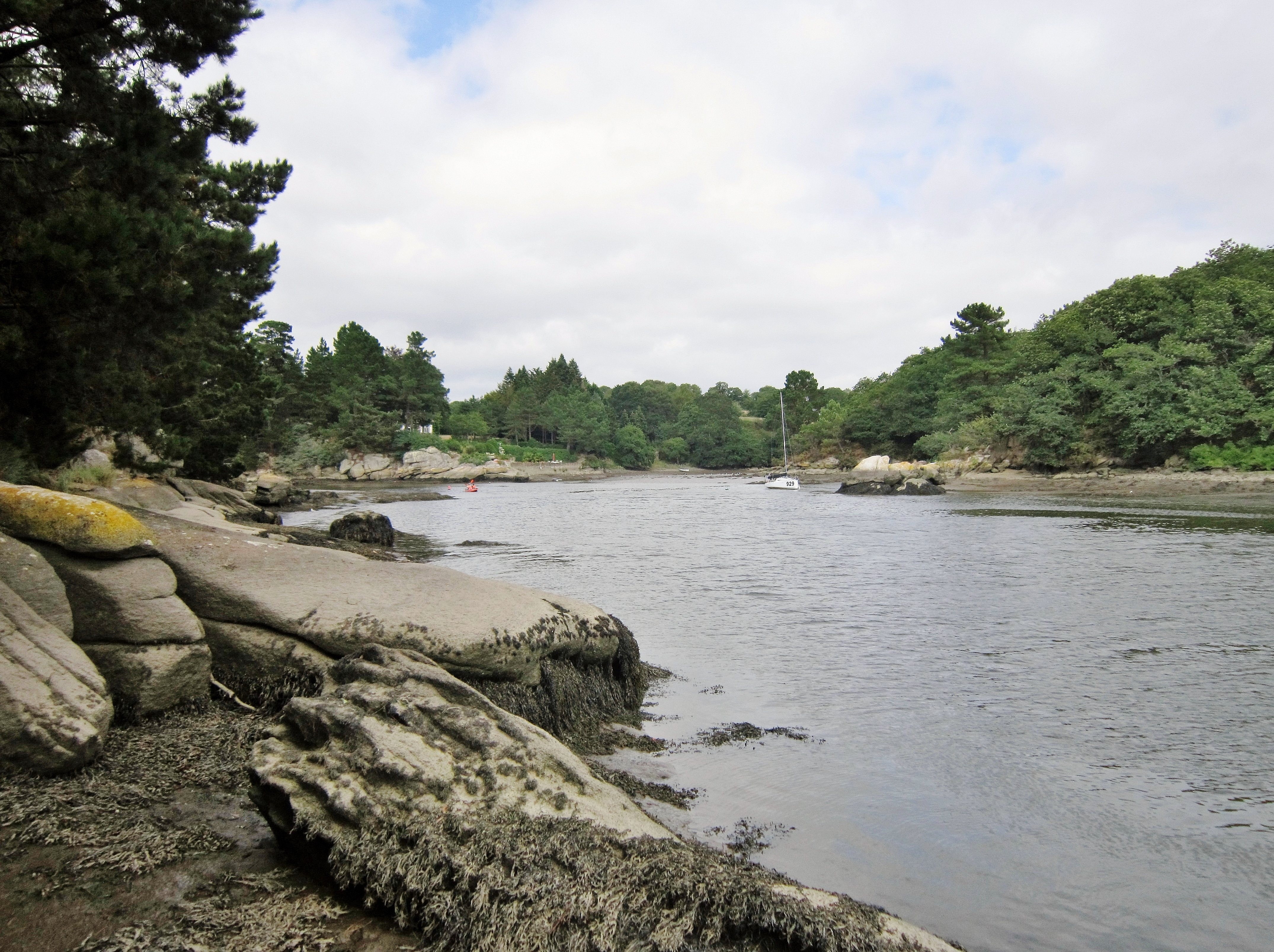
La Laïta à hauteur des Prés du Frout à Guidel.
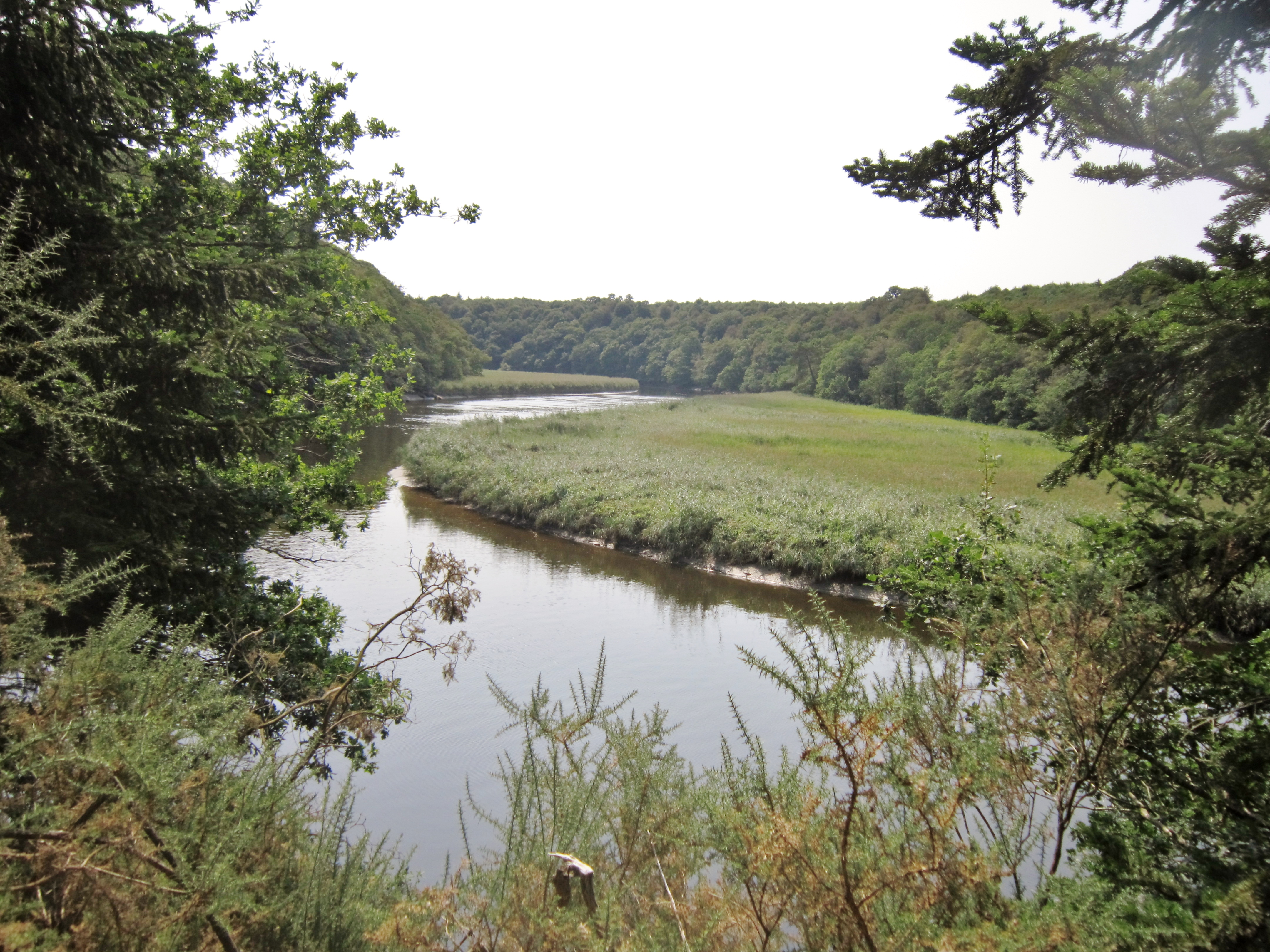
La Laïta vu depuis le sentier de rive gauche longeant le bois de Coatroual à Guidel ; à droite la rive droite et la forêt de Carnoët à Quimperlé.
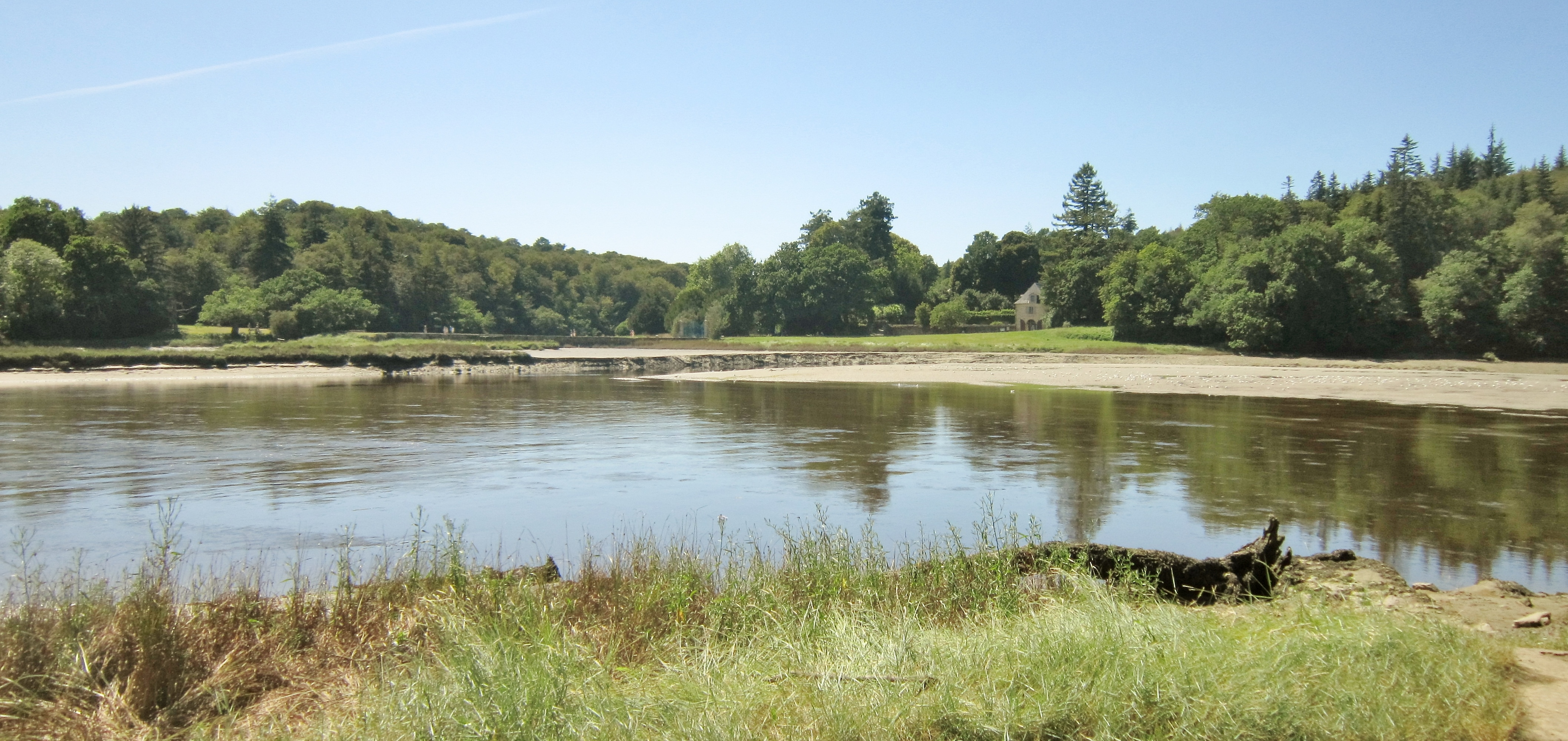
La Laïta et en arrière-plan l'abbaye de Saint-Maurice à Clohars-Carnoêt vues depuis la pointe de l'Île de Saint-Maurice à Guidel.
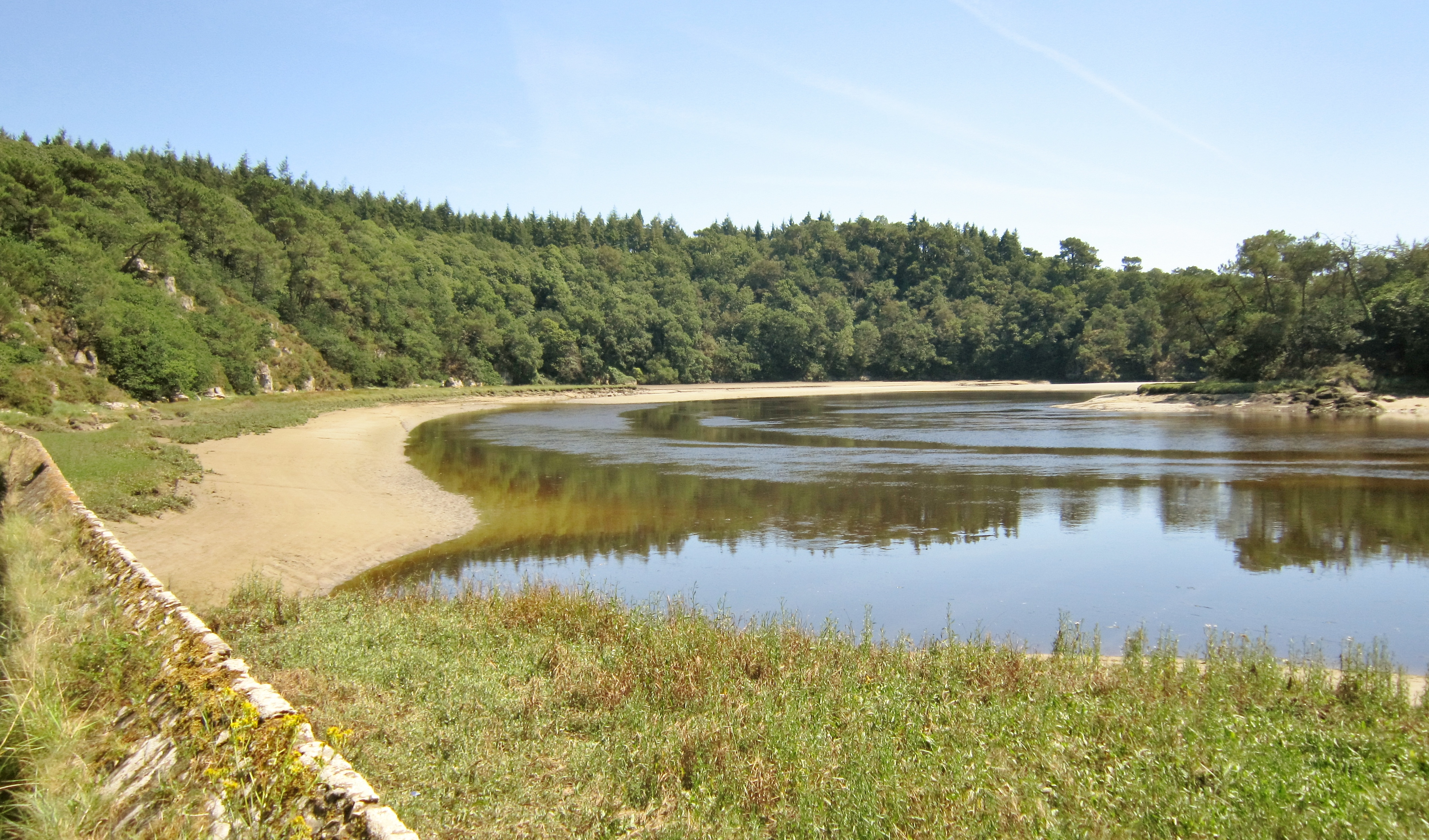
Les rives de la Laïta vues depuis les environs d'Ar Butten.
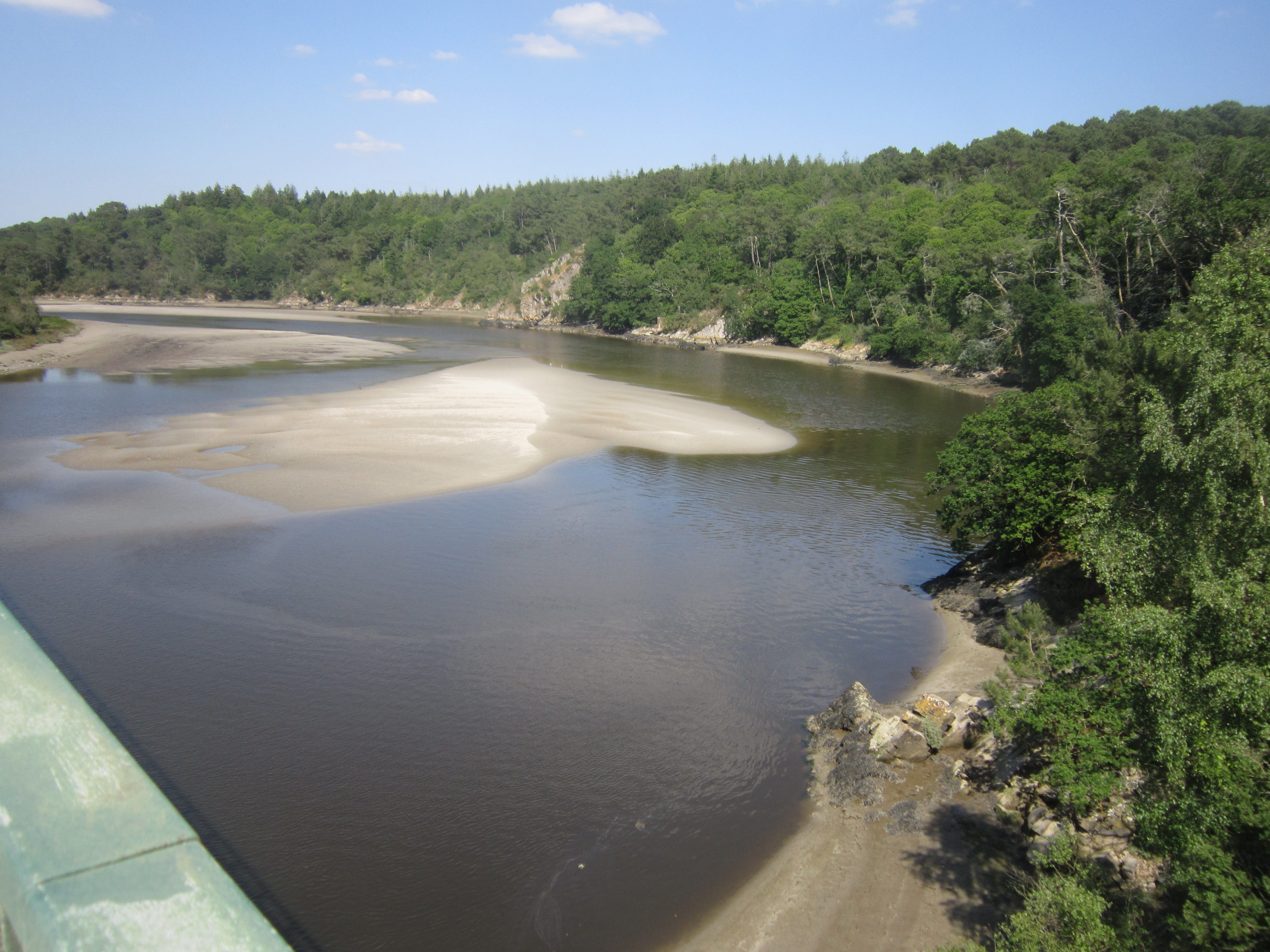
La Laïta, à marée basse, vue du Pont Saint-Maurice (côté amont).

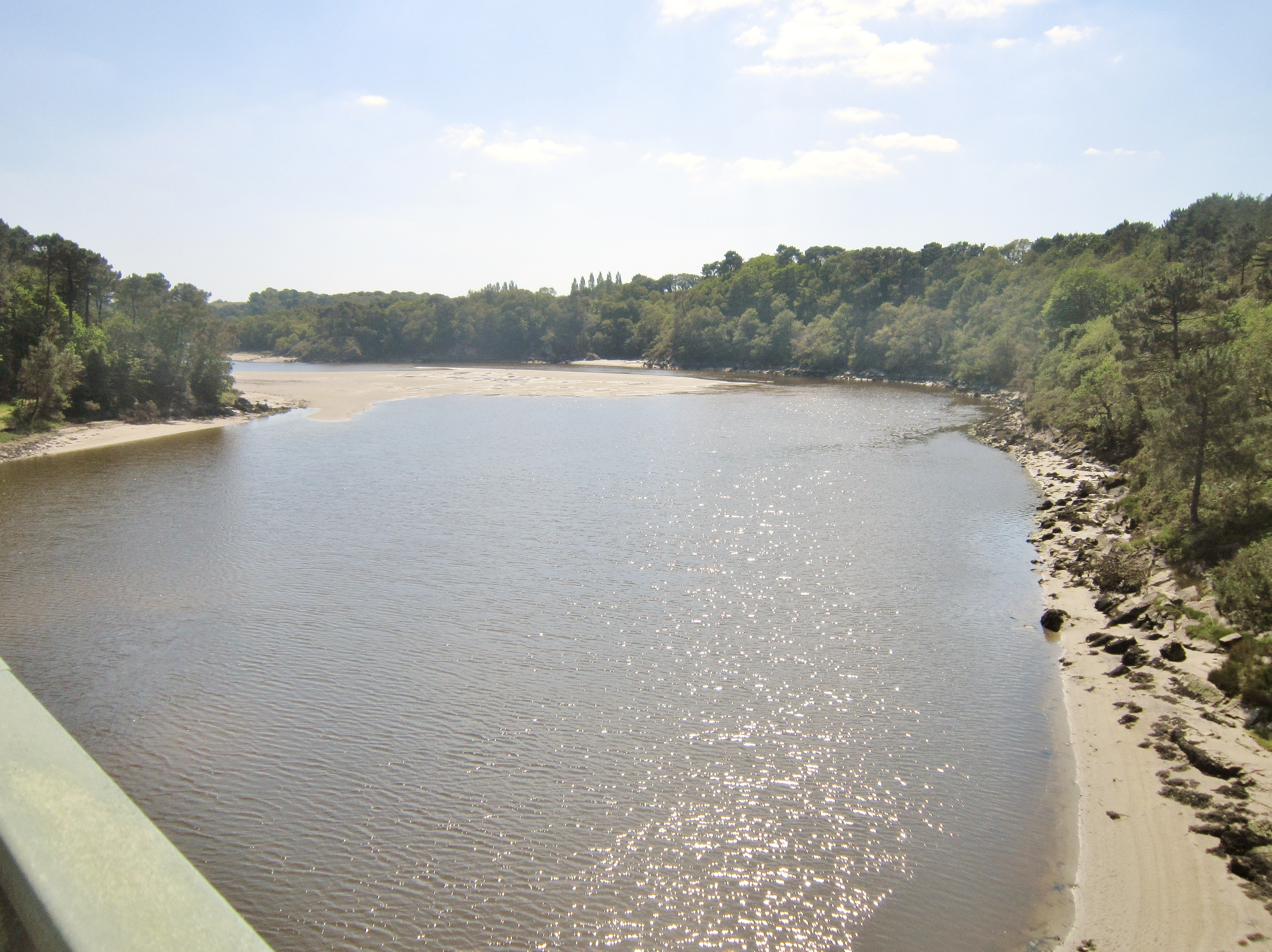
La Laïta, à marée basse, vue du Pont Saint-Maurice (côté aval).
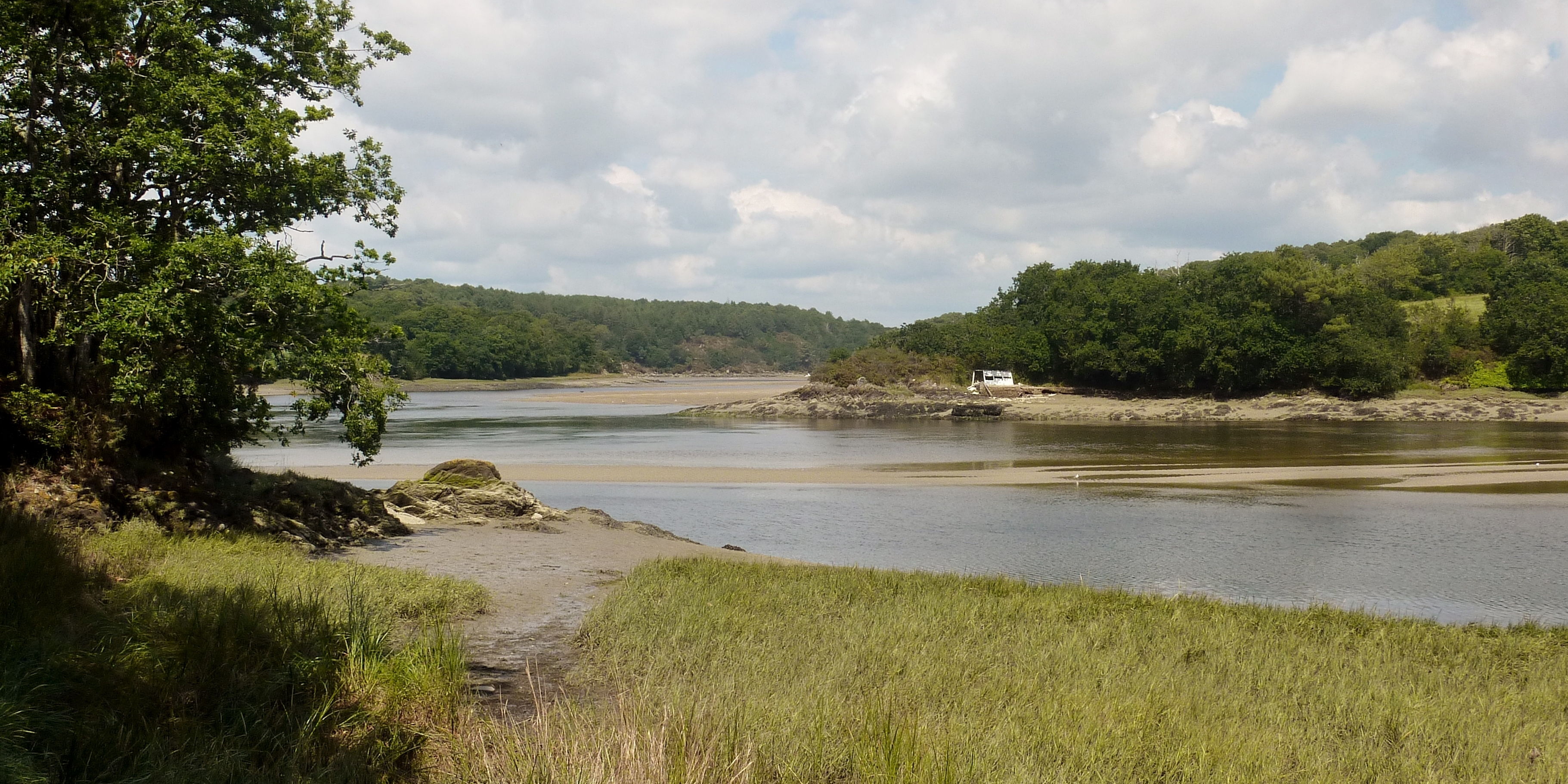
La Laïta à marée basse et la pointe de Beg Nénez (à Guidel, partie droite de la photographie) vus depuis le GR 34 au sud de la digue de Ster Fanquec (en Clohars-Carnoët).
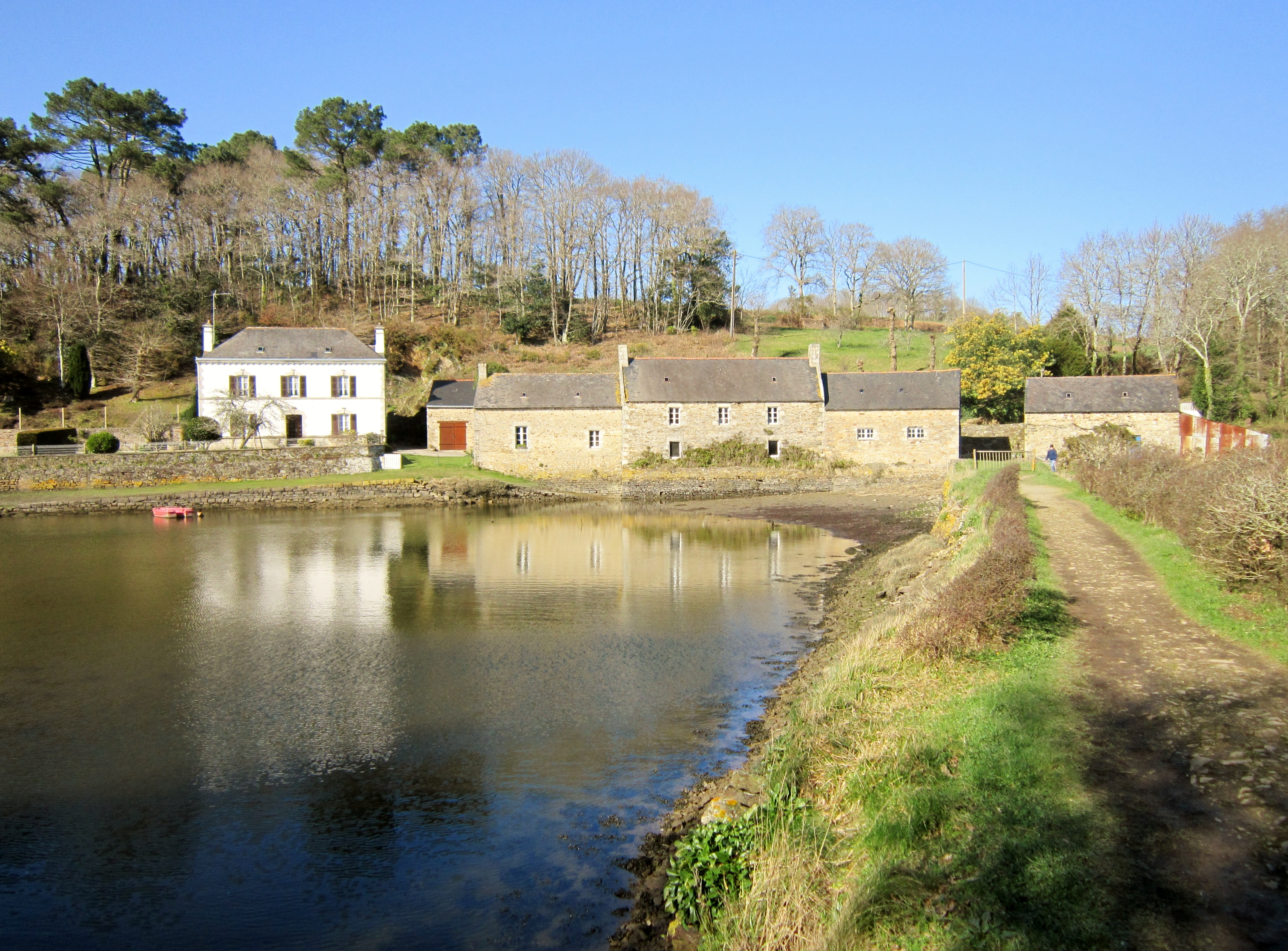
Le moulin de Beg Nénez sur la rive gauche de la Laïta ; à droite la digue de l'étang sur laquelle passe le GR 34.
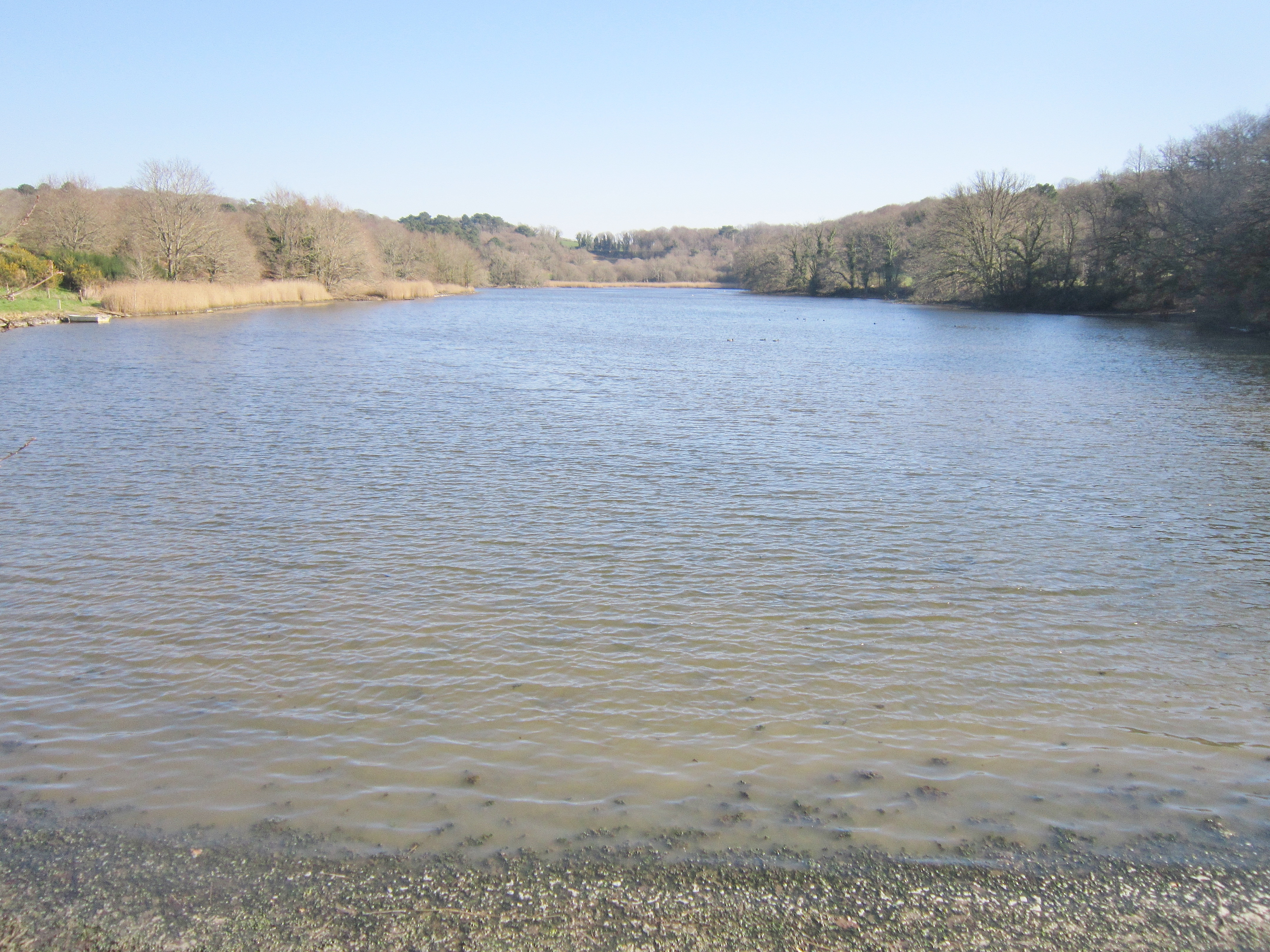
L'étang de Beg Nénez (rive gauche de la Laïta).
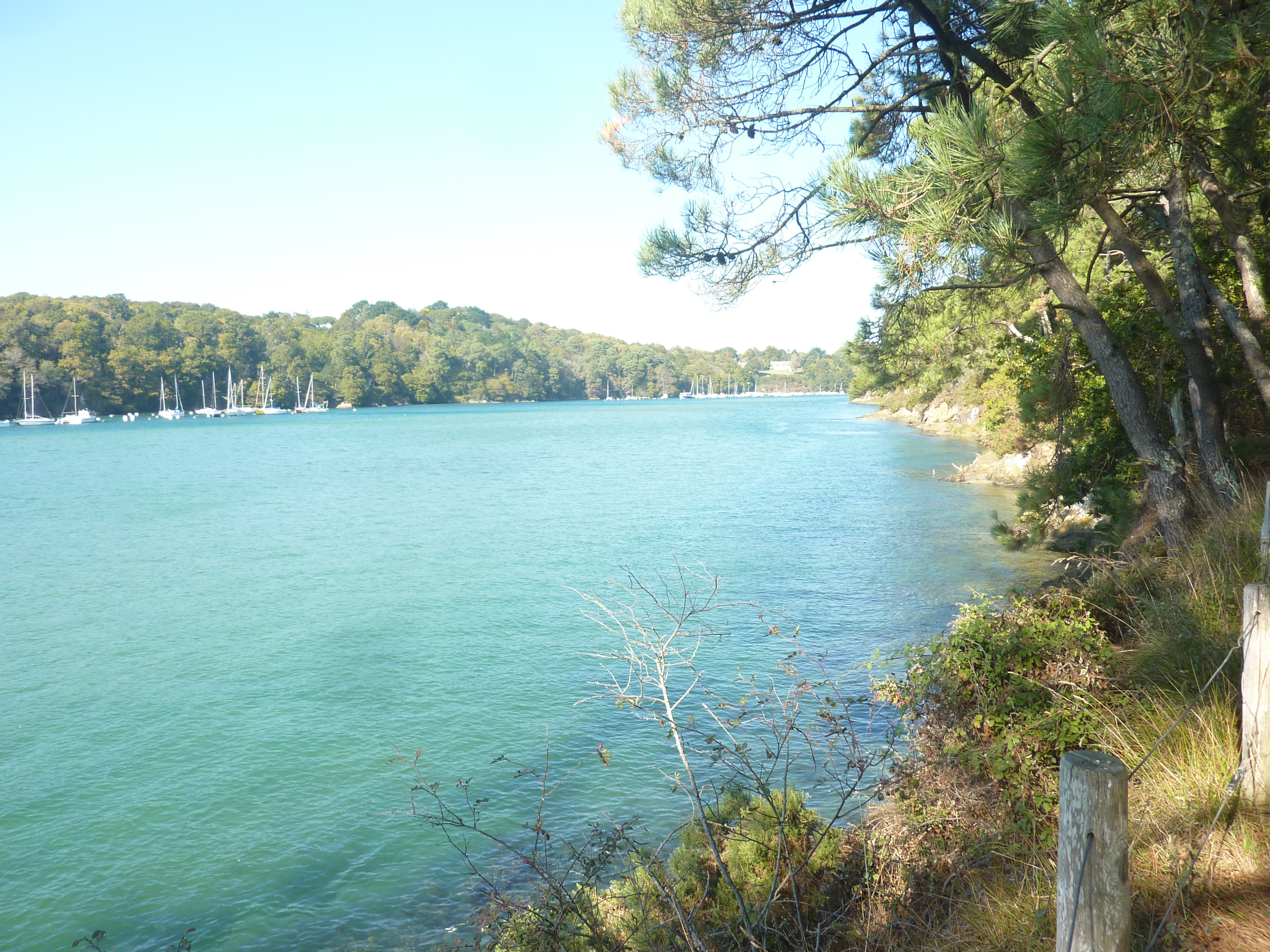
La Laïta vue des environs du port de Guidel-Plage (vue vers l'amont : à droite la rive côté Guidel ; à gauche la rive côté Clohars-Carnoët).

L'intérieur du finage communal forme pour l'essentiel un plateau situé vers une cinquantaine de mètres d'altitude, culminant à 64 mètres d'altitude à Kermémé près de la limite orientale de la commune. Sa partie nord-est est parcourue par un affluent de la Scave (elle-même affluent de rive droite du Scorff), le ruisseau de Pont er Ber (lequel sépare Guidel de sa voisine nord-orientale, Gestel) et son affluent le ruisseau du Fond de Lann Hir.

### Hydrographie
Pour un article plus général, voir Réseau hydrographique du Morbihan.
La commune est située dans le bassin Loire-Bretagne. Elle est drainée par l'Ellé, le Scaff, la Saudraye et divers autres petits cours d'eau,.
L'Ellé, d'une longueur de 76 km, prend sa source dans la commune de Glomel et se jette  dans la Laïta, estuaire formé par l'Ellé et l'Isole sur la commune et de Clohars-Carnoet, après avoir traversé 16 communes. 
Le Scaff, d'une longueur de 14 km, prend sa source dans la commune de Arzano et se jette  dans le Scorff à Quéven, après avoir traversé six communes. 

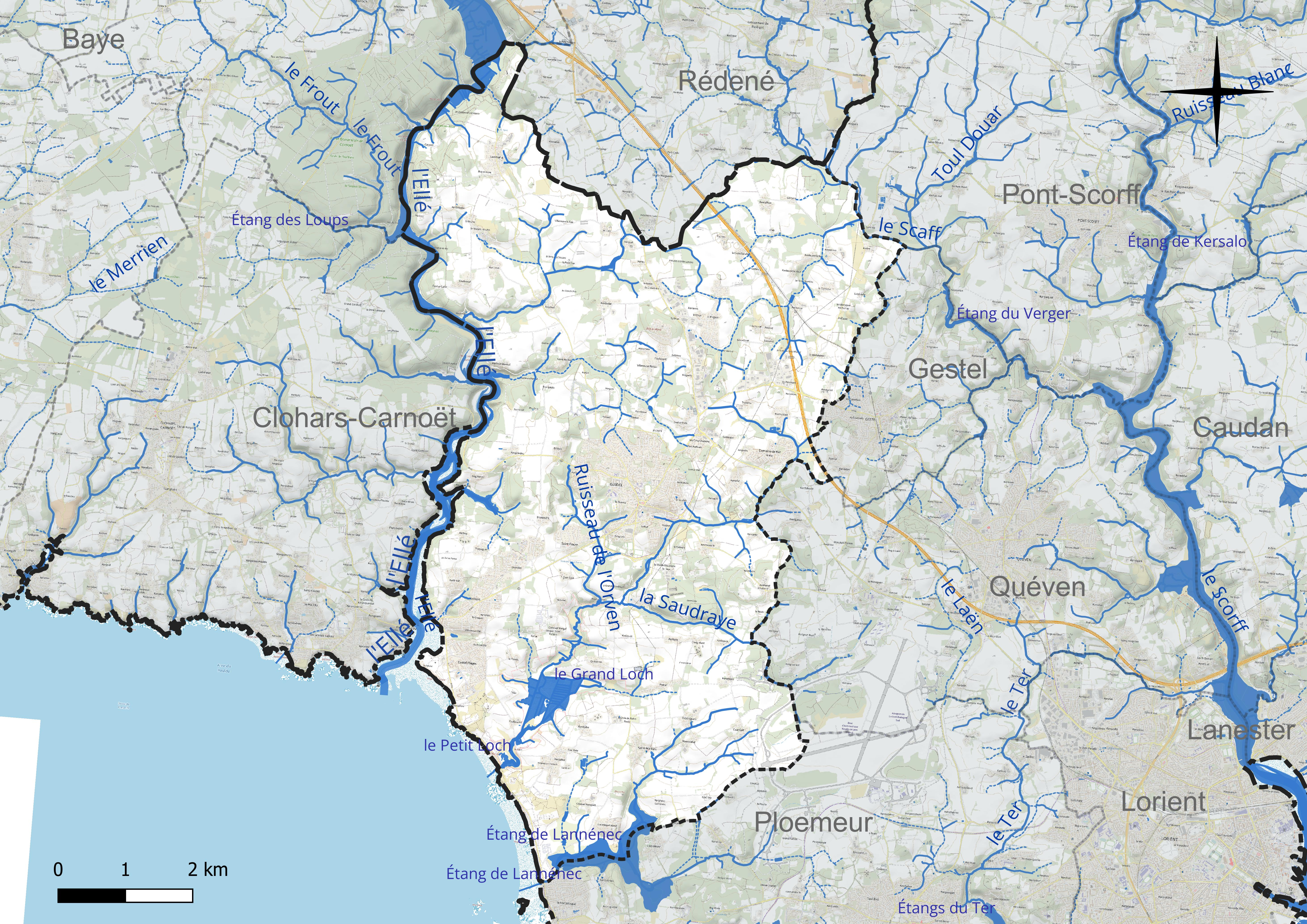
Réseau hydrographique de Guidel.

Trois plans d'eau complètent le réseau hydrographique : le Grand Loch (0,54 ha), le Petit Loch (5,55 ha) et l'étang de Lannénec, d'une superficie totale de 44,5 ha (24,96 ha sur la commune),.

### Climat
Pour des articles plus généraux, voir Climat de la Bretagne et Climat du Morbihan.
En 2010, le climat de la commune est de type climat océanique franc, selon une étude du CNRS s'appuyant sur une série de données couvrant la période 1971-2000. En 2020, Météo-France publie une typologie des climats de la France métropolitaine dans laquelle la commune est exposée à un climat océanique et est dans la région climatique  Bretagne orientale et méridionale, Pays nantais, Vendée, caractérisée par une faible pluviométrie en été et une bonne insolation. Parallèlement l'observatoire de l'environnement en Bretagne publie en 2020 un zonage climatique de la région Bretagne, s'appuyant sur des données de Météo-France de 2009. La commune est, selon ce zonage, dans la zone « Littoral doux », exposée à un climat venté avec des étés cléments.
Pour la période 1971-2000, la température annuelle moyenne est de 11,8 °C, avec une amplitude thermique annuelle de 11,2 °C. Le cumul annuel moyen de précipitations est de 972 mm, avec 14,6 jours de précipitations en janvier et 7,4 jours en juillet. Pour la période 1991-2020, la température moyenne annuelle observée sur la station météorologique la plus proche, située sur la commune de Quéven à 6 km à vol d'oiseau, est de 12,2 °C et le cumul annuel moyen de précipitations est de 943,3 mm,. Pour l'avenir, les paramètres climatiques de la commune estimés pour 2050 selon différents scénarios d’émission de gaz à effet de serre sont consultables sur un site dédié publié par Météo-France en novembre 2022.

## Urbanisme

### Typologie
Au 1er janvier 2024, Guidel est catégorisée ceinture urbaine, selon la nouvelle grille communale de densité à sept niveaux définie par l'Insee en 2022.
Elle appartient à l'unité urbaine de Guidel, une unité urbaine monocommunale constituant une ville isolée,. Par ailleurs la commune fait partie de l'aire d'attraction de Lorient, dont elle est une commune de la couronne,. Cette aire, qui regroupe 31 communes, est catégorisée dans les aires de 200 000 à moins de 700 000 habitants,.
La commune, bordée par l'océan Atlantique, est également une commune littorale au sens de la loi du 3 janvier 1986, dite loi littoral. Des dispositions spécifiques d’urbanisme s’y appliquent dès lors afin de préserver les espaces naturels, les sites, les paysages et l’équilibre écologique du littoral, tel le principe d'inconstructibilité, en dehors des espaces urbanisés, sur la bande littorale des 100 mètres, ou plus si le plan local d’urbanisme le prévoit.

### Occupation des sols

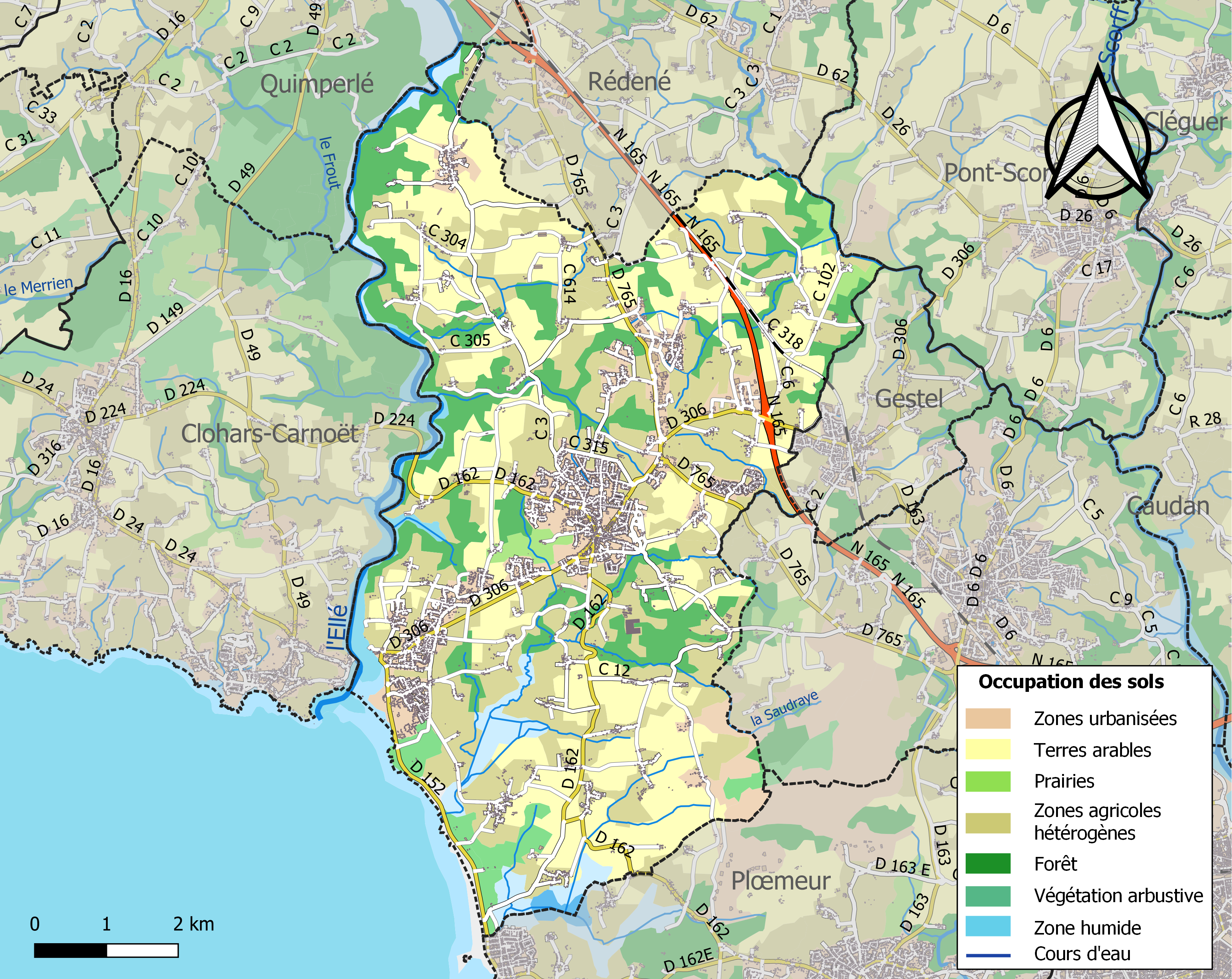
Carte des infrastructures et de l'occupation des sols de la commune en 2018 (CLC).

Le tableau ci-dessous présente l'occupation des sols de la commune en 2018, telle qu'elle ressort de la base de données européenne d’occupation biophysique des sols Corine Land Cover (CLC).
| Type d’occupation                                                                   | Pourcentage | Superficie (en hectares) |
| ----------------------------------------------------------------------------------- | ----------- | ------------------------ |
| Tissu urbain discontinu                                                             | 8,9 %       | 467                      |
| Zones industrielles ou commerciales et installations publiques                      | 3,6 %       | 187                      |
| Aéroports                                                                           | 0,3 %       | 18                       |
| Terres arables hors périmètres d'irrigation                                         | 29,0 %      | 1515                     |
| Prairies et autres surfaces toujours en herbe                                       | 1,4 %       | 73                       |
| Systèmes culturaux et parcellaires complexes                                        | 30,7 %      | 1606                     |
| Surfaces essentiellement agricoles interrompues par des espaces naturels importants | 4,3 %       | 226                      |
| Forêts de feuillus                                                                  | 9,3 %       | 488                      |
| Forêts mélangées                                                                    | 6,8 %       | 355                      |
| Pelouses et pâturages naturels                                                      | 0,5 %       | 26                       |
| Landes et broussailles                                                              | 1,7 %       | 91                       |
| Forêt et végétation arbustive en mutation                                           | 0,2 %       | 12                       |
| Plages, dunes et sable                                                              | 0,3 %       | 14                       |
| Marais intérieurs                                                                   | 2,4 %       | 127                      |
| Zones intertidales                                                                  | 0,2 %       | 8                        |
| Plans d'eau                                                                         | 0,2 %       | 13                       |
| Estuaires                                                                           | 0,1 %       | 7                        |
| Source : Corine Land Cover                                                          |             |                          |

### Morphologie urbaine
Le bourg de Guidel constitue la plus importante agglomération. Il occupe une position centrale au sein du finage communal et a connu un important développement résidentiel après 1970. Au sud, à l'embouchure de la Laïta, s'est développé au cours du XXe siècle la station balnéaire de Guidel-Plage. Des zones d'urbanisation nouvelles ont vu le jour avec la création de lotissements :  Domaine de Ker Anna, Parc Kerhuen, Le Hirgoat. Le reste de la population se disperse dans de nombreux villages et hameaux dont le plus important est celui de Locmaria situé au nord de la commune.

### Habitat
En 2016 on recensait 6 535 logements à Guidel. La majorité des logements était constituée de résidences principales, puisqu'on en dénombrait 4 943 (75,6 %) contre 1 340 résidences secondaires (20,5 %), et 252 logements vacants (3,9 %). Sur ces 6 535 logements, 5 166 étaient des maisons (79,1 %) contre 1 313 des appartements (20,1 %). L'habitat est très récent puisque 84,6 % des résidences principales ont été construites après 1970. Le tableau ci-dessous présente la répartition en catégories et types de logements à Guidel en 2016 en comparaison avec celles du Morbihan et de la France entière.
|                                                         | Guidel | Morbihan | France entière |
| ------------------------------------------------------- | ------ | -------- | -------------- |
| Résidences principales (en %)                           | 75,6   | 74,5     | 82,3           |
| Résidences secondaires et logements occasionnels (en %) | 20,5   | 18,0     | 9,6            |
| Logements vacants (en %)                                | 3,9    | 7,5      | 8,1            |

### Transports en commun
La commune de Guidel est desservie par le réseau CTRL :
| Ligne | 10  |  | Guidel-Plages ↔ Ploemeur - Kerbernès                                               |
| Ligne | 30  |  | Quéven - Ville de Toulouse ↔ Guidel - Z.I. des Cinq chemins                        |
| Ligne | 50  |  | Quéven - Clairière ↔ Guidel - Place Jaffré ↔ Lorient Gare d'échanges (Estivale)    |
| Ligne | 125 |  | Lorient - Gare d'échanges ↔ Guidel - START Atelier Service                         |
| Ligne | 136 |  | Guidel - Place Jaffré ↔ Guidel - Roi Arthur                                        |
| Ligne | 200 |  | Guidel - Keriouay ↔ Ploemeur - Collèges et écoles                                  |
| Ligne | 204 |  | Guidel - Place Jaffré ↔ Ploemeur - Collèges et écoles                              |
| Ligne | 205 |  | Guidel - Locmiquel Méné ↔ Ploemeur - Les Pins                                      |
| Ligne | 211 |  | Pont-Scorff - Kereven ↔ Guidel - Collège St Jean                                   |
| Ligne | 212 |  | Cléguer - Kerganaouen ↔ Guidel - Collège St Jean                                   |
| Ligne | 213 |  | Queven - Clairière ↔ Guidel - Collège St Jean                                      |
| Ligne | 216 |  | Pont-Scorff - Boterff ↔ Guidel - Z.A. Pen Mané ↔ Lorient Lycées et Universités     |
| Ligne | 250 |  | Guidel - Coatroual ↔ Guidel - Écoles primaires                                     |
| Ligne | 251 |  | Guidel - Z.A. Pen Mané ↔ Guidel - Écoles primaires                                 |
| Ligne | 252 |  | Guidel - Trézéléguen ↔ Guidel - Écoles primaires                                   |
| Ligne | 253 |  | Guidel - Croix Notre Dame ↔ Guidel - Écoles primaires                              |
| Ligne | 254 |  | Guidel - Kerhuen ↔ Guidel - Écoles primaires                                       |
| Ligne | 255 |  | Guidel - Croëz Coat ↔ Guidel - Collège St Jean                                     |
| Ligne | 256 |  | Guidel - Kerembraz ↔ Guidel - Collège St Jean                                      |
| Ligne | 257 |  | Guidel - Keryhuel ↔ Guidel - Collège St Jean ↔ Quéven - Collège Kerbellec          |
| Ligne | 258 |  | Guidel - Villeneuve Piriou ↔ Quéven - Collège Kerbellec                            |
| Ligne | 259 |  | Guidel - Le Puil ↔ Quéven - Collège Kerbellec                                      |
| Ligne | 260 |  | Guidel - Keryhuel ↔ Guidel - Place Jaffré                                          |
| Ligne | 261 |  | Guidel - Le Guerveur ↔ Lorient - Lycées                                            |
| Ligne | 262 |  | Guidel - Kerembraz ↔ Quéven - Lann Bihoué                                          |
| Ligne | 263 |  | Guidel - Croix Notre Dame ↔ Lorient - Collèges,Lycées,Universités                  |
| Ligne | 264 |  | Guidel - Beg Nenez ↔ Lorient - Collège et lycées St Joseph / Notre Dame de la Paix |
| Ligne | 265 |  | Guidel - Croix Notre Dame ↔ Guidel - Collège St Jean                               |

## Toponymie
Attestée sous la forme Guidul au XIIe siècle. La paroisse a aussi été nommée au haut Moyen Âge Guedel, nom également donné par le passé à Belle-Île.
Le nom breton de la commune est Gwidel (prononcé [ˈɟɥidəl]).

## Histoire

### Préhistoire et Antiquité

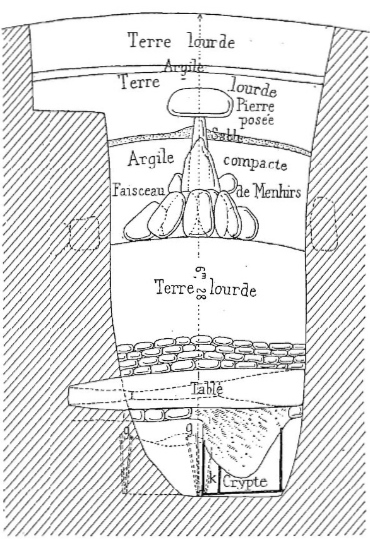
Coupe du tumulus du Cruguel à Guidel (L. Le Pontois, 1891)

Plusieurs menhirs et dolmens sont recensés en 1863 sur le territoire de Guidel : un menhir haut de 5 mètres près de la chapelle Saint-Fiacre (que le diable aurait planté lui-même, selon la légende) ; un autre, de 5 m de hauteur également, près du moulin de la Saudraye ; un, de 4,5 m de haut à 300 mètres au nord-est du bourg ; un dolmen au Palméro (selon les paysans, les poulpiquets venaient y danser leurs rondes de nuit) ; d'autres dolmens à Cautus et près de Kerhouard ; un lec'h sur le bord de la route allant de Guidel à Saint-Maurice de Carnoët.
Des haches à talon datant de l'âge du bronze ont été trouvées dans le coffre de Lezvariel en Guidel, dénommé par les paysans Ty-er-korriganed (« Maison des korrigans ») et divers objets en bronze (des pointes de lance, des pointes de flèches, une hache à aileron et anse, des fragments d'épées et de poignards) dans une cavité circulaire près de Kernar (Kerhar) en 1876, et dans le tumulus du Cruguel (fouillé par Charles Bénard qui y trouva des armes en or et en bronze, des outils, des silex et des poteries). Des fragments d'une statue-menhir, représentant probablement une déesse-mère, ont été découverts dans le tumulus de Kerméné.
Une voie romaine partant de Pont-Aven, traversait la Laïta à Saint-Maurice (nécessité d'un passeur), passait par Brangoulo pour rejoindre la voie romaine plus importante allant de Tours à Civitas Aquilonia (Quimper), dont le tracé correspond en gros à celui de la départementale 765 (ancienne route nationale 165).
Des pièces d'argent datant des premier et deuxième siècles après J.-C., la plupart à l'effigie d'Antonin le Pieux, furent trouvées par un paysan démolissant un talus près de Locmaria en Guidel en 1929.

### Moyen Âge
Dans le sable des dunes de Guidel on a retrouvé des restes de cabanes en forme d'ellipses, avec un foyer central, construites en bois sur de petits murets de pierres sèches, le toit étant soutenu par des poteaux axiaux. Des pièces de monnaie découvertes prouvent que le site était encore occupé au XIIe siècle.
Une motte féodale se trouve à l'ouest de la chapelle Saint-Michel, dominant la rive gauche de la Laïta, face à l'abbaye Saint-Maurice de Carnoët, au lieu-dit Ar Butten (la chapelle de Polignac a été édifiée sur son sommet).
Vers le Xe siècle, des habitants de Vendilis (nom que portait alors Belle-Île), chassés de leur île par des pirates normands, se seraient réfugiés à Guidel, sur des terres appartenant au comte de Cornouaille, leur seigneur. Les terres et îles de Guidel furent données, l'an 1058, par Alain Canhiart, comte de Cornouaille, à l'abbaye Sainte-Croix de Quimperlé, qu'il avait fondée l'année précédente.
En juillet 1342, six mille hommes de troupe, composé de mercenaires castillans et d'arbalétriers génois, sous les ordres de Louis d'Espagne, mirent pied à terre à Guidel au Bas Pouldu après avoir mis à sac la ville de Guérande, tandis que la flotte composé d'une centaine de vaisseaux qui les avaient amenés à bon port, mouillait dans l'estuaire de la rivière Ellé, ancienne appellation de la Laïta. L'objectif de cette expédition militaire était de prendre à revers la place forte d'Hennebont, alors tenu par les partisans de Jean de Montfort, en marchant sur Guidel et Pont-Scorff. Cet expédition se solda par un désastre puisque sur les six mille hommes de troupe ayant débarqué, seulement 300 réussirent à  rembarquer, les autres ayant trouvé la mort sur le champ de bataille de Roscaquen en Rédené, tués par les soldats anglo-bretons de  Gauthier de Mauny.
En 1400 les maisons nobles de Guidel étaient le manoir de Keranesquen, au seigneur de Guémené-Guingamp ; celui de Louenneach, au seigneur de Quimerch (en Bannalec) ; celui de Kercazre, à Pierre du Haut-Bois ; le château de Talhouet, à Geoffroi Chef-du-Bois, seigneur de Talhouet, gouverneur d'Hennebont.

### Temps modernes
Jacques du Vergier, écuyer, seigneur de Kerhorlay, et ses frères puînés Hiérosme et Jean, sont reconnus d'ancienne extraction noble par la chambre de réformation de la noblesse de Bretagne en janvier 1668 ; la famille du Vergier de Kerhorlay est attestée comme vivant à Kerhorlay depuis le XIIIe siècle. En 1680, le château de Talhouet appartenait à Louis de Chef-du-Bois et était toujours dans cette famille en 1778. La Saudraye (la famille de La Saudraye est reconnue d'ancienne extraction noble lors de la réformation de la noblesse en 1669.) appartenait alors au prince de Rohan-Guémené et le manoir de Trovern à la famille Offray de la Mettrie.

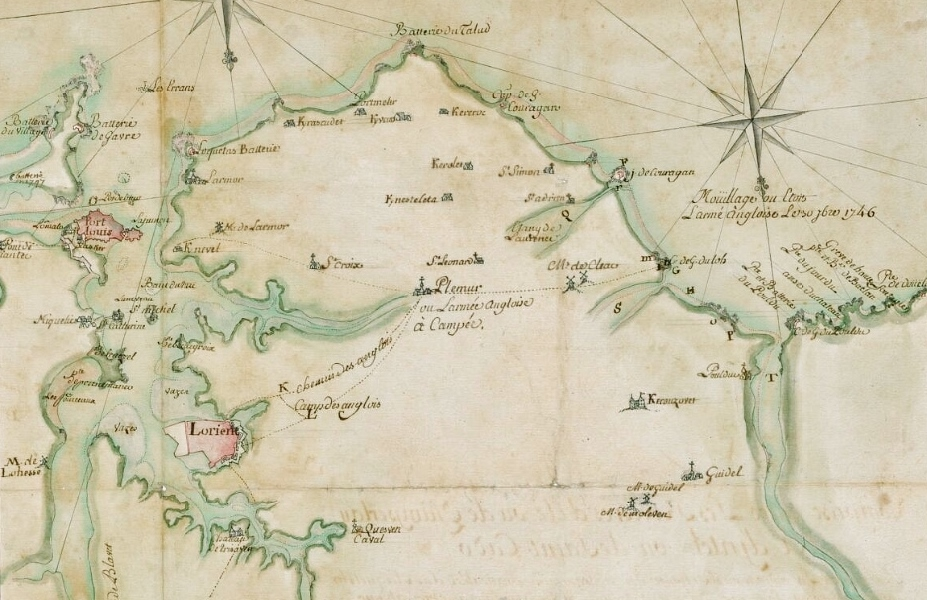
Carte de Guidel et ses environs datant de 1758 et indiquant notamment l'emplacement des batteries.

Le 1er octobre 1746, dans le cadre de la guerre de succession d'Autriche, une flotte anglaise de 52 navires, commandée par l'amiral Lestock, débarque 5 000 hommes au Pouldu (plage du Bas Pouldu) dans le but d'attaquer Lorient et s'emparent du château de Coidor (Coëtdor) ; le 2 octobre 2 000 ennemis « marchèrent du château de Coidor et allèrent occuper le Moulin de la Montagne et le bourg de Plomeur ; ils s'emparèrent le 3 [octobre] du bourg de Guidel et ce fut entre ces deux bourgs qu'ils commencèrent à former un camp où ils se retranchèrent ; le 4 ils firent tire le canon et sommèrent la garnison de L'Orient [Lorient] de se rendre (...) On ne songea plus qu'à trouver les moyens de résister aux efforts des Anglais ». Mais une fois arrivés sous les murs de Lorient ils n'osent pas attaquer la ville, alors que celle-ci était sur le point de capituler. Ils rembarquent le 10 octobre, n'ayant perdu que 20 hommes et mettent le cap sur Quiberon. La "fontaine des Anglais", rue Monistrol à Lorient, aurait servi pour le ravitaillement en eau des troupes anglaises et correspondrait approximativement au point extrême de leur avancée.
Selon Adolphe Joanne les habitants de Guidel « descendent en partie de familles canadiennes expulsées par les Anglais » (des Acadiens lors du Grand Dérangement ; ils furent plus nombreux à s'installer à Belle-Île-en-Mer).
Le doyenné de Kemenet-Heboë, dit aussi de Guidel, était l'un des six doyennés du diocèse de Vannes. La paroisse de Guidel était divisée en 22 frairies dont celle de Triec ; sa chapelle est détruite le 1er octobre 1746 lors du débarquement anglais.

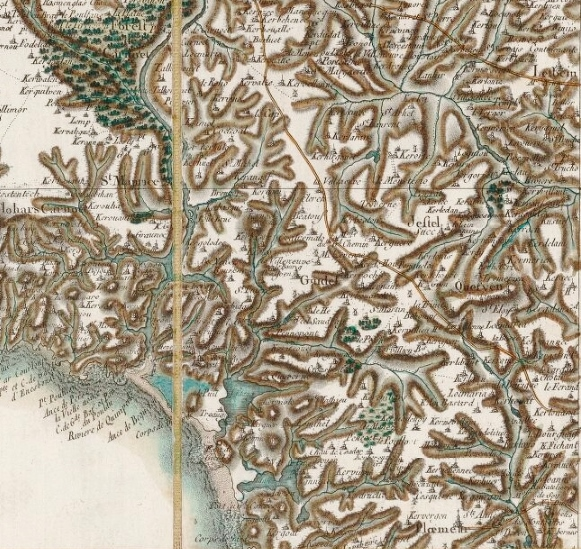
Carte de Cassini (1783) : Guidel et ses environs.

En 1759 la paroisse de Guidel devait chaque année fournir 42 hommes pour servir de garde-côtes.
Le 23 mars 1769 quatre laboureurs de la paroisse de Guidel qui revenaient de la foire de Quimperlé furent assassinés à un quart de lieue de cette ville.
Jean-Baptiste Ogée décrit ainsi Guidel en 1778 : 

« Guidel ; à 12 lieues et demie à l'ouest-nord-ouest de Vannes, son évêché ; à 30 lieues de Rennes et à 2 lieues de Quimperlé, sa subdélégation. Cette paroisse relève du roi et ressortit au siège d'Hennebon. On y compte 3 600 communiants (y compris Locmaria et Laoulec, ses trèves). La cure est à l'alternative. Ce territoire est borné au sud par la mer, à l'est par la rivière de Loc, et à l'ouest par celle de Laïta. Les terres y sont assez exactement cultivées. Les landes y sont rares, et le pays est abondant en grains et pâturages excellents. (...) »

En 1779, dans la riche paroisse de Guidel, le recteur déclare « que les habitants les plus aisés se laissent périr sans secours, par avarice, plutôt que de recourir aux médecins ».

### Révolution française
Le 15e régiment de chasseurs, commandé par le général Beysser, créé par décret de la Convention nationale du 7 mars 1793, eût un camp à Guidel pendant quelques mois cette même année.
Le 29 messidor an III (17 février 1795) un rapport des représentants en mission Guermeur, Guezno et Bruë évoque la présence de « 260 et quelques hommes du camp de Guidel », placé sur la plage, membres de la garde nationale pour la défense de la côte en raison du débarquement d'émigrés survenu à Belon (en Riec-sur-Belon) et dans la région de Pont-Aven le 27 messidor. Le général Meunier fit garder le passage du Pouldu au niveau de l'embouchure de la Laïta, mais les Choua's passaient librement en amont, notamment au niveau de l'abbaye Saint-Maurice
Le 12 juillet 1795 des troupes royalistes de l'expédition de Quiberon dirigées par Joseph de Puisaye, débarquent sur les plages de Sarzeau (4 000 chouans et 100 émigrés sous les ordres de Vincent de Tinténiac) et de Guidel (3 000 chouans, sous le commandement de Lantivy-Kermeno et de Jean Jan, vêtus d'habits rouges pour faire croire qu'il s'agissait de troupes anglaises) afin de prendre à revers les troupes républicaines dirigées par le général Hoche, mais l'attaque et la reprise du fort de Penthièvre par les Républicains, mettant en déroute les troupes royalistes, vint déjouer ce plan.

### LeXIXesiècle
A. Marteville et P. Varin, continuateurs d'Ogée, décrivent ainsi Guidel en 1843 :

« Guidel, commune formée de l'ancienne paroisse de ce nom, aujourd'hui succursale ; chef-lieu de perception. (...) Principaux villages : Locmaria, le Roho, Carnoët, le Cap, Coatréal, Kerulo, Kerhuel, Kerdudal, Ristiniec, Kerlenc, Guerveur, le Hirgoat, Coat-er-Malo, Saint-Michel, Brangolo, Kergoldet, Villeneuve, Brunénan, Kerbrest, Traourec, Quévern, le Hou, Coat-coff, Coat-dor, le Miquel, le Mené, Villeneuve-Trolve, Helé, Kerdouarc'h, Kervionis, Kermartrec, Kerguero, Villeneuve-Piriou. Objets remarquables : châteaux de Talhouet, de Kerorlay, de Trovergne, de Kerudo, de Kerbastic ; forts du Loc, de Keragan. Superficie totale : 5 242 hectares, dont (...) terres labourables 1 500 ha, prés et pâturages 340 ha, bois 224 ha, vergers et jardins 204 ha, landes et incultes 2 447 ha, étangs 25 ha, châtaigneraies 22 ha (...). Moulins : 21 (de Kerorlay, des Chiens, de Locmaria, de Bessonale, à eau ; de Kerbigot, de Kermartin, du Bourg, de Malezeraine, de Kerorlay, à vent). Guidel est borné à l'ouest (...) par la rivière de Quimperlé, qui, à partir de cette dernière ville, prend aussi le nom de Laïta. (...) La partie de la mer que l'on nomme les Coureaux de Groix est située entre cette île d'une part, et les communes de Ploemeur et Guidel en terre ferme de l'autre. Une abondante pêche de la sardine se fait en ce passage. La route royale n° 165, dite de Nantes à Audierne, traverse la partie nord de cette commune. Il y a foire le 3 février. Géologie : schiste micacé ; granite au nord-est ; minerai de fer. On parle le breton. »

« On vient (...) d'inaugurer dans l'église de Guidel (...) une chaire sculptée en style ogival, par M. Le Brun, de Lorient. Cette chaire est des plus curieuses avec la multiplicité des personnages, des fleurs et des arabesques gracieuses qui s'élancent et en contournent toutes les parties. (...) Nous voyons avec un véritable plaisir le culte des arts pénétrer ainsi dans les cantons les plus reculés, les paroisses les plus obscures ».
Jean-Marie Le Pipe, menuisier, participa à la guerre de Crimée comme caporal voltigeur ; il participa notamment aux combats d'Inkerman et au siège de Sébastopol. Joseph-Marie Le Clanche, Michel-Marie Le Pogam et François-Marie Charton furent tous les trois blessés lors de la bataille de Solférino. Auguste Le Quintrec est zouave pontifical en 1868-1869.
Entre 1865 et 1870 une épidémie de variole sévit dans le Morbihan : 257 malades furent atteints à Guidel, l'épidémie y faisant 82 morts. En 1886 c'est une épidémie de fièvre typhoïde qui fit 32 malades (dont 2 décès) à Guidel.
En 1873 1 099 habitants des communes de Guidel, Plumelec, Saint-Servan, Cruguel, Plumelin, Locminé, Guéhenno, Moréac, Carentoir et Guénin demandent, dans une pétition déposée à l'Assemblée nationale « le rétablissement, dans le plus bref délai, de la royauté en la personne de Henri V, héritier légitime de la couronne de France ».
Jean Jaffré, recteur de Guidel, est élu député, le 8 février 1871, comme conservateur royaliste représentant du Morbihan à l'Assemblée nationale. Il resta député jusqu'en 1876. À la suite de l'ouverture à Guidel par l'abbé Jaffré d'une école congréganiste en 1873, l'école laïque n'eut plus qu'un seul élève.
En 1881 quand une école laïque de filles s'ouvre à Guidel, on emploie tous les moyens pour empêcher les familles d'y envoyer leurs enfants : menaces, retrait d'ouvrage et d'emploi, suppression de secours.

### LeXXesiècle

#### La Belle Époque
En 1902 le refus du clergé de Guidel, appuyé par le maire, d'inhumer dans la partie bénie du cimetière le corps d'une jeune fille qui s'était suicidée suscita des polémiques, une plainte de la Ligue des droits de l'homme et la révocation du maire par le préfet du Morbihan.
Le Conseil général du Morbihan vote le 21 août 1908 la construction d'une ligne de tramway reliant Lorient à Guidel ; le projet est déclaré d'utilité publique en 1910. La ligne, qui partait de la place Jules Ferry à Lorient, empruntait le cours Chazelles, la rue et la route de Brest, aboutissait à Guidel en desservant au passage Le Malléguen et Les Cinq Chemins, est inaugurée le 9 septembre 1912.

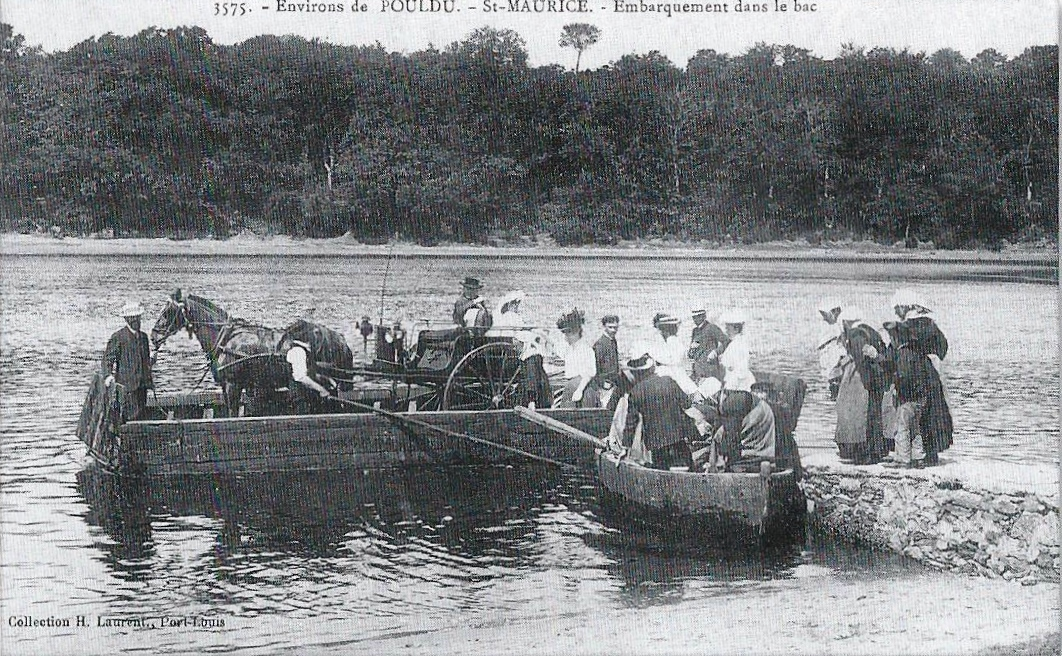
Le bac de Saint-Maurice sur la Laïta au début du XXe siècle (avant la construction du pont Saint-Maurice).
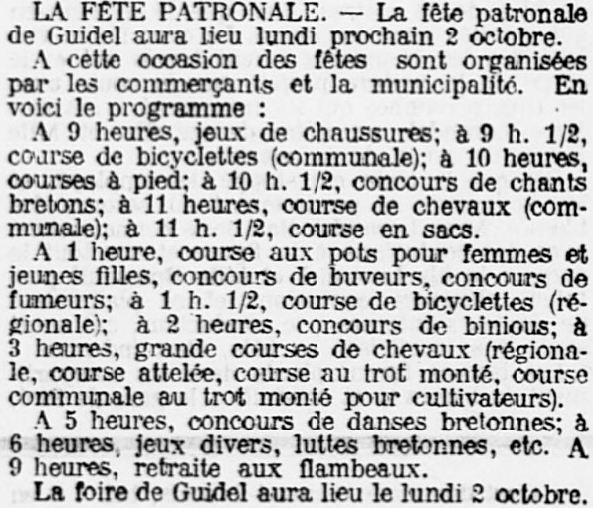
Le programme de la fête patronale de Guidel du 2 octobre 1911 (journal L'Ouest-Éclair).

La tradition du pardon de Saint-Éloi à Guidel est décrite en 1909 : une centaine de chevaux, tous enrubannés, défilent sur la route du Pouldu jusqu'à la fontaine Saint-Fiacre où leurs cavaliers les font défiler autour de la chapelle avant qu'ils ne soient bénis par le recteur et qu'on leur fasse boire de l'eau de la fontaine, elle aussi bénie.
Un décret du Président de la République en date du 14 juin 1911 attribue, à défaut de bureau de bienfaisance, les biens ayant appartenu à la fabrique de Guidel et actuellement placés sous séquestre à la commune de Guidel.
Les idées royalistes restaient importantes à Guidel si l'on en croit ce témoignage datant de décembre 1912 : « Certains bourgs, comme Guidel, (...) sont inondés de journaux royalistes : L'Action française y est distribuée gratuitement. Une carte postale représentant le duc d'Orléans en costume breton circule de main en main et de village à village. (...) On ne lit que La Croix, L'Action française et quelque peu Le Petit Parisien ». En octobre 1910 le journal L'Action française évoque une réunion tenue à Guidel de sa section locale en présence de plus de 400 paysans.
En 1913 une commission sanitaire déplore « l'état insalubre du bourg de Guidel. (...) M. le Préfet a signalé à nouveau le mauvais état des tueries de Guidel. (...) La commission insiste également pour que le maire fasse appliquer le règlement sanitaire communal et fasse procéder sans retard à toutes les modifications nécessaires de la voirie ».
Les écoles congréganistes de Guidel (celle des Filles de Jésus (de Kermaria) pour les filles et des Frères des écoles chrétiennes pour les garçons) durent fermer en juillet 1914 à la suite d'un décret décidant la dissolution de ces congrégations religieuses.

#### La Première Guerre mondiale

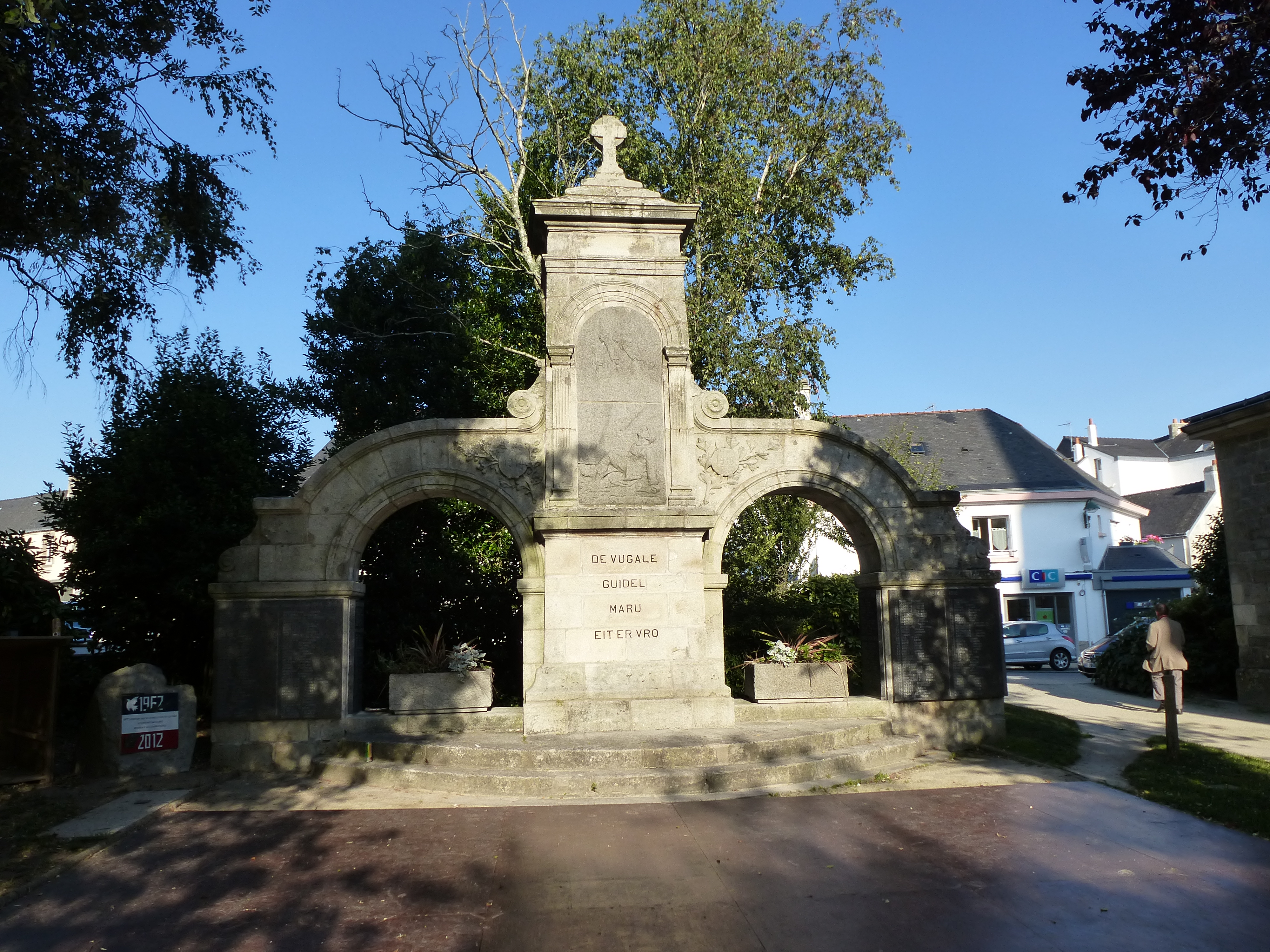
Le monument aux morts de Guidel.

Le monument aux morts de Guidel, édifié en 1921 par l'architecte Charles Chaussepied (la sculpture en relief, qui représente un soldat blessé allongé sur le sol et regardant vers un ange est d'Hortense Tanvet) porte les noms de 167 soldats et marins morts pour la France pendant la Première Guerre mondiale ; parmi eux Guy de Grosourdy de Saint-Pierre, Henri de Polignac et Louis Quillien ont été décorés de la Légion d'honneur et de la croix de guerre. Plusieurs soldats sont morts sur le front belge dès 1914 (par exemple Pierre Le Pogam à Fosses-la-Ville le 21 août 1914, François Guillerme, Joseph Le Pallac et Joseph Le Romanger, tous les trois à Maissin le 22 août 1914, Julien Le Pogam, fusilier marin, tué à l'ennemi le 24 octobre 191 à Dixmude lors de la Bataille de l'Yser) ; des soldats sont morts en Turquie lors de la Bataille des Dardanelles (par exemple Auguste Gouanvic, mort le 13 juillet 1915 à Kereve-Déré) ; d'autres, faisant partie de l'expédition de Salonique, sont morts dans les Balkans (par exemple Louis Jaffro et Joseph Humo, tous deux décédés à Salonique, le premier le 25 juillet 1917, le second le 8 novembre 1918 et deux sont morts en Serbie (Louis Le Luhendre le 29 décembre 1916 à Vlaklar (désormais en Macédoine du Nord) et Jean François Le Clanche le 24 septembre 1918 à Monastir); d'autres alors qu'ils étaient prisonniers en Allemagne (par exemple Jean Toulliou le 29 juin 1917 à Constance, Pierre Breton le 18 septembre 1918 à Hüls et Yves Lesquer, décédé le 29 octobre 1918 alors qu'il était en captivité à Delbrück ; Marc Le Pallac est mort après l'armistice le 20 décembre 1918 à Castelfranci (Italie) dans des circonstances non précisées ; certains sont des marins disparus en mer (par exemple Alphonse Graignic, mort lors du naufrage du croiseur cuirassé Léon Gambetta torpillé par un sous-matin autrichien le 27 avril 1915 ; la plupart des autres sont décédés sur le sol français (par exemple Joseph Bouler, tué à l'ennemi le 26 septembre 1918 à Saint-Souplet (Marne), décoré de la croix de guerre et de la médaille militaire).

#### L'entre-deux-guerres
En mai 1934 l'assassinat d'une femme, Georgette Henriot, dans le village du Loc'h, défraya la chronique, les journaux y compris parisiens y consacrant de nombreux articles.
Le 22 décembre 1936 un cultivateur du village du Pointic, Pierre Esvan, père de huit enfants, qui s'était rendu en compagnie d'autres paysans, sur la plage du Loc'h pour faire la cueillette du goémon, est emporté par une vague plus forte que les autres ; il nagea un moment, mais disparut, le goémon paralysant ses mouvements.

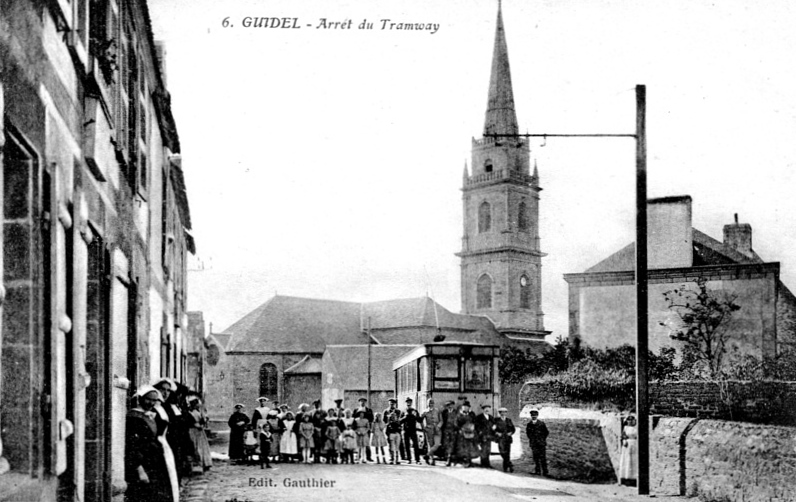
Le bourg de Guidel vers 1920 : l'arrêt du tramway.

#### La Seconde Guerre mondiale

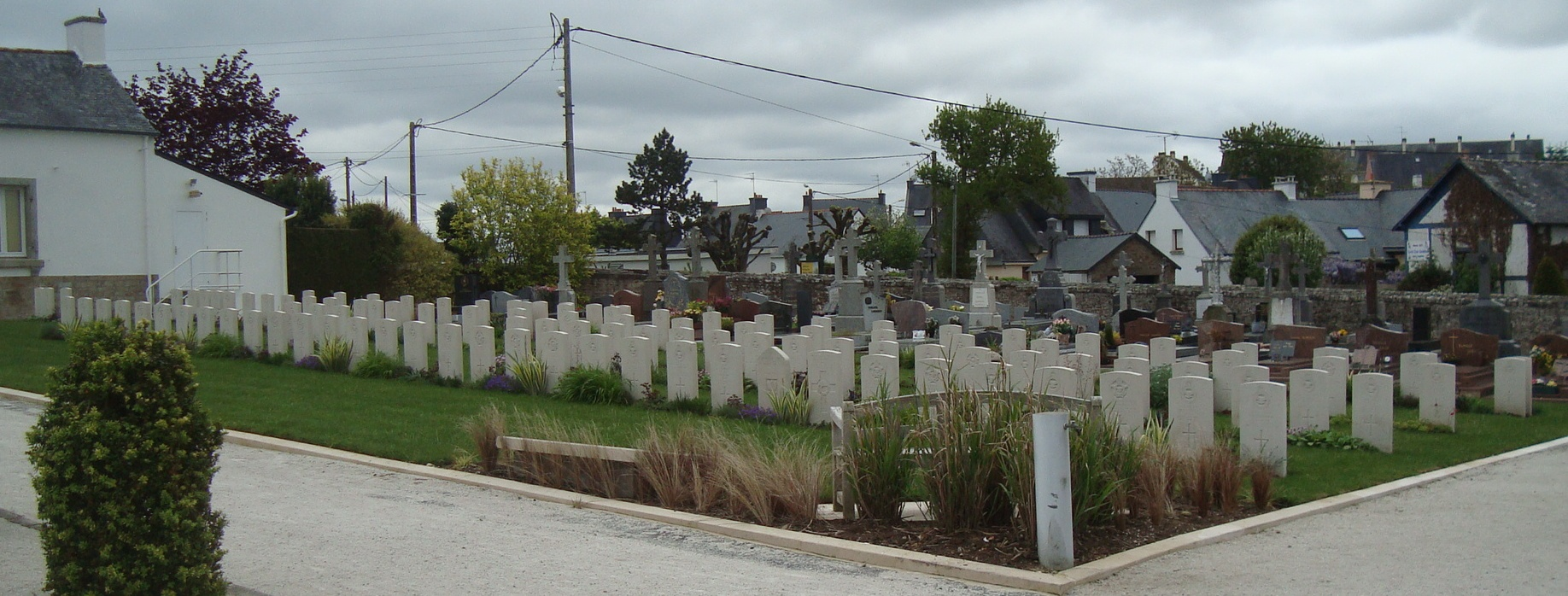
Tombes de soldats du Commonwealth (carré militaire) dans le cimetière de Guidel.

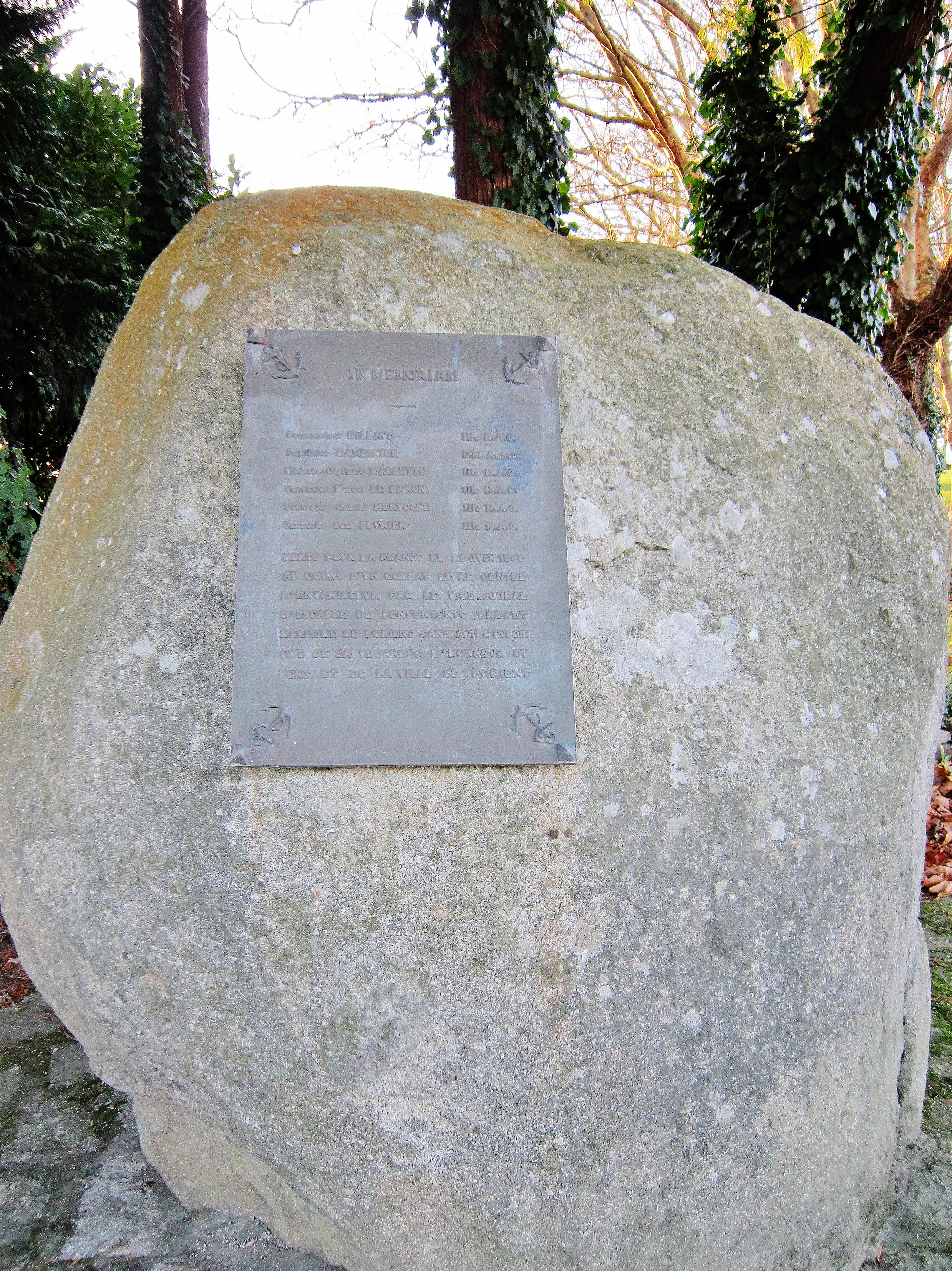
Le menhir des Cinq Chemins (monument commémoratif à la mémoire de soldats tués lors de combats le 21 juin 1940).

Le 21 juin 1940 une tentative de résistance face à l'arrivée des troupes allemandes, une sorte de baroud d'honneur destiné aussi à freiner l'occupation de port de Lorient, est organisée dans l'après-midi aux Cinq-Chemins en Guidel par l'amiral de Penfentenyo, commandant de la base de Lorient : 6 soldats , le chef d'escadron Charles Billaut, le capitaine Paul Gardinier, le médecin capitaine Pierre Marlette, les soldats Marcel Le Baron, Paul Février et Gabriel Hervoche, furent tués.
En octobre 1940, une bombe anglaise, lors d'un bombardement de Lorient, tomba devant le cimetière de Guidel, ce qui suscita une violente diatribe anti-anglaise de la part du journal L'Ouest-Éclair, devenu un journal collaborateur.
Le "pensionnat Saint-Jean" de Guidel pouvait accueillir 45 élèves de 6 à 14 ans en internat pour leur assurer une instruction primaire en 1942.
Après le repli des troupes allemandes en Bretagne en août 1944, la commune de Guidel se retrouve comprise dans la poche de Lorient qui reste tenue par les Allemands (la Laïta servant de ligne de front à l'ouest) et subit des bombardements de la part des Alliés.
Le monument aux morts de Guidel porte les noms de 50 personnes mortes pour la France pendant la Seconde Guerre mondiale ; outre de nombreuses victimes civiles, Aimé Morvan, matelot à bord du cuirassé Bretagne est mort le 3 juillet 1940 lors de l'attaque anglaise de Mers el-Kébir ; Jean-Marie Calvar, gendarme, est mort en déportation en Allemagne (déporté au camp de concentration de Neuengamme, il décède le 3 avril 1945 alors qu'il était affecté à un kommando de travail dans le port de Wilhemshaven).
Le carré militaire du cimetière de Guidel abrite les tombes de 107 soldats et marins britanniques, du Commonwealth ou alliés, morts pendant la Seconde Guerre mondiale.

#### L'après Seconde Guerre mondiale
Le journal L'Espoir du Morbihan écrit le 24 mars 1946 qu'à Guidel « au bourg la démolition est terminée. Le relogement a pu être assuré par resserrement et dans des baraquements allemands récupérés ».
Neuf soldats (Étienne Cruguel, Alexandre Gouello, Joseph Kerblat, Jean Le Clanche, Jean Le Coroller, François Le Personnic, Louis Nicolas, Henri Raoul, Auguste Tuillou) originaires de Guidel sont morts pendant la guerre d'Indochine et cinq (Yves Le Grognec, Jean Le Pissart, Anne Mateudi, André Mélin, Joseph Ramon) pendant la guerre d'Algérie.
En 1976 le "Centre du Loch" en Guidel, un centre de loisirs, ouvre au profit des familles des personnels militaires dans un ancien fort déclassé.
En juillet 2025, l'ancien local abritant avant Unico, place Louis-Le-Montagner est démoli.

## Blasonnement
|  | Les armoiries de Guidel se blasonnent ainsi : Écartelé : au un d’azur à la Chapelle Notre-Dame de Pitié d’or issant de la partition, au deux de gueules à neuf macles d’or, trois, trois et trois, au trois d’argent à trois fasces de gueules, au quatre d’azur à la nef de sable équipée et flammées d’argent, la voile chargée de trois mouchetures d’hermine de sable, voguant sur une tierce ondée et abaissée d’argent. Devise : « Leal ha fidel berped » (« Loyal et fidèle toujours »). Conc. S. Gauthier. |

## Politique et administration

### Liste des maires
| Période                    | Période                  | Identité                    | Étiquette                 | Qualité |
| -------------------------- | ------------------------ | --------------------------- | ------------------------- | --- |
|                            |                          |                             |                           | |
| maire en 1830              | 1840                     | Jean-Marie Marc Le Romancer |                           | Notaire. Conseiller d'arrondissement |
| 1840                       |                          | Couëffic                    |                           | |
| 1846                       | 1851                     | Jean-Marie Marc Le Romancer |                           | Déjà maire de Guidel entre 1830 et 1840. |
| 1852                       | 1870                     | Victor-Florian Le Glouahec  |                           | Médecin. Fit transférer le cimetière depuis l'enclos paroissial à son emplacement actuel. Conseiller général. Chevalier de la Légion d'honneur. |
| 1870                       | 1894                     | Pierre François Guyomar     |                           | Cultivateur. |
| 1894                       | 1901                     | Guy de Polignac             |                           | Marquis. Officier de cavalerie. Chevalier de la Légion d'honneur. Il créa les écoles de village et l'ancienne école maternelle publique qui était, avant cela, un haras puis un sanatorium. Il a aussi légué le terrain où se trouve le stade de Polignac. Président du syndicat agricole de Pont-Scorff et de la Société de secours mutuels de Guidel                                                        |
| 1901                       | 1902                     | Joseph-Marie Le Portz       |                           | Cultivateur propriétaire. Révoqué en 1902 (mais soutenu par son conseil municipal). |
| 1902                       | 1906                     | Louis Testard               |                           | Chef de bataillon. Conseiller d'arrondissement. Officier de la Légion d'honneur. |
| 1906                       | 1917                     | Louis Guyomar               |                           | Cultivateur. Fils de Pierre François Guyomar, maire entre 1870 et 1894. Conseiller général. Il est suspendu de ses fonctions en mars 1917 pour « avoir apporté la plus fâcheuse négligence (...) à recevoir dans sa commune (...) des femmes et enfants réfugiés des pays envahis » et en raison « des propos inqualifiables qu'il avait tenus à cette occasion ».                                            |
| 1917                       | 1918                     | Edmond Robin                |                           | Garde d'artillerie de la marine. |
| 1918                       | 1929                     | Louis Guyomar               |                           | Déjà maire entre 1906 et 1917. |
| 1930                       | 1935                     | Marc Mouëlo                 |                           | |
| 1935                       | 1942                     | Comte Jean de Polignac      |                           | Il lança la vie culturelle et artistique au domaine de Kerbastic, en accueillant des compositeurs et artistes renommés dans de nombreux domaines. |
| août 1944                  | janvier 1983 (décès)     | Louis Le Montagner          | CNIP puis CD puis UDF-CDS | Député, sénateur |
| mars 1983                  | juin 1995                | André Kerihuel              | UDF-CDS                   | Exploitant Agricole |
| juin 1995                  | février 2017 (démission) | François Aubertin           | RPR puis UMP puis MoDem   | Médecin généraliste. François Aubertin était RPR en 1995 et est ensuite devenu UMP puis MoDem. Pour les élections régionales de 2010, il soutient la candidature de Bernadette Malgorn de la majorité présidentielle. Pour les municipales 2014, il est soutenu par l'UMP et l'UDI. Il met un terme à son mandat pour convenances personnelles en février 2017 et est remplacé par Jo Daniel son 1er adjoint. |
| février 2017 Réélu en 2020 | En cours                 | Jo Daniel                   | UDI                       | Éducateur spécialisé. De son vrai prénom Joël, Jo est le prénom d'usage y compris par les médias. |

### Politique de développement durable
La commune a engagé une politique de développement durable en lançant une démarche d'Agenda 21.

## Population et société

### Démographie

#### Évolution démographique
L'évolution du nombre d'habitants est connue à travers les recensements de la population effectués dans la commune depuis 1793. Pour les communes de plus de 10 000 habitants les recensements ont lieu chaque année à la suite d'une enquête par sondage auprès d'un échantillon d'adresses représentant 8 % de leurs logements, contrairement aux autres communes qui ont un recensement réel tous les cinq ans,.

En 2022, la commune comptait 12 236 habitants, en évolution de +7,45 % par rapport à 2016 (Morbihan : +3,82 %, France hors Mayotte : +2,11 %).
| 1793  | 1800  | 1806  | 1821  | 1831  | 1836  | 1841  | 1846  | 1851  |
| ----- | ----- | ----- | ----- | ----- | ----- | ----- | ----- | ----- |
| 3 243 | 3 226 | 3 515 | 3 675 | 4 015 | 3 920 | 3 895 | 4 018 | 4 044 |

| 1856  | 1861  | 1866  | 1872  | 1876  | 1881  | 1886  | 1891  | 1896  |
| ----- | ----- | ----- | ----- | ----- | ----- | ----- | ----- | ----- |
| 3 974 | 4 003 | 4 112 | 3 970 | 4 094 | 4 257 | 4 306 | 4 429 | 4 366 |

| 1901  | 1906  | 1911  | 1921  | 1926  | 1931  | 1936  | 1946  | 1954  |
| ----- | ----- | ----- | ----- | ----- | ----- | ----- | ----- | ----- |
| 4 296 | 4 332 | 4 321 | 4 029 | 4 057 | 3 825 | 3 676 | 3 536 | 3 656 |

| 1962  | 1968  | 1975  | 1982  | 1990  | 1999  | 2006  | 2011   | 2016   |
| ----- | ----- | ----- | ----- | ----- | ----- | ----- | ------ | ------ |
| 3 409 | 3 367 | 4 163 | 6 071 | 8 241 | 9 156 | 9 877 | 10 260 | 11 388 |

| 2021   | 2022   | - | - | - | - | - | - | - |
| ------ | ------ | - | - | - | - | - | - | - |
| 11 947 | 12 236 | - | - | - | - | - | - | - |

#### Pyramide des âges
En 2018, le taux de personnes d'un âge inférieur à 30 ans s'élève à 29,0 %, soit en dessous de la moyenne départementale (31,2 %). À l'inverse, le taux de personnes d'âge supérieur à 60 ans est de 29,7 % la même année, alors qu'il est de 31,3 % au niveau départemental.
En 2018, la commune comptait 5 695 hommes pour 5 964 femmes, soit un taux de 51,15 % de femmes, légèrement inférieur au taux départemental (51,51 %).
Les pyramides des âges de la commune et du département s'établissent comme suit.
| Hommes | Classe d’âge | Femmes |
| ------ | ------------ | ------ |
| 0,7    | 90 ou +      | 1,1    |
| 6,9    | 75-89 ans    | 9,3    |
| 20,3   | 60-74 ans    | 21,1   |
| 23,0   | 45-59 ans    | 24,8   |
| 17,6   | 30-44 ans    | 17,1   |
| 12,8   | 15-29 ans    | 10,9   |
| 18,8   | 0-14 ans     | 15,8   |

| Hommes | Classe d’âge | Femmes |
| ------ | ------------ | ------ |
| 0,8    | 90 ou +      | 2,2    |
| 8,5    | 75-89 ans    | 11,6   |
| 20,5   | 60-74 ans    | 21,6   |
| 20,6   | 45-59 ans    | 20     |
| 17     | 30-44 ans    | 16,3   |
| 15,5   | 15-29 ans    | 13     |
| 17,1   | 0-14 ans     | 15,2   |

## Économie
- Une partie de l'aéroport de Lorient Bretagne Sud se trouve dans les limites communales de Guidel (à l'est).

### Revenus de la population et fiscalité
Les indicateurs de revenus et de fiscalité à Guidel et dans l'ensemble du Morbihan en 2016 sont présentés ci-dessous.
|                                                                   | Guidel | Morbihan |
| ----------------------------------------------------------------- | ------ | -------- |
| Nombre de ménages fiscaux                                         | 4 999  | 332 909  |
| Nombre de personnes dans les ménages fiscaux                      | 11 658 | 740 023  |
| Médiane du revenu disponible par unité de consommation (en euros) | 23 706 | 20 607   |
| Part des ménages fiscaux imposés                                  | 61,0 % | 49,1 %   |

### Entreprises et commerces
|                                                              | Total | % com (% dep) | 0 salarié | 1 à 9 salarié(s) | 10 à 19 salariés | 20 à 49 salariés | 50 salariés ou plus |
| ------------------------------------------------------------ | ----- | ------------- | --------- | ---------------- | ---------------- | ---------------- | ------------------- |
| Ensemble                                                     | 975   | 100,0 (100)   | 739       | 192              | 20               | 13               | 11                  |
| Agriculture, sylviculture et pêche                           | 37    | 3,8 (10)      | 26        | 11               | 0                | 0                | 0                   |
| Industrie                                                    | 46    | 4,7 (6)       | 21        | 12               | 3                | 5                | 5                   |
| Construction                                                 | 91    | 9.3 (9,7)     | 58        | 27               | 5                | 1                | 0                   |
| Commerce, transports, services divers                        | 673   | 69.0 (60,1)   | 530       | 129              | 11               | 1                | 2                   |
| dont commerce et réparation automobile                       | 133   | 13,6 (15,1)   | 86        | 40               | 5                | 1                | 1                   |
| Administration publique, enseignement, santé, action sociale | 128   | 13,1 (14,2)   | 104       | 13               | 1                | 6                | 4                   |

- La Société vitréenne d'abattage Jean Rozé, une filiale du groupe Les Mousquetaires) a un établissement d'abattage de bovins à Guidel. La Société Alimentaire de Guidel, acquise en 1974, est spécialisée dans la fabrication de produits surgelés à base de viande ( principalement une unité de fabrication de viande hachée) et de poissons.

### Tourisme
Le tourisme occupe une place importante dans l'économie locale. La commune est un lieu de villégiature en raison de la présence de la station balnéaire de Guidel-Plage appartenant à la Côte des mégalithes. Au 1er janvier 2019, 5 campings offrant 444 emplacements et 2 résidences de tourisme d'une capacité de 1 071 lits étaient recensés sur la commune.

## Santé
Dans le cadre de l'Affaire des bébés nés sans bras, Guidel a été reconnue en 2018 puis confirmée en 2019 par Santé publique France (SPF) comme concernée par un nombre anormal d'agénésies (d'après la base de données du registre des malformations congénitales de Bretagne. Guidel, avec ses 3 cas sur 4 signalés en 18 mois, est mi-2019 le seul cluster considéré comme avéré par SPF.

## Langue bretonne
L’adhésion à la charte Ya d'ar brezhoneg a été votée par le conseil municipal le 27 mars 2007.
À la rentrée 2017, 128 élèves étaient scolarisés dans la filière bilingue publique.

## Monuments et sites
La ville de Guidel possède une multitude de monuments, tels le tumulus de Kerméné, la chapelle Saint-Mathieu ou le fort du Loch, ainsi que des vestiges de la Seconde Guerre mondiale.

### Patrimoine préhistorique
- Tumulus de Kerméné (fin du IIIe millénaire av. J.-C.).
- Tumulus Er-Voudenn du Cruguel (entre 1700 à 1300 avant notre ère).
- Dolmen de Lan-Er-Dy ou de Ty-Lorriganed (La maison des Lutins), près de Lesvariel (fin du Néolithique - début de l'Âge du bronze, vers 2000 av. J.-C.).
- Dolmen de Locmiquel-Méné (partiellement détruit).
- Dolmen de Cautus ou de Cautres (déplacé au jardin de la Mairie, dans les années 1960).
- Dolmen de Kerrouarch (actuellement à Lann-Bihoué).
- Menhir de Park-Menhir (détruit en 1948, vestige transformé en monument commémoratif, actuellement à Kerruisseau en Pont-Scorff).
- Menhir de Kerdudal ou des Cinq-Chemins (transformé en monument commémoratif, actuellement aux Cinq-Chemins).
- Menhir Er Herine, à Guidel-Plages (authenticité douteuse).
- Menhir de la chapelle Saint-Fiacre.
- Longues pierres de Stanco, de la Sauldraye, et de Saint-Fiacre (disparue).
- Stèle néolithique christianisée de Scubidan.
- Sites archéologiques de Kergal et de Kerhar (entre 900 à 700 avant notre ère).
- Site archéologique de Locmaria (âge du fer, soit entre 300 et 100 avant notre ère).

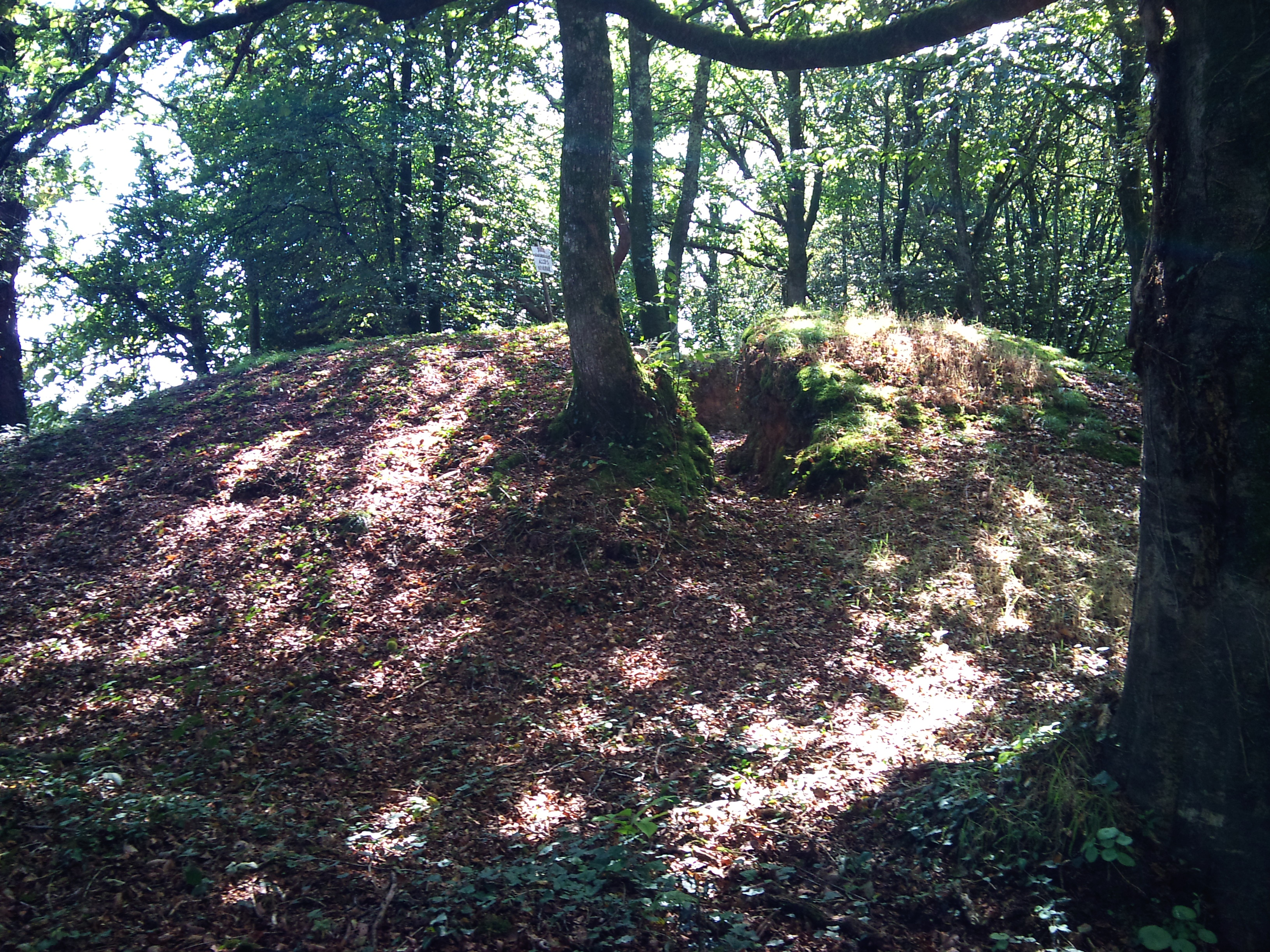
Guidel : le tumulus de Kerméné.
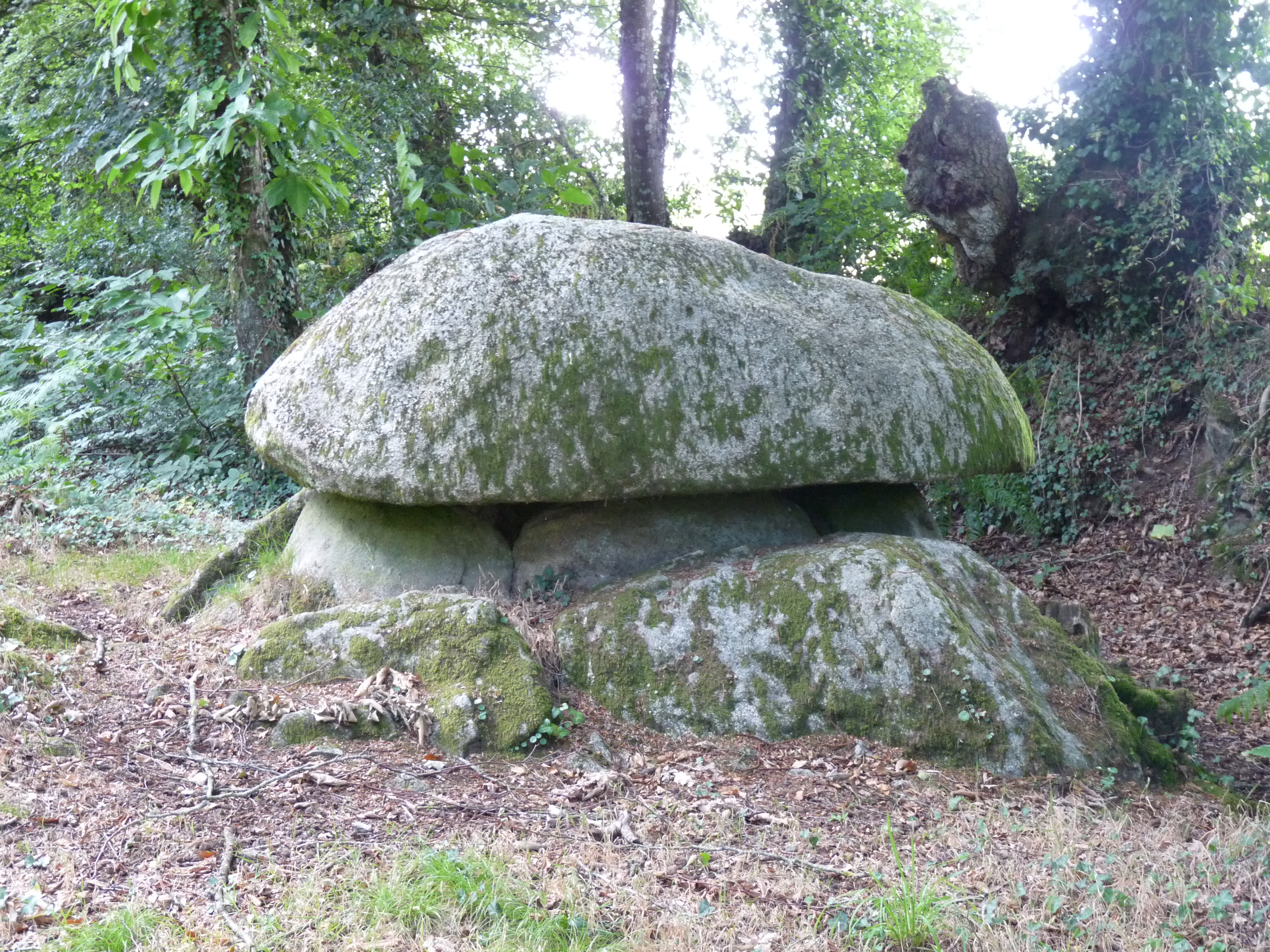
Guidel : le dolmen de Lesvariel, vue d'ensemble.
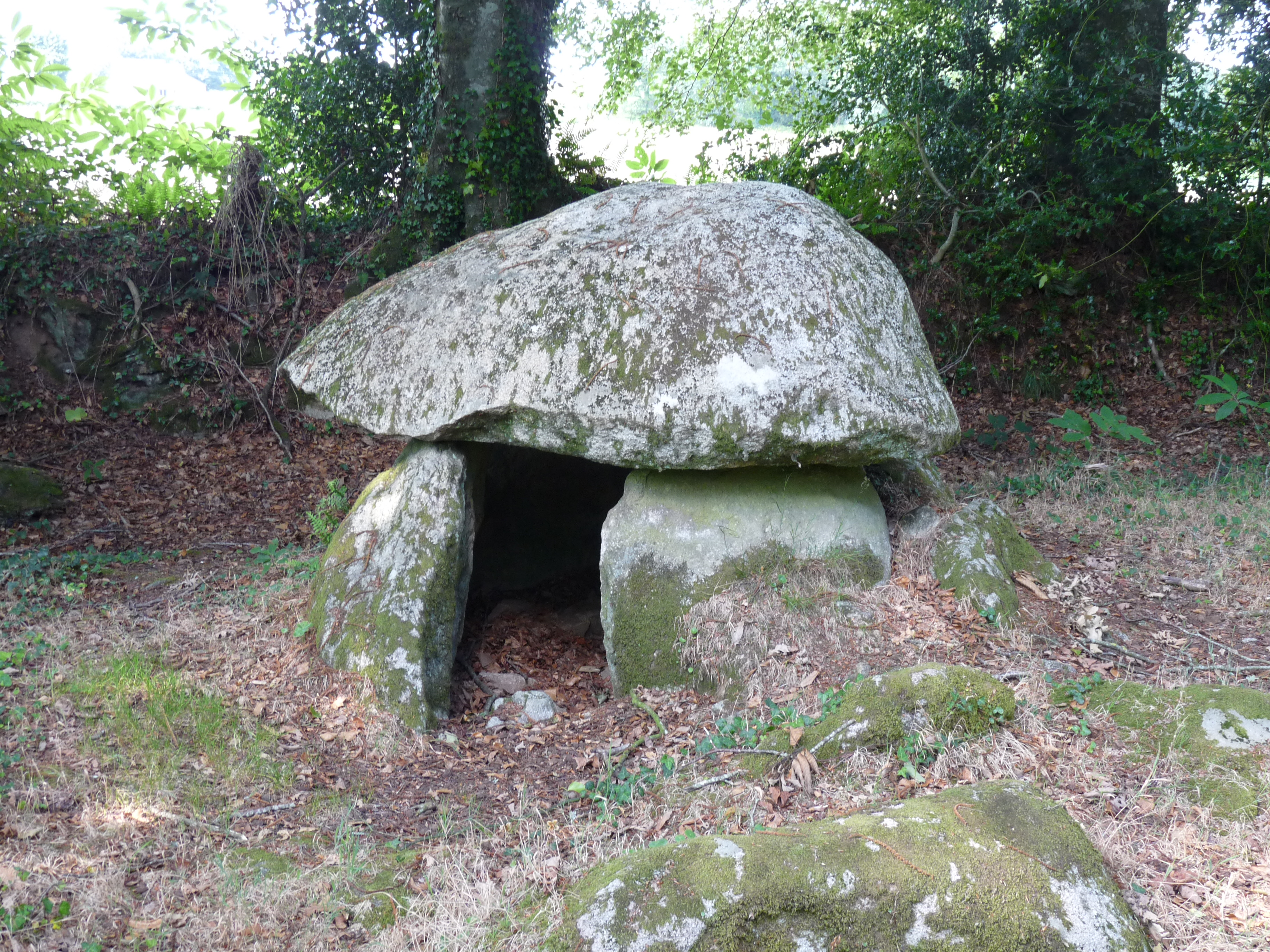
Guidel : le dolmen de Lesvariel, l'entrée.
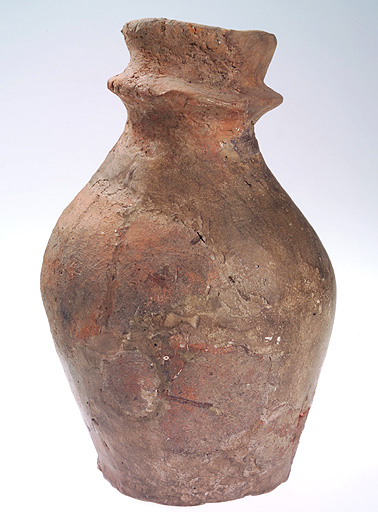
Bouteille du néolithique trouvée à Lann Blaen en Guidel (Musée de Bretagne, Rennes).

### Monuments historiques

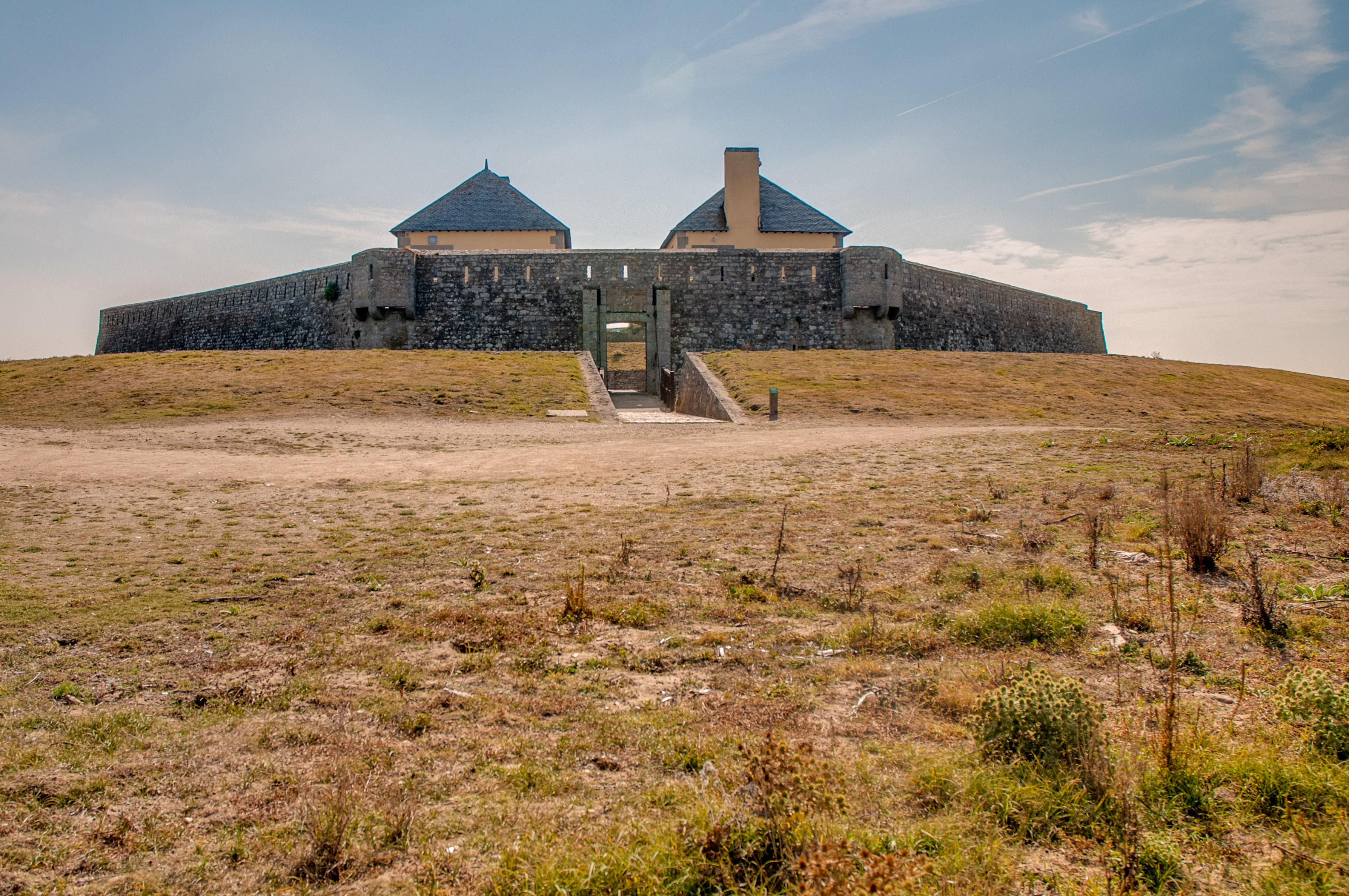
Porte d'entrée du fort du Loch.

- La chapelle Saint-Mathieu de Guidel, située à Saint-Mathieu et dont les personnages et le phylactère du mur extérieur du transept Sud sont inscrits à l'inventaire des monuments historiques depuis 1934[113].
- Le fort du Loch situé au sud de Guidel-Plages et inscrit depuis 1960[114].

### Patrimoine religieux
Le territoire de la commune compte actuellement l'église paroissiale et sept chapelles qui ont donné son nom à un festival de musique classique et de jazz qui se tient au mois de juillet (anciennement appelé Festival des 7 Chapelles, aujourd'hui Festival Polignac). Le territoire de la commune a compté jusqu'à douze chapelles, comme en témoignent certains toponymes : la chapelle Saint-Évêque au hameau de Cosquer-Saint-Évêque, par exemple.
- Église paroissiale : église Saint-Pierre-et-Saint-Paul (XIXe siècle, partiellement reconstruite après la Seconde Guerre mondiale).

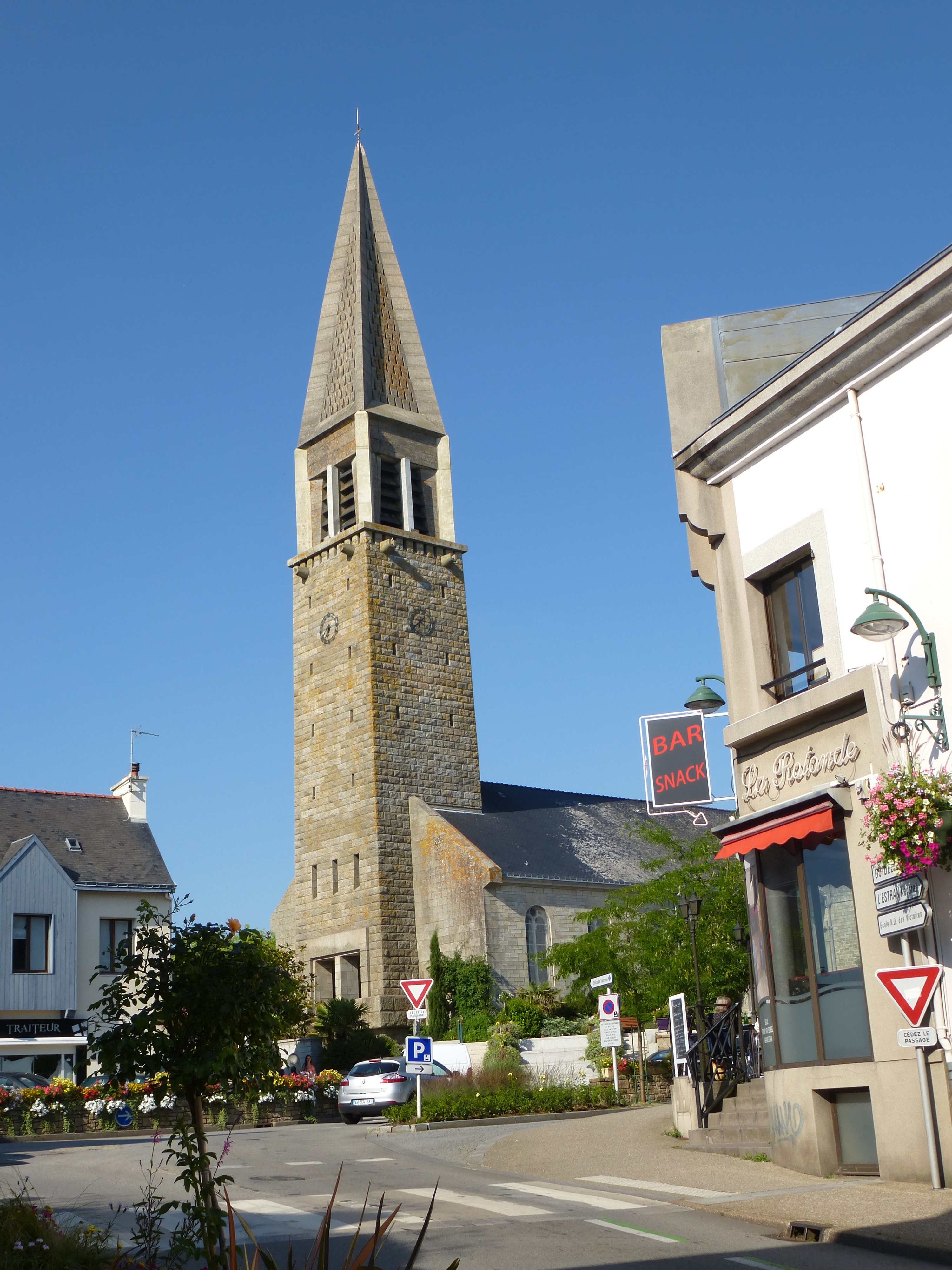
Le clocher de l'église de Guidel.
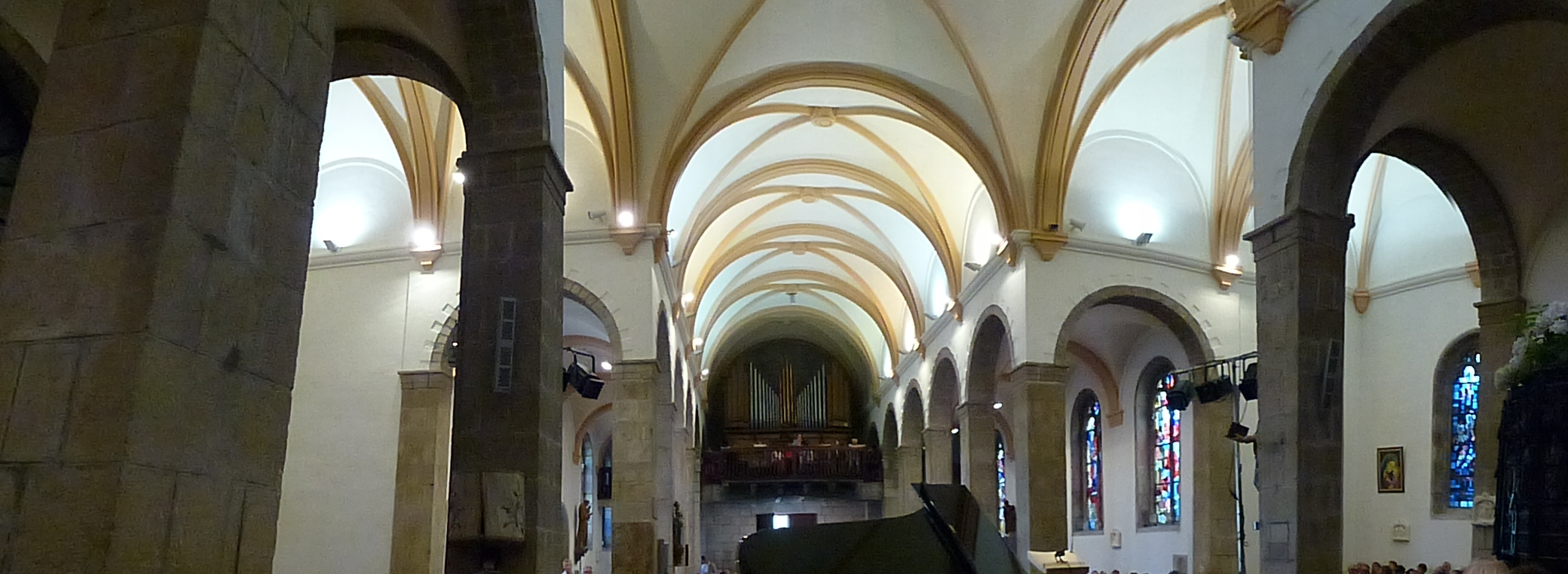
L'église de Guidel : vue intérieure panoramique.

- Sept chapelles :

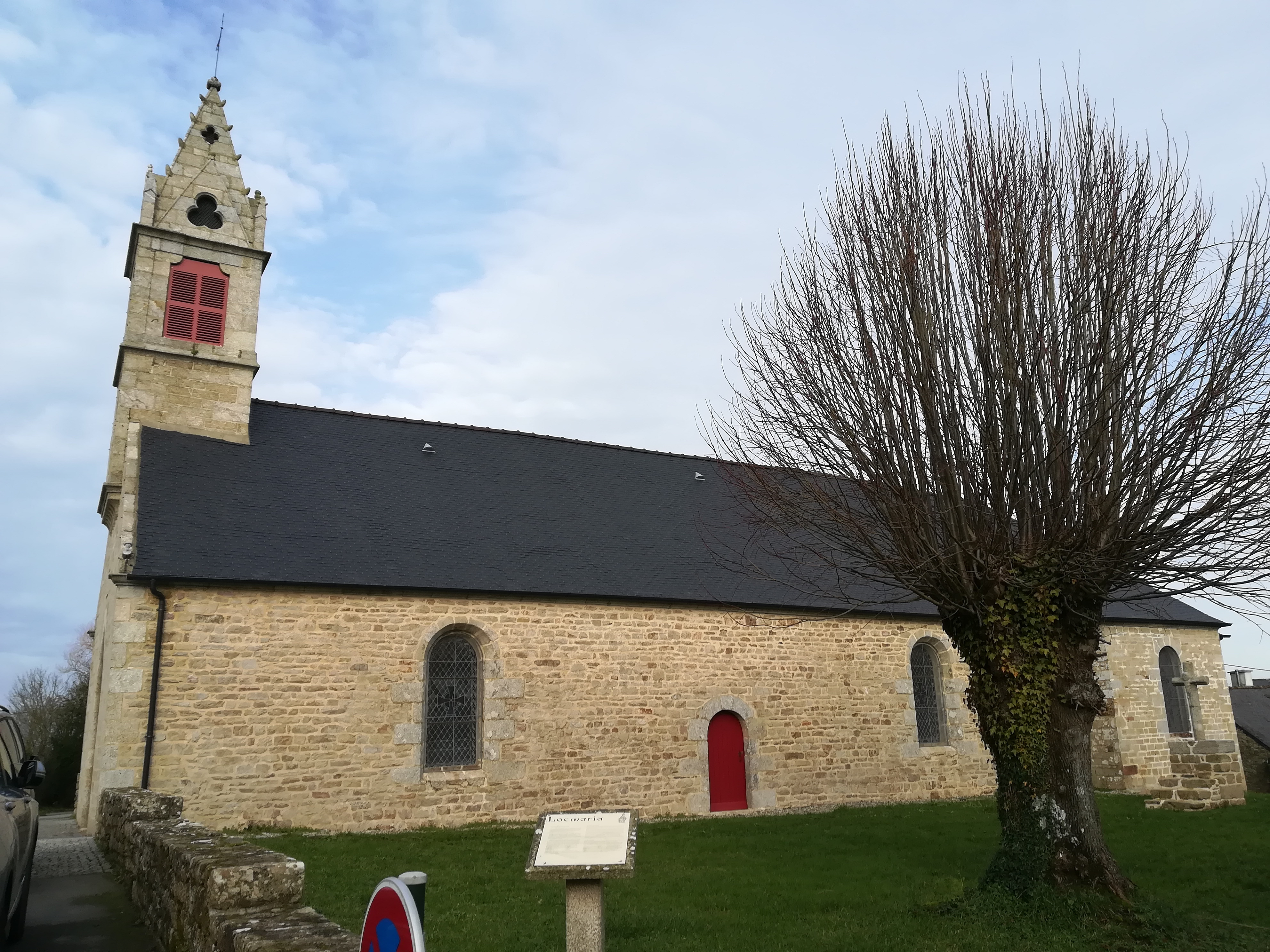
Guidel : chapelle Notre-Dame de Locmaria, vue extérieure d'ensemble.

- - Chapelle Notre-Dame de Locmaria (XVIIe siècle); cette ancienne chapelle tréviale portait autrefois le nom de Notre-Dame de Bod-Roz : « "Bod" se traduit par "bosquet" et "roz" par "tertre" »[115]. En forme de croix latine, sa nef, ainsi que le transept et la sacristie, datent de 1786 ; le clocher à base carrée a été construit en 1887. Locmaria était le plus important village (hameau) de Guidel et possédait son chapelain, son école, son cimetière, sa boulangerie et son café jusqu'à la décennie 1980[116]. La fontaine de dévotion, placée devant un très grand pignon, porte la date de 1811 ; une rigole mène l’eau dans un second bassin rectangulaire[117]. Son nom actuel "Locmaria" signifie en breton "l'Oratoire de Marie". Depuis 1981 une association veille à l'entretien et la restauration de la chapelle. Un pardon y est organisé le dernier dimanche d'août.

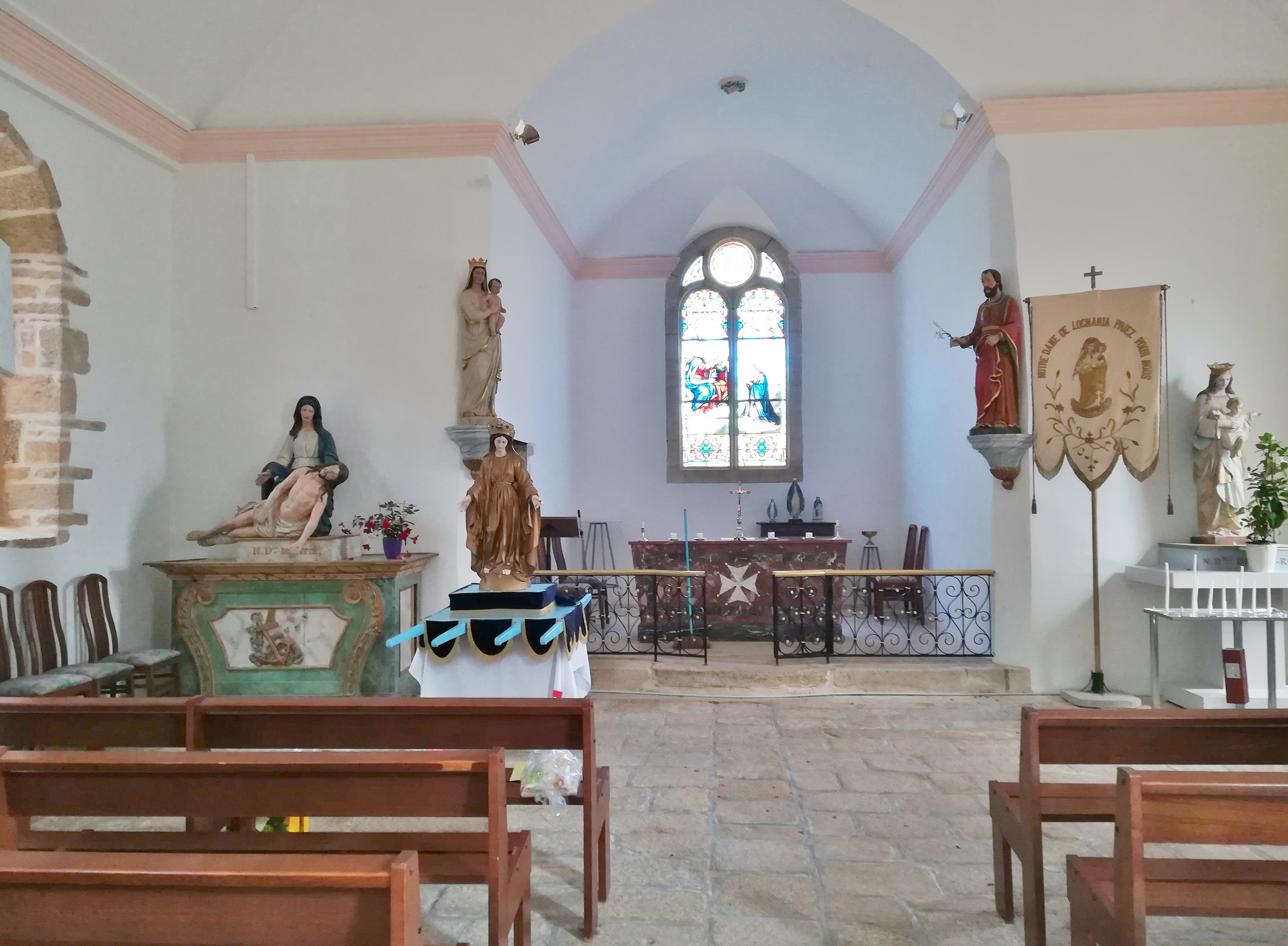
Guidel : chapelle de Locmaria, vue intérieure d'ensemble.
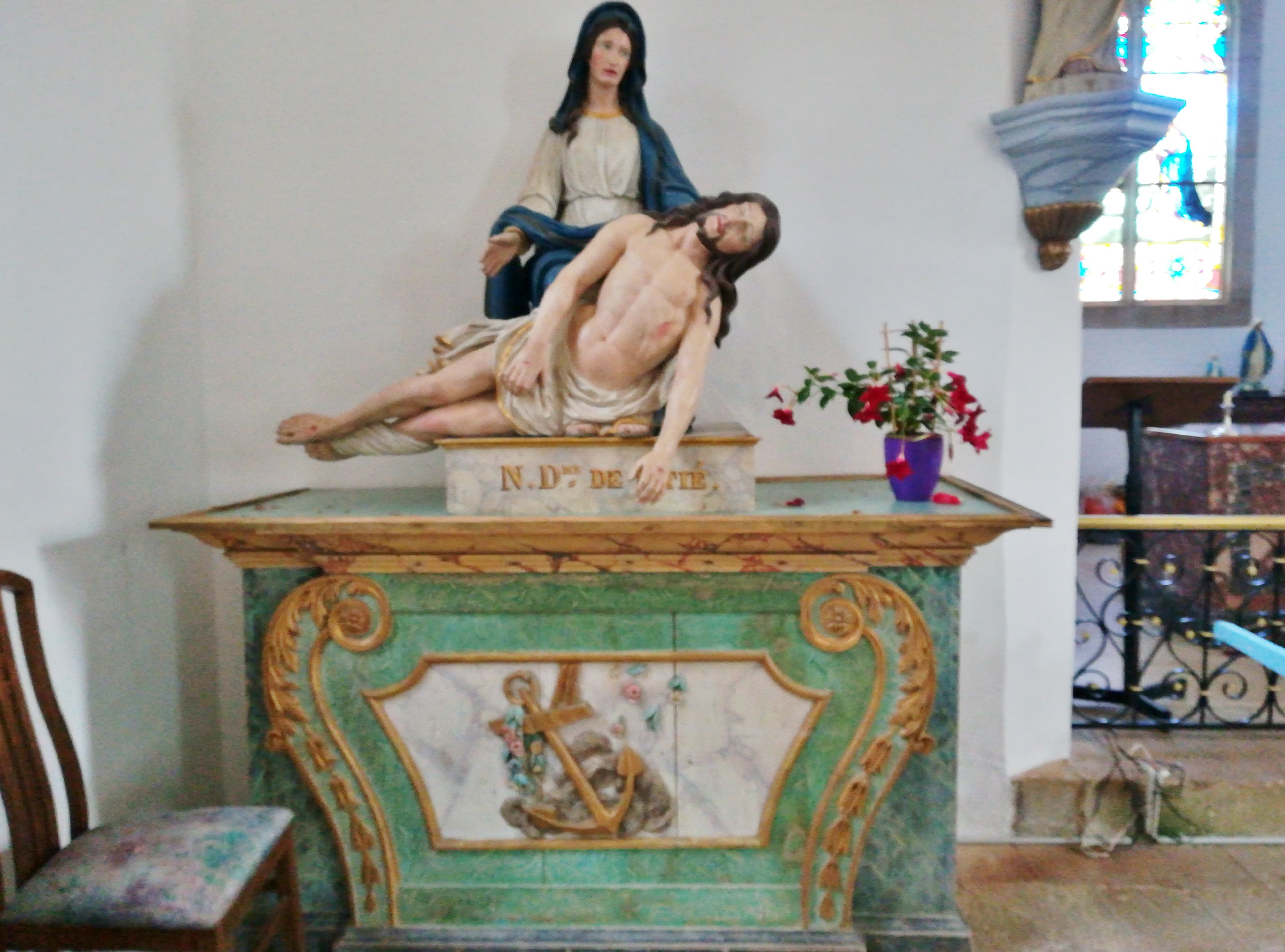
Guidel : chapelle de Locmaria, autel latéral avec groupe statuaire "Vierge de Pitié".
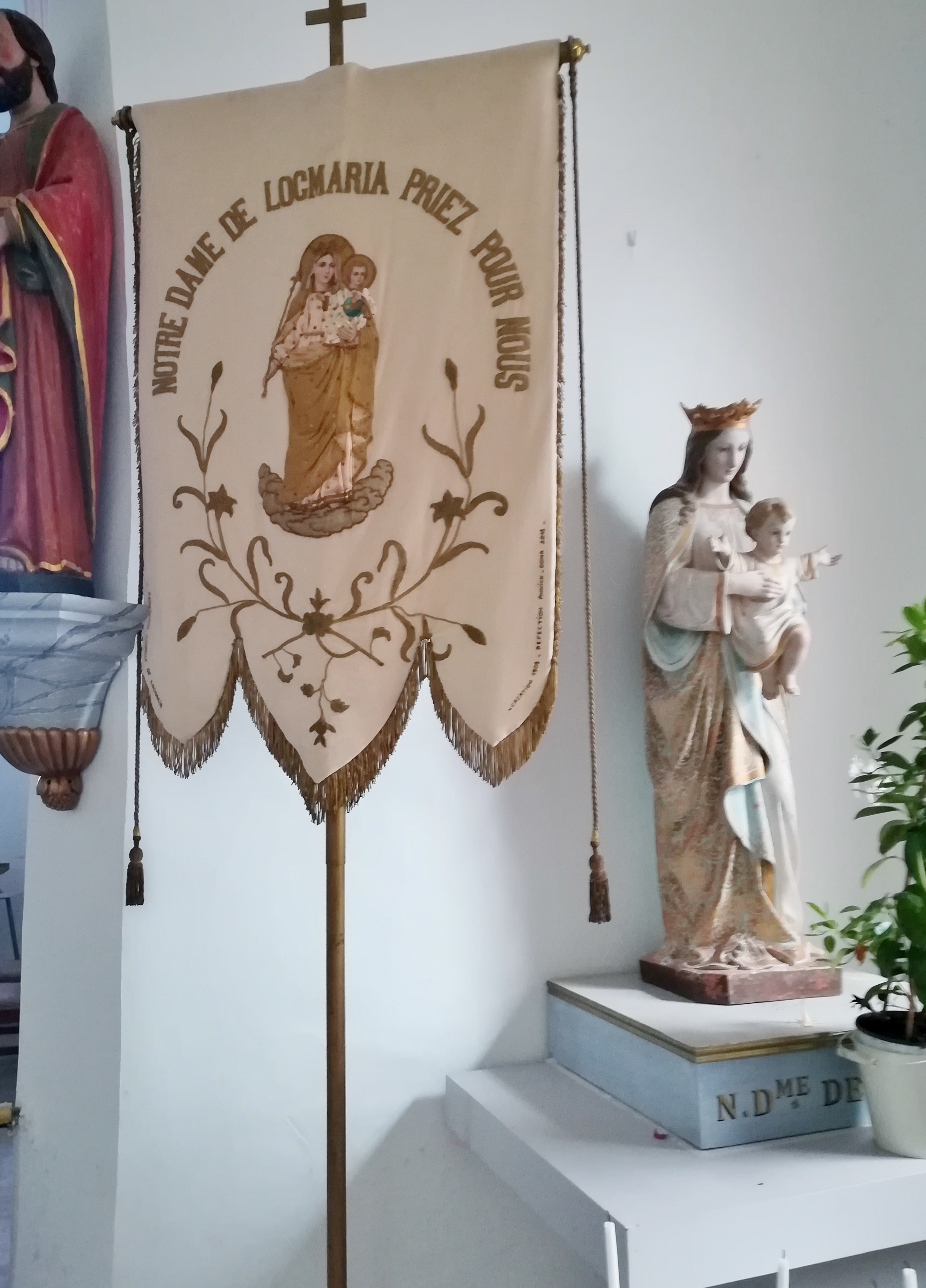
Guidel : chapelle de Locmaria, bannière de procession et groupe statuaire de Notre-Dame de Bod-Roz.
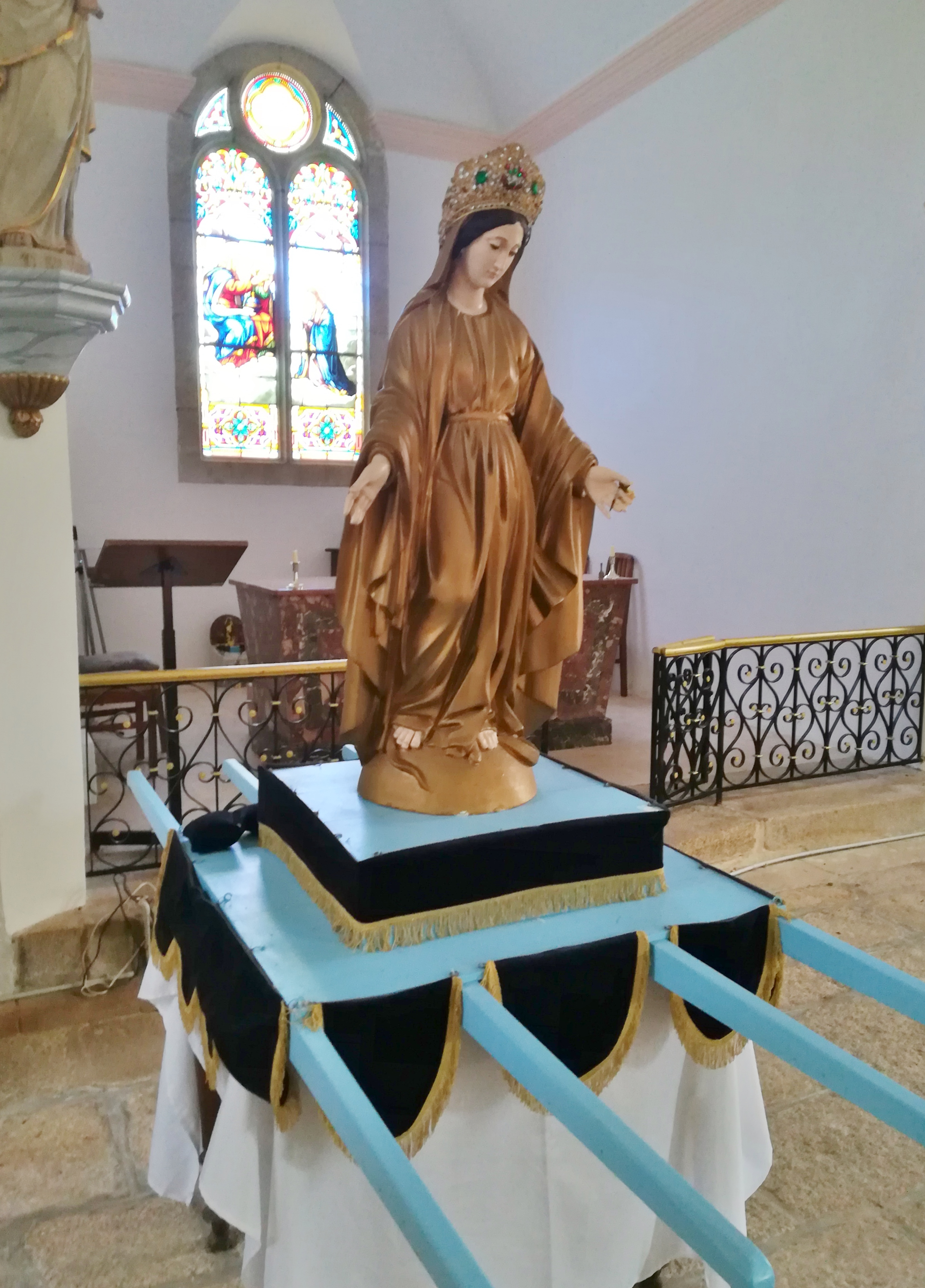
Guidel : chapelle de Locmaria, brancard de procession utilisé le jour du pardon et statue de la Vierge Marie.
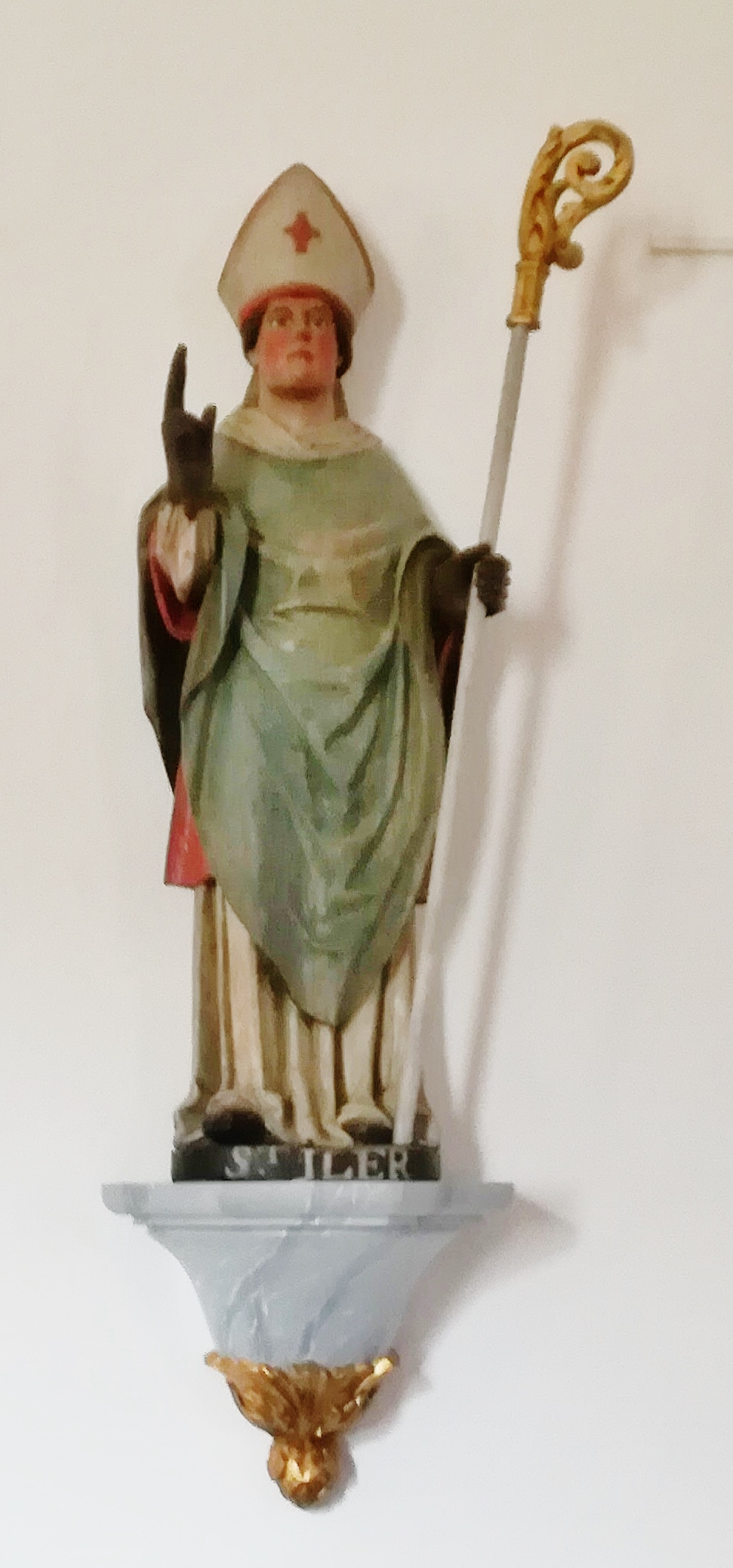
Guidel : chapelle de Locmaria, statue de saint Iler datant du XVIe siècle.
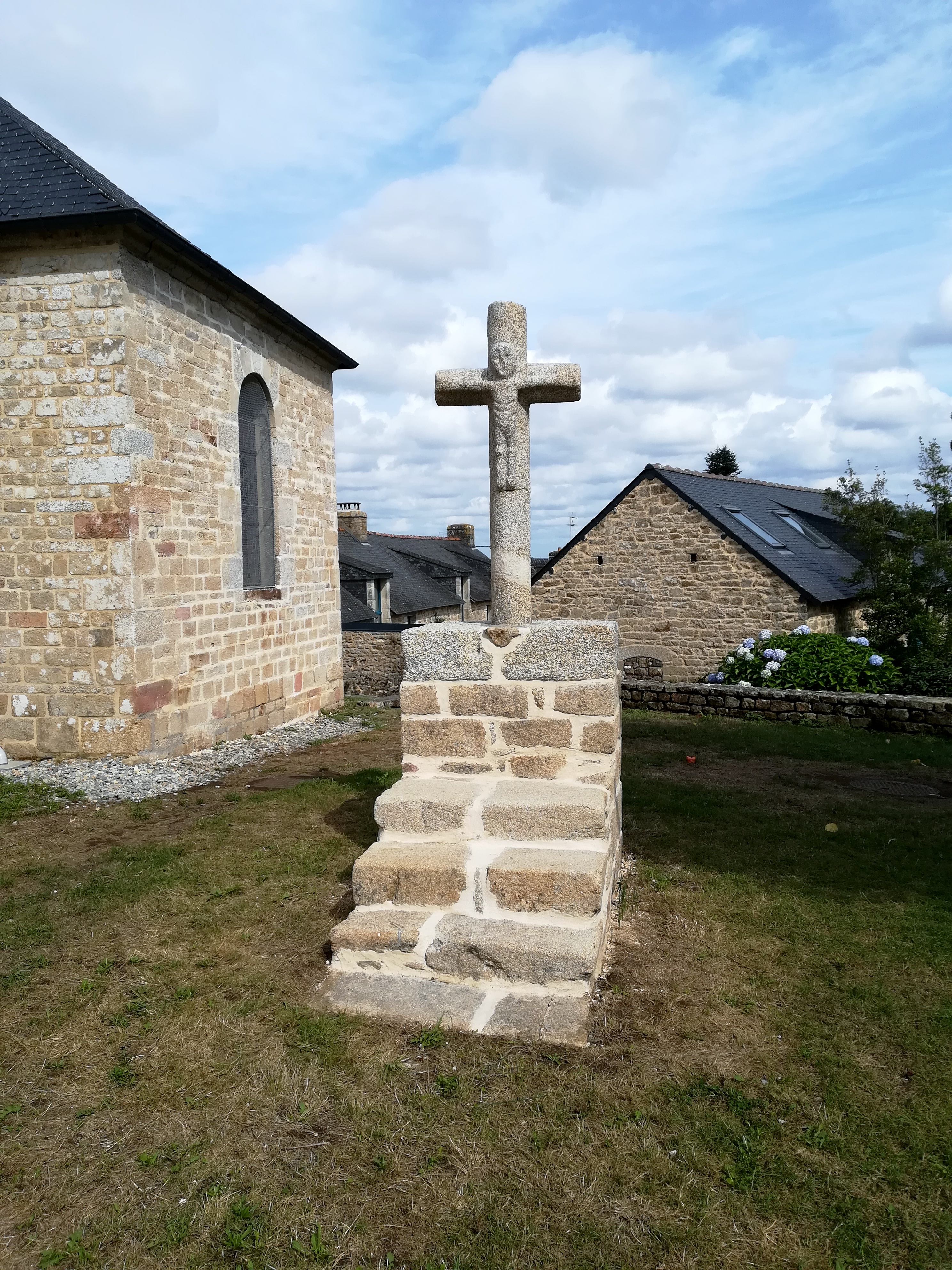
Guidel : chapelle de Locmaria, croix située dans le placître de la chapelle.

- - Chapelle Saint-Mathieu (XVe siècle, personnages et phylactère du mur extérieur du transept sud inscrits à l'inventaire des monuments historiques en 1934).

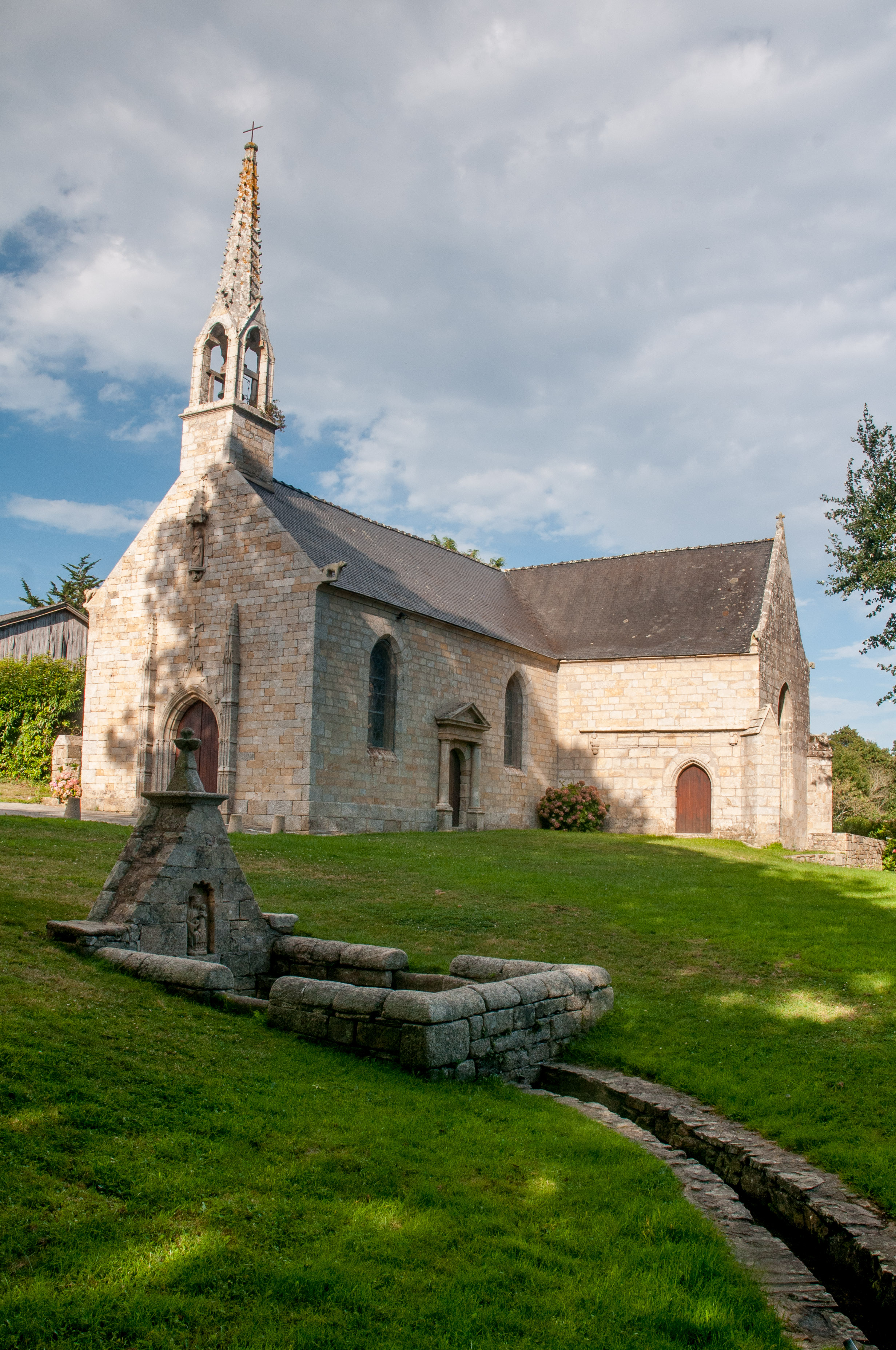
Chapelle Saint-Mathieu et sa fontaine 1.
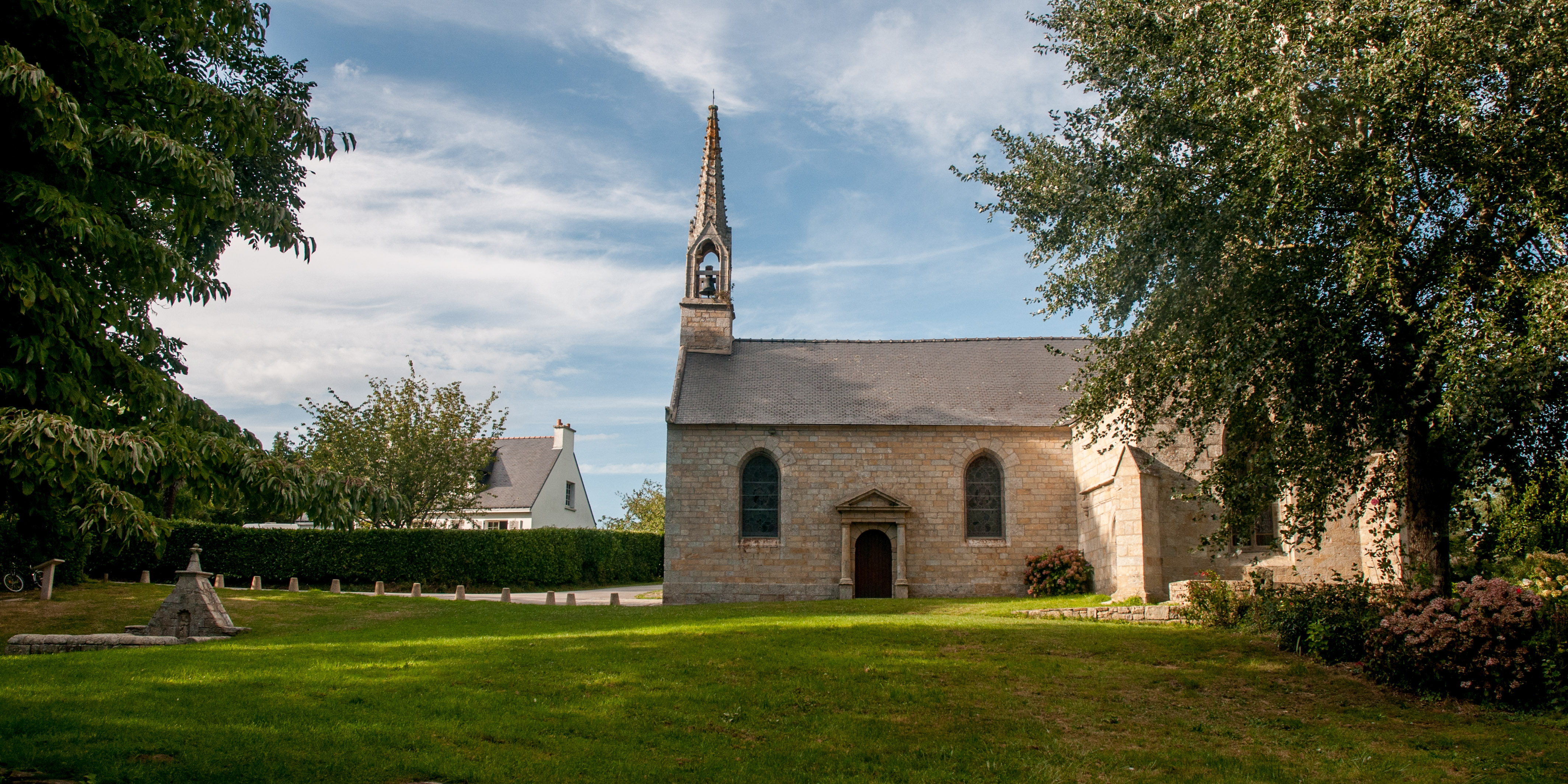
Guidel : la chapelle Saint-Mathieu et sa fontaine 2.

- - Chapelle Notre-Dame-de-la-Pitié (XIXe siècle).
  - Chapelle Saint-Fiacre (XVe siècle).
  - Chapelle Saint-Michel (XIXe siècle).
  - Chapelle de la Madeleine : la chapelle actuelle date de 1883, mais sur le site d'une ancienne chapelle datant du XVIIIe siècle (dont seul le petit clocheton a été conservé), ayant probablement elle-même remplacé une chapelle plus ancienne, réservé aux lépreux. Les chapelles portant le nom "La Madeleine" sont pour cette raison construites à l'écart des agglomérations. La chapelle possède des statues de sainte Anne, de saint Herbot et de sainte Madeleine, ainsi qu'un tableau : Marie-Madeleine devant les pieds du Seigneur.
  - Chapelle Saint-Laurent (XVIe siècle).

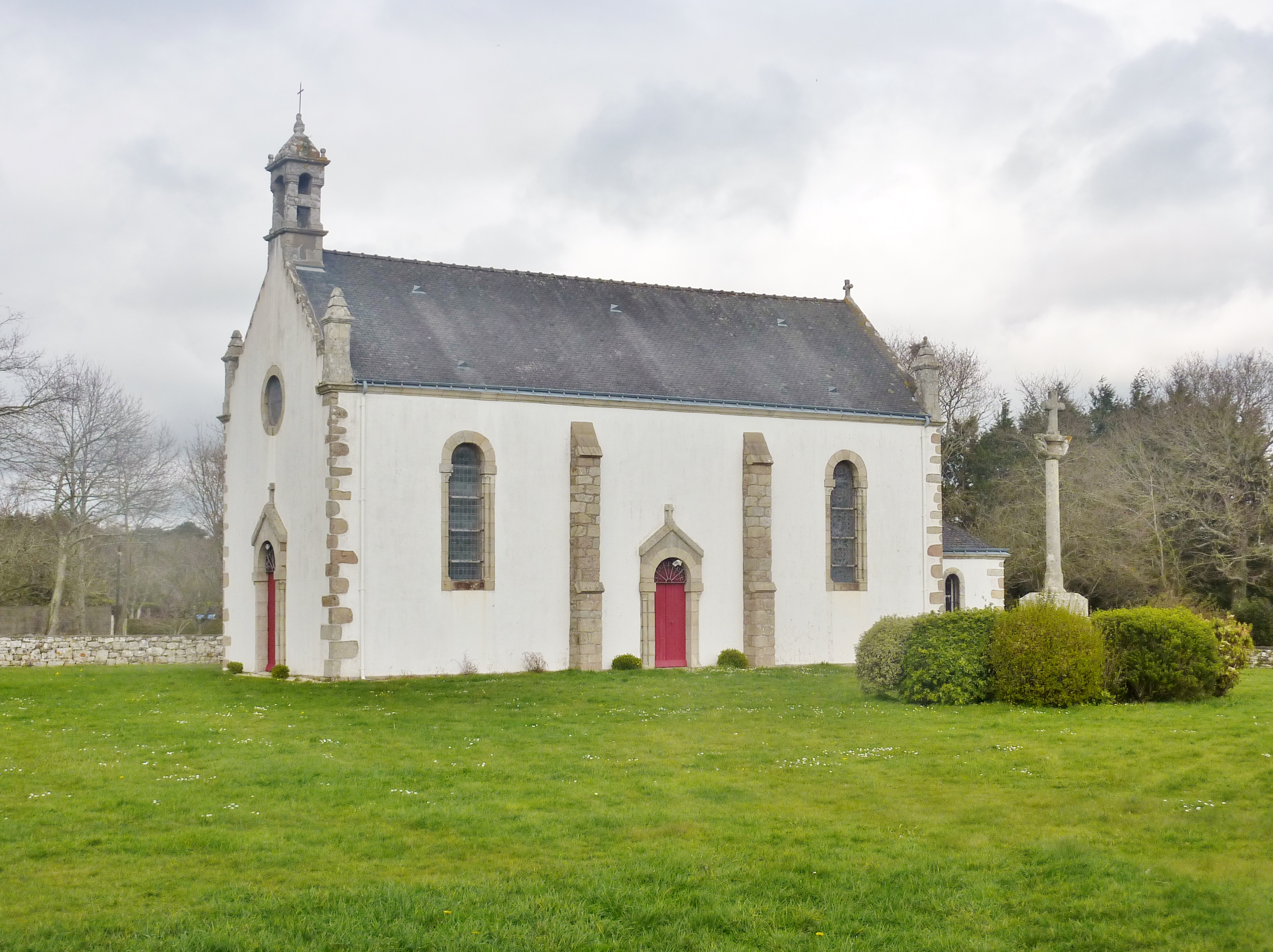
Guidel (Morbihan) : la chapelle de la Madeleine (la chapelle actuelle date de 1883).
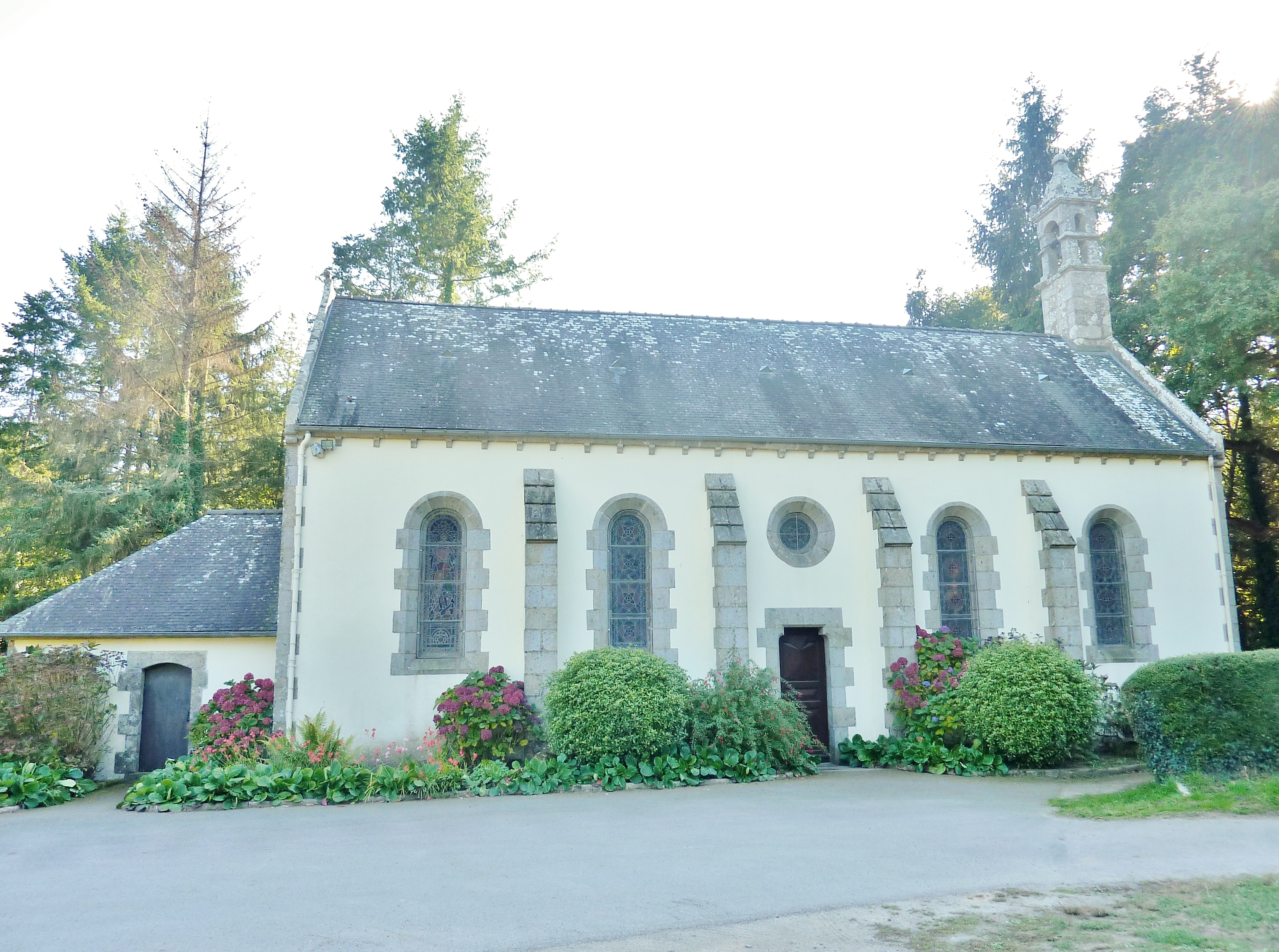
La chapelle Saint-Michel.
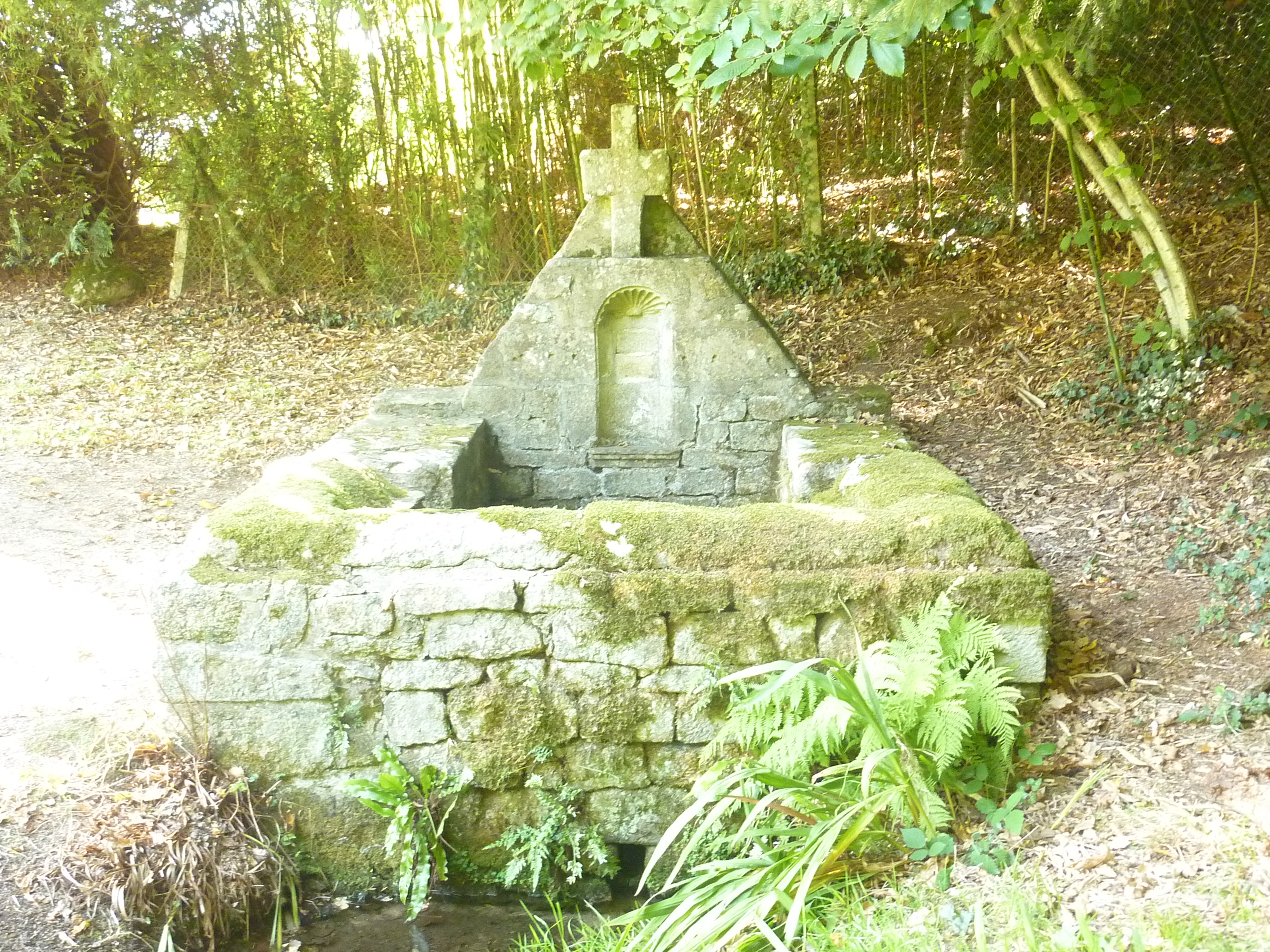
La fontaine de dévotion près de la chapelle Saint-Michel.
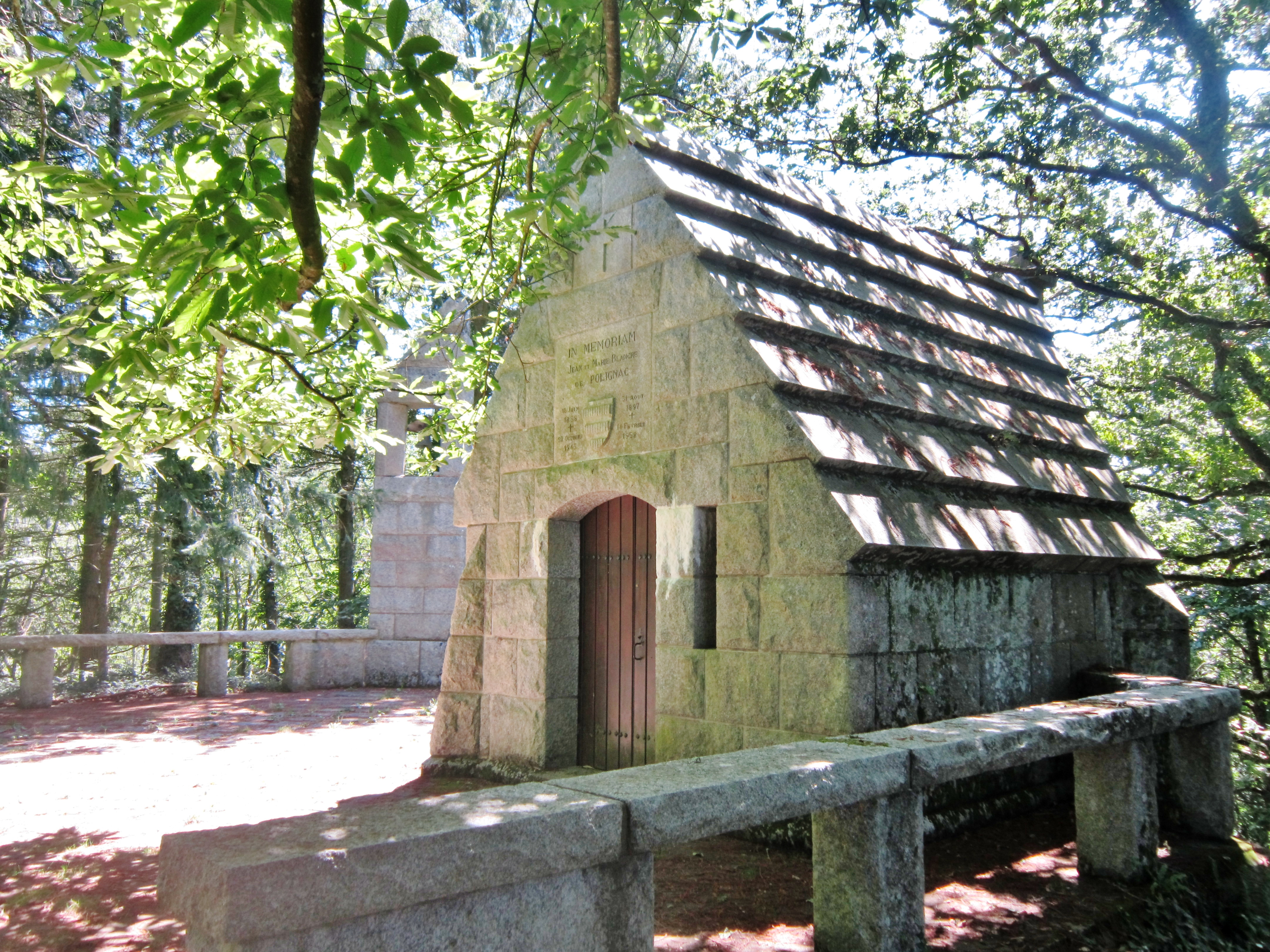
La "chapelle Polignac" (à "Ar Butten") : vue extérieure d'ensemble.

Autres monuments :
- Calvaire de Precar [XVIe siècle (1554 ?)].

### Patrimoine civil et militaire

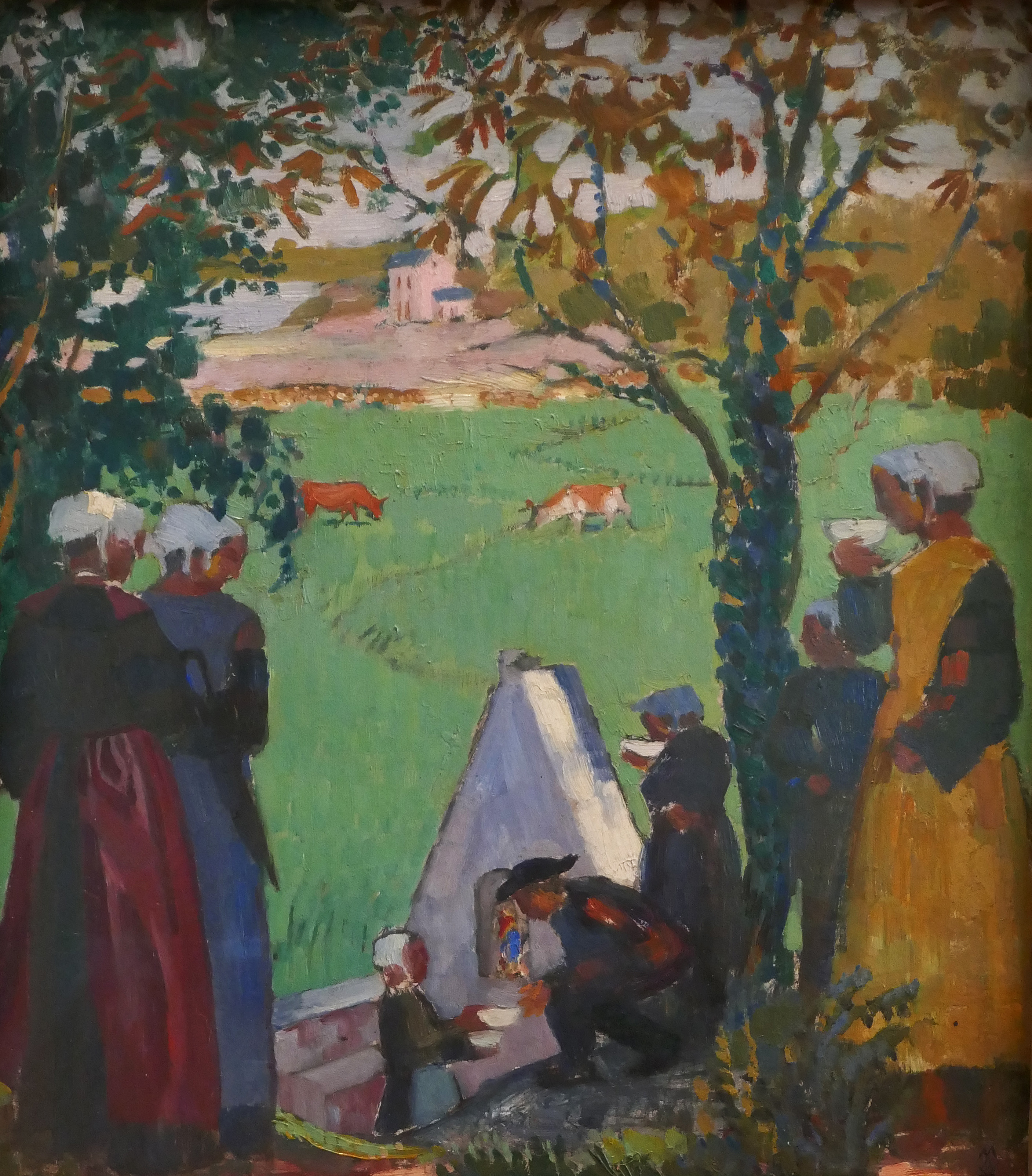
Printemps à Guidel (fontaine sacrée du bas-Pouldu) par Maurice Denis, vers 1905 (Musée de l'Ermitage).

- Manoir de Kerizouët (XVe siècle), il est inscrit à l'inventaire général du patrimoine culturel[118] ;
- Manoir de Kermartin (style Renaissance) date des XVe et XVIe siècles, il est inscrit à l'inventaire général du patrimoine culturel[119] ;
- Manoir de Kerouarc'h date des XVe et XVIe siècles, il est inscrit à l'inventaire général du patrimoine culturel[120] ;
- Manoir du Pou date des XVe et XVIe siècles, il est inscrit à l'inventaire général du patrimoine culturel[121] ;
- Moulin à marée de Beg-Nénez (XVIIIe et XIXe siècles), il est inscrit à l'inventaire général du patrimoine culturel[122] ;
- Chaumière de Manecohal (XVIIIe siècle) ;
- Fort du Loch (XVIIIe siècle) : une pierre scellée dans la maçonnerie porte la date de 1611 ; l'enceinte de l'ancienne redoute en forme de pentagone est protégée par des douves qui entourent le bâtiment du corps de garde juché au sommet de la butte ; le toit de pierres, en forme de marches, servait de poste de guet. Un sémaphore, dont la toiture supportait le mât d'un télégraphe Chappe est construit sous le Second Empire à côté du corps de garde ; les Allemands y installent un poste de commandement entouré de blockhaus pendant la Seconde Guerre mondiale[123] ;
- la fontaine Fetan ;
- Lavoir du bourg (1902, avec réemploi d'une fontaine du XVIIIe siècle) ;
- le château de Kerbastic (XIXe et XXe siècles) ;
- le château de Bothané : il domine la rive gauche de la Laïta (château de style composite datant pour l'essentiel de la fin du XIXe siècle et remanié au début du XXe siècle)[124]. Ce château a obtenu en 2023 300 000 euros pour sa restauration de la part de la Mission patrimoine. Il est inscrit à l'inventaire général du patrimoine culturel[125] ;
- le château de Kerdudo du XVIIIe et XIXe siècles. Il est inscrit à l'inventaire général du patrimoine culturel[126] ;
- le château de Talhouët date du XVIIe siècle, il est inscrit à l'inventaire général du patrimoine culturel[127] ;
- le château de Trovern date des XVIIe et XVIIIe siècles, il est inscrit à l'inventaire général du patrimoine culturel[128] ;
- On peut apercevoir sur la côte guidéloise des blockhaus - vestiges du mur de l'Atlantique - dont certains ne se sont découverts qu'après la tempête de 2000 ;
- Mémorial du combat des Cinq Chemins, du  21 juin 1940 (Menhir de Kerdudal) ;

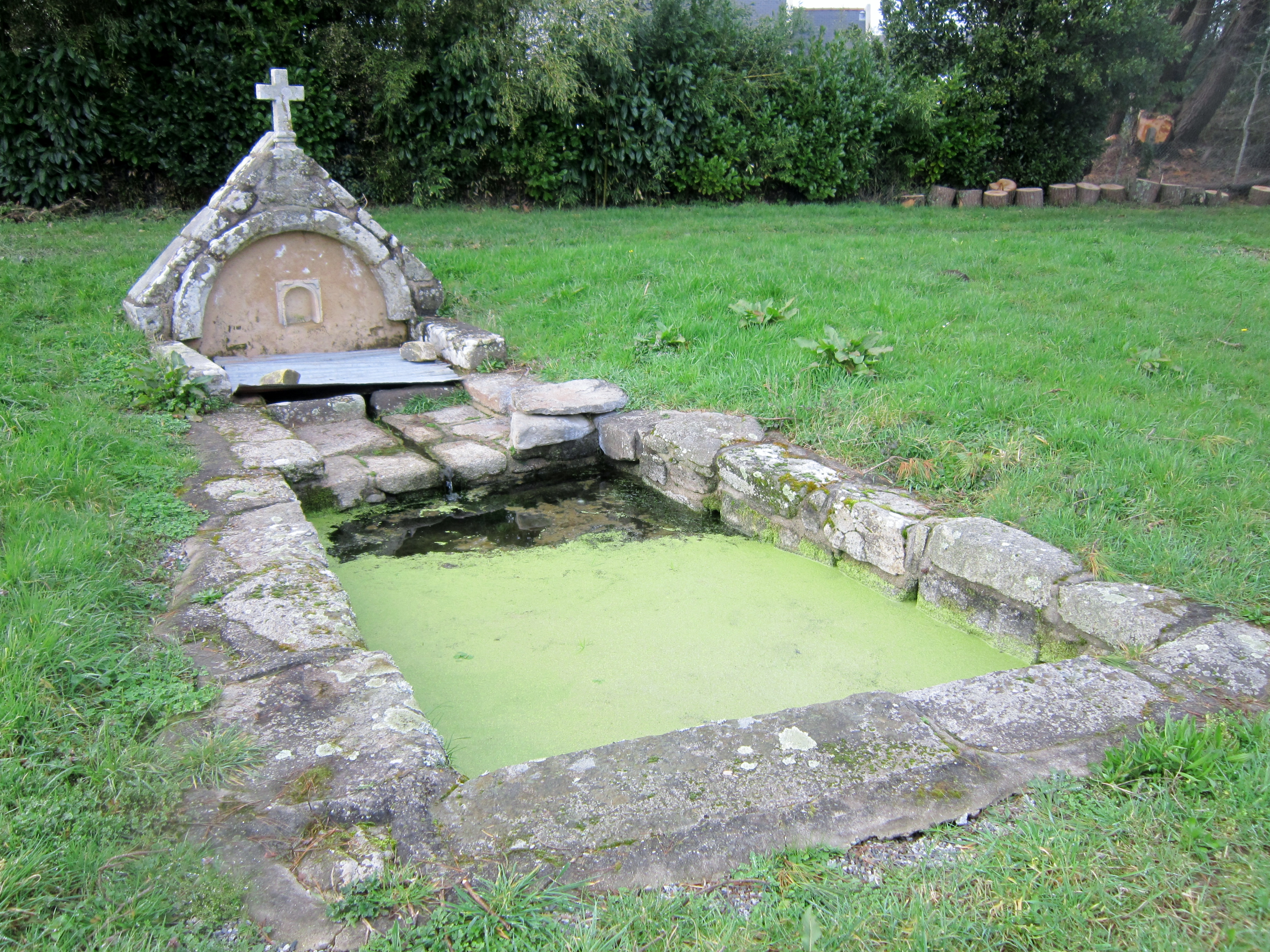
La fontaine Fetan.
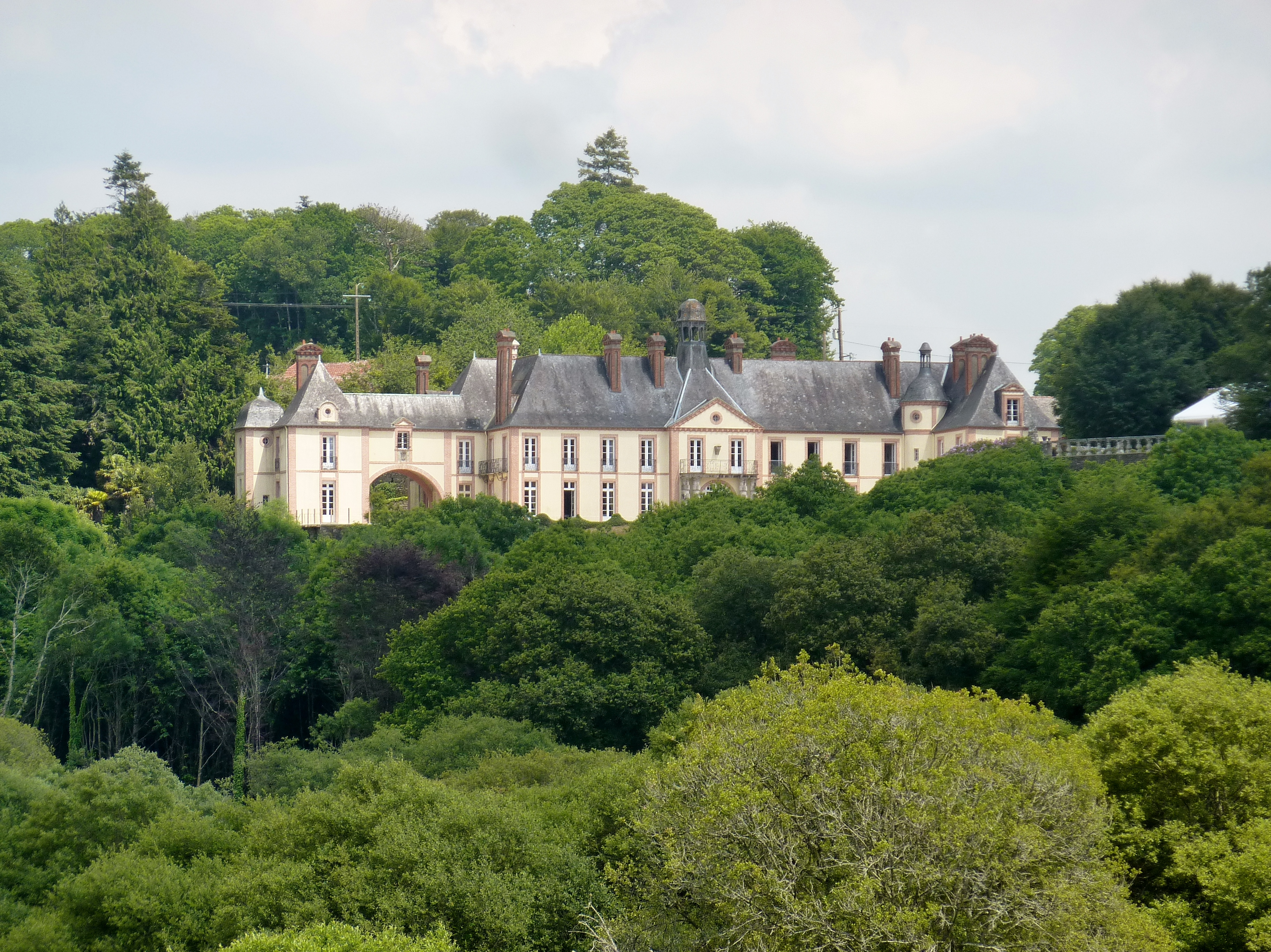
Le château de Bothané.
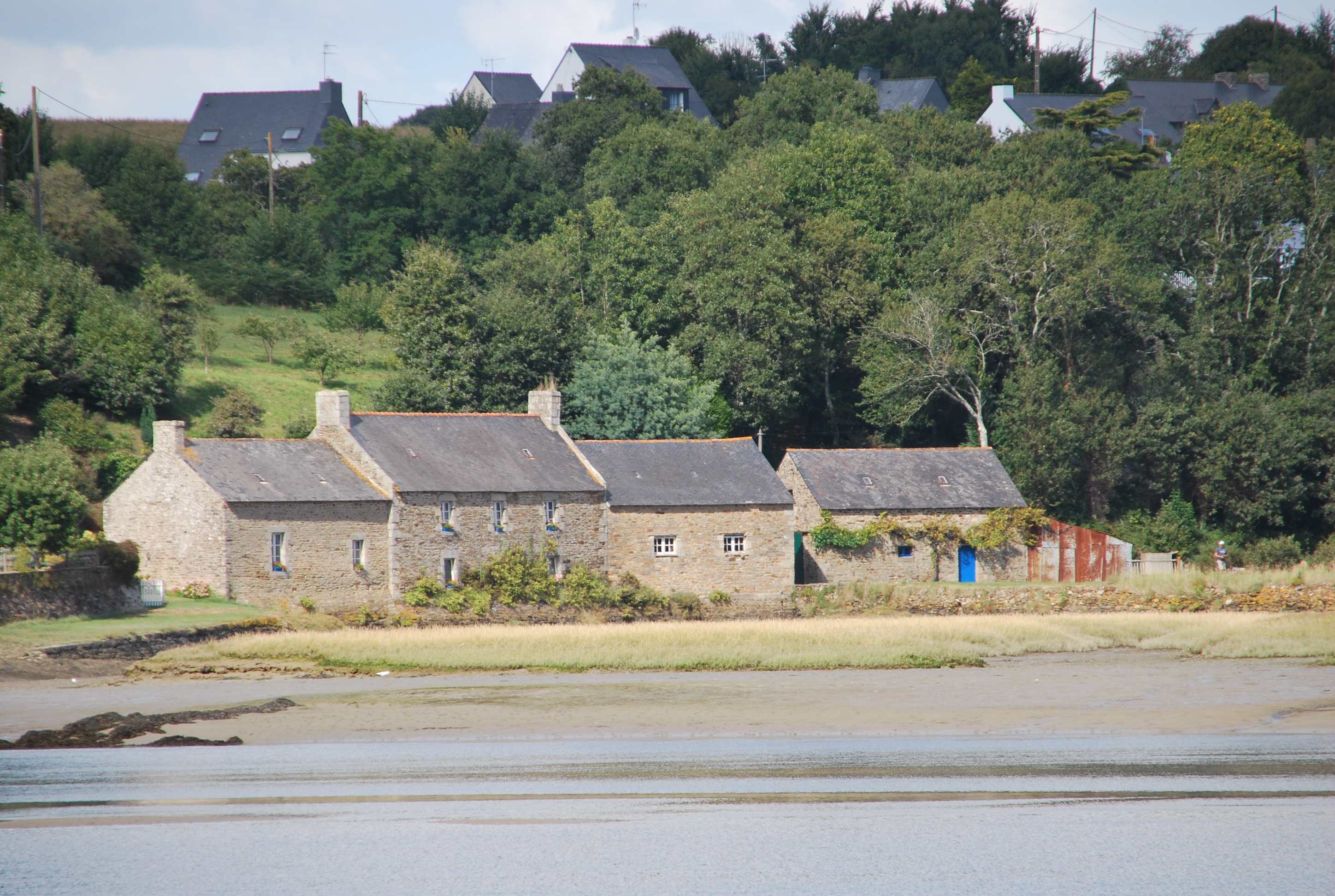
Le moulin à marée de Beg-Nénez.
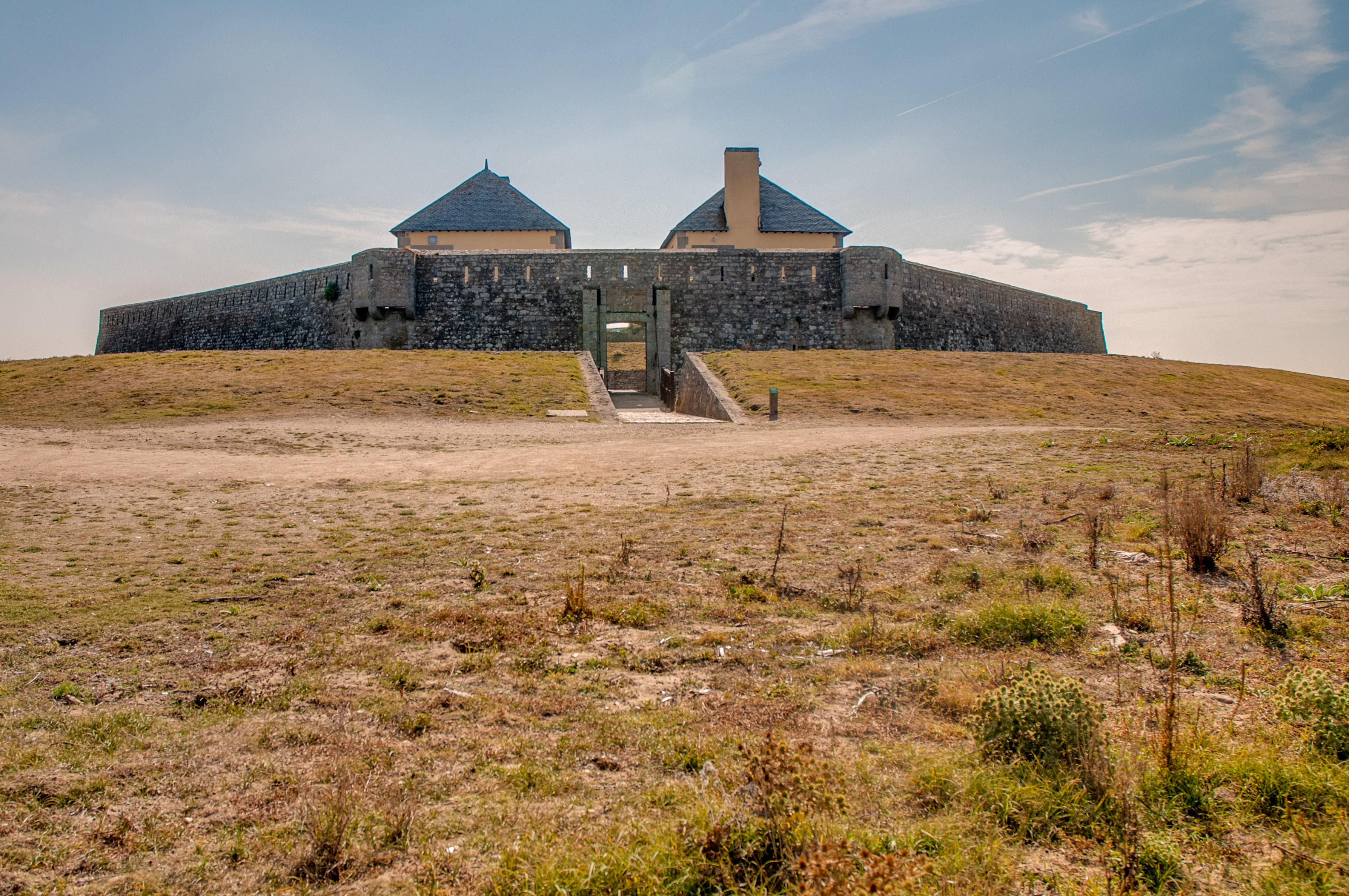
Le fort du Loch, vue d'ensemble, côté porte d'entrée du fort.
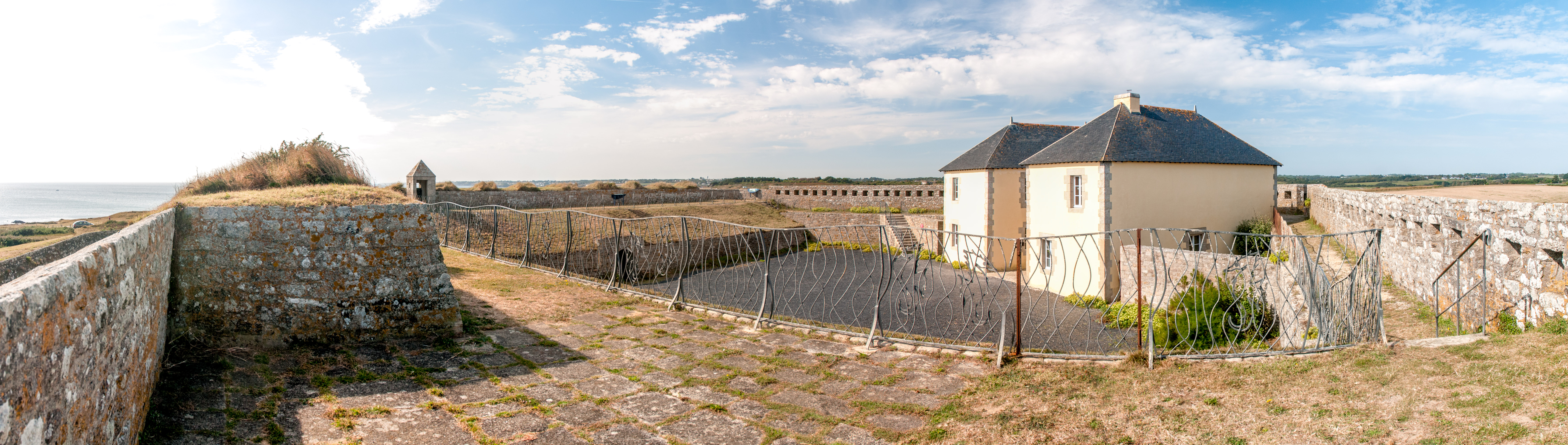
Le fort du Loch, vue panoramique sur la cour intérieure.
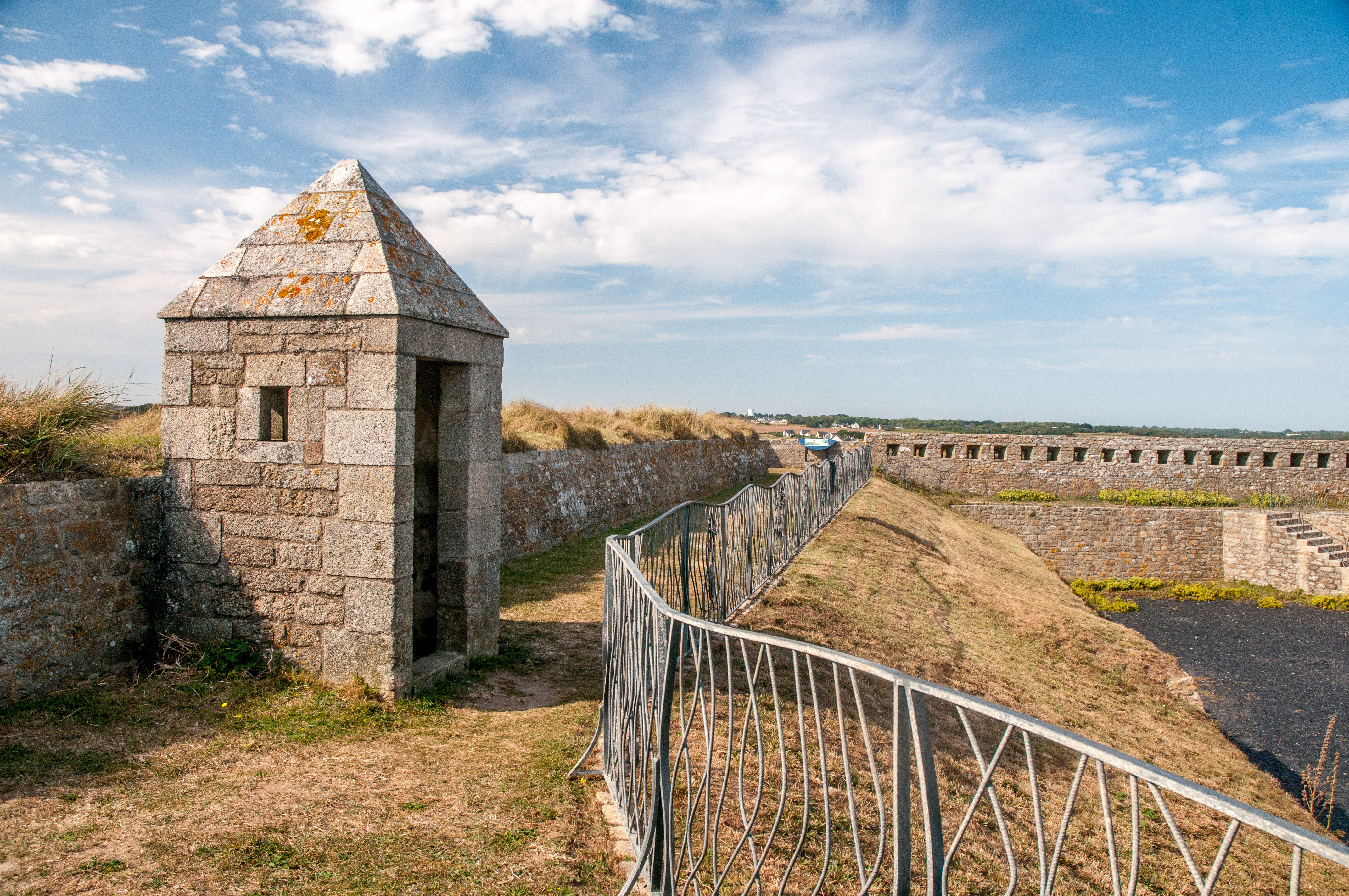
Le fort du Loch, la tour de guet.

- Le sémaphore du Pouldu : construit en 1747, il est resté longtemps à l'abandon et vandalisé ; le transfert du centre nautique de Guidel-Plages y est prévu après sa restauration, qui va bénéficier en 2024  de sa sélection comme site de la région Bretagne retenu par le Loto du Patrimoine[129]

### Patrimoine naturel
- Réserve naturelle régionale des Étangs du petit et du grand Loc'h

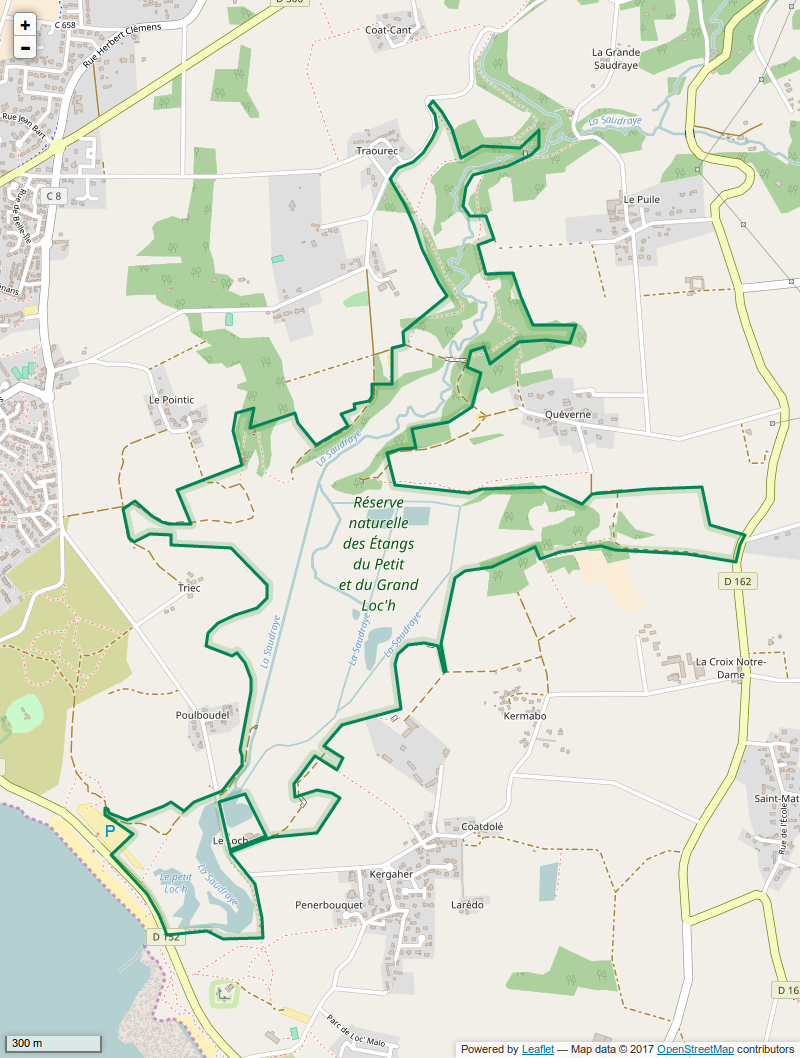
Carte de la réserve naturelle des étangs du Petit et du Grand Loc'h.
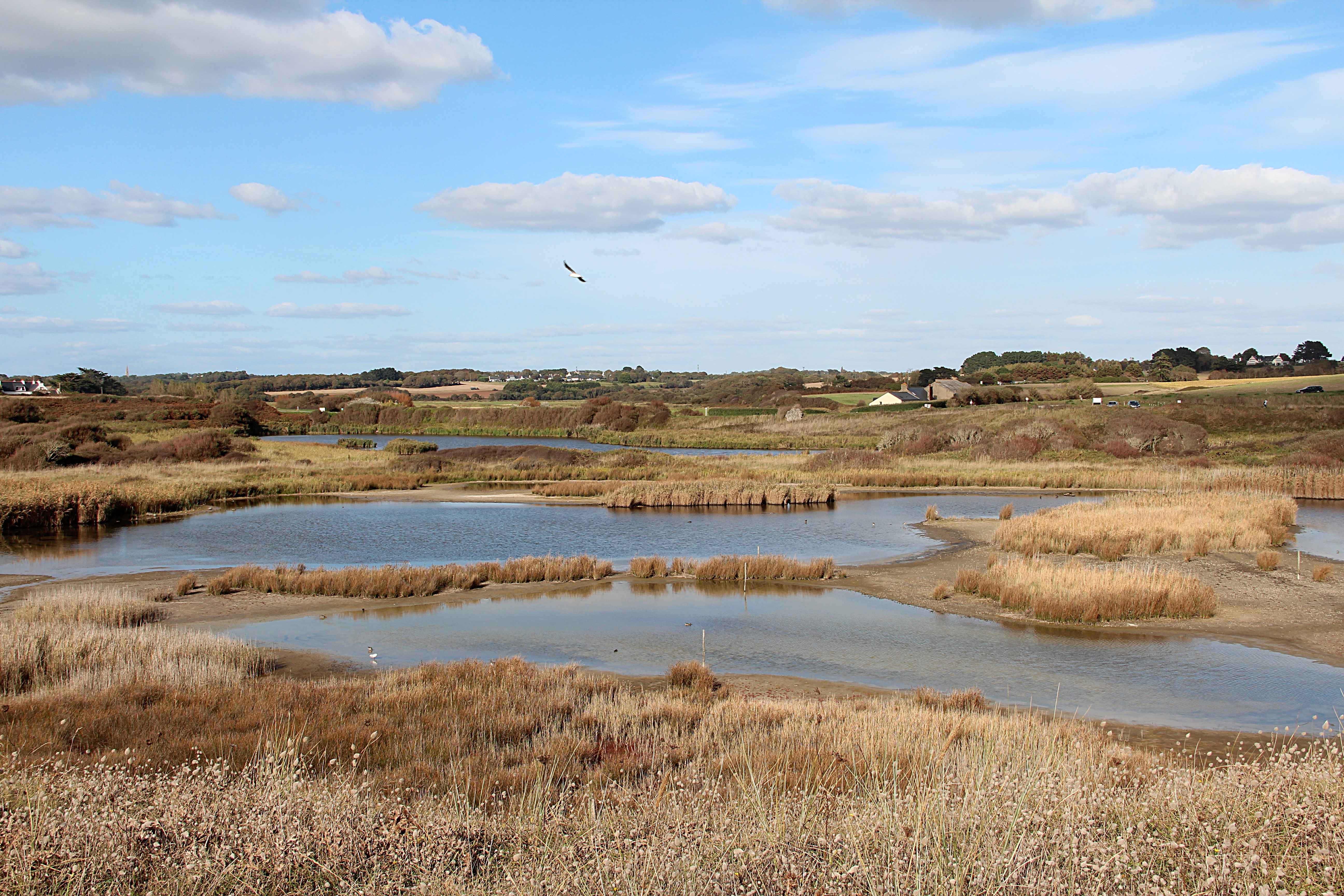
La réserve naturelle régionale des étangs du Petit et du Grand Loc'h.

### Littérature
- Paul Féval : La bague de chanvre (Aventures du chevalier de Keramour) : roman dont l'action se déroule en partie à Guidel paru en feuilleton dans le journal Le Temps à partir du 4 septembre 1873[130].
- Pierre Maël : Erreur d'amour (roman paru en feuilleton dans Journal des débats politiques et littéraires[131]) [il évoque par exemple « cette exquise pointe du Pouldu où la nature a rassemblé tous les avantages »].
- L. Kérardven : Guionvac'h, études sur la Bretagne, Paris, 1835[132].

## Personnalités liées à la commune
- Pierre Carré de Lusançay (1766-1853), navigateur et militaire français, né au manoir du Pou en Guidel.
- Eugène-François Jégou, vicomte du Laz (né le 4 octobre 1788 au château de Trégarantec en Mellionnec, décédé le 9 janvier 1874 au château de Kerdudo en Guidel) ; il participa à la Petite chouannerie en 1815 : maire de Saint-Pol-de-Léon en 1823, sous-préfet de Quimperlé en 1826 (gendre de Théodore Hersart de La Villemarqué), il démissionna en 1830, refusant de servir la monarchie de Juillet[133].
- Édouard Panon Desbassyns de Richemont, né le 13 juillet 1812 à Paris, décédé le 12 novembre 1894 au château de Talhouët en Guidel. Fils de Philippe Panon Desbassayns.
- Jean Jaffré (1819-1896), homme d'église et politique français, recteur de la paroisse de Guidel, mort à Guidel.
- le vice-amiral Alexandre Franquet, décédé à Guidel en 1907 (capitaine de l'aviso Bouvet qui est le seul bateau français à participer à un combat naval contre un navire allemand au large de La Havane pendant la guerre de 1870).
- Famille de Polignac (le château de Kerbastic est acquis par la famille vers 1840), dont :
  - Comte Charles Marie de Polignac, né le 22 décembre 1824 à Paris, décédé le 5 septembre 1881 au château de Kerbastic en Guidel.
  - Comte Melchior Maxence de Polignac, né le 13 décembre 1857 au château de Kerbastic en Guidel ; il épousa à Paris le 10 octobre 1881 Suzana de la Torre y Mier (mexicaine) et vécut au château de Kerscamp en Hennebont.
  - Comte Melchior Jules Marie Guy, dit Guy de Polignac, né le 20 juillet 1852, lieutenant de cavalerie, conseiller général, maire de Guidel, décédé le 17 octobre 1901 au château de Kerbastic en Guidel.
  - Melchior de Polignac (1880-1950) (Kerbastic), inhumé à Guidel.
  - Comte Jean de Polignac, né le 11 juin 1888, décédé le 22 octobre 1943 à Guidel, maire de Guidel entre 1935 et 1942.
  - Constance de Polignac, née le 23 juin 1944 à Tarbes (Hautes-Pyrénées), décédée le 25 décembre 2017 à Paris[134], a été présidente de la fondation Ker-Jean, du "Festival Polignac" (qui se tenait au château de Kerbastic), anciennement "Festival des Sept Chapelles" (un festival de musique classique)[135].

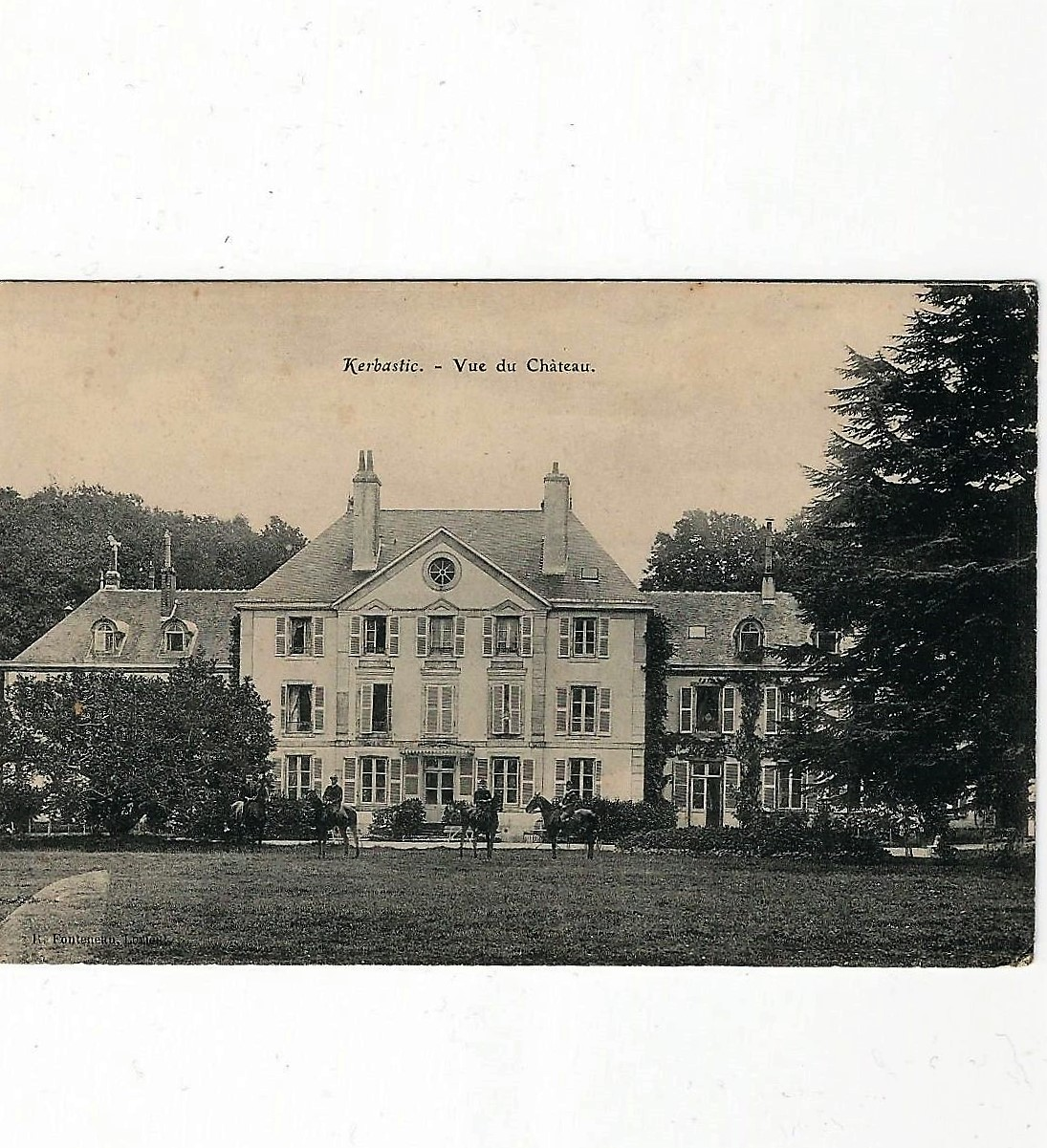
Le château de Kerbastic au début du XXe siècle.
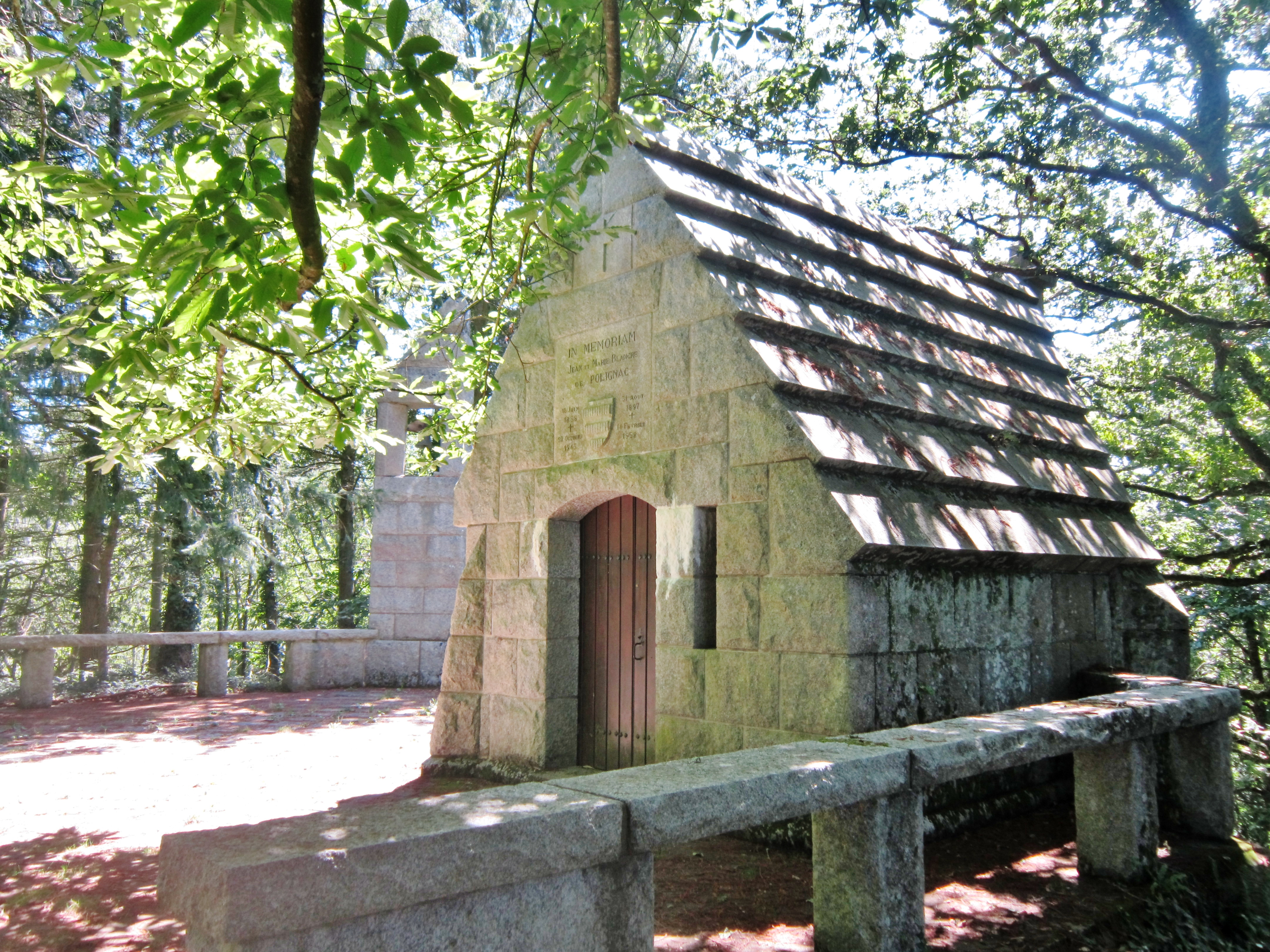
La "chapelle Polignac", à Ar Butten, sur un éperon dominant la rive gauche de la Laïta.
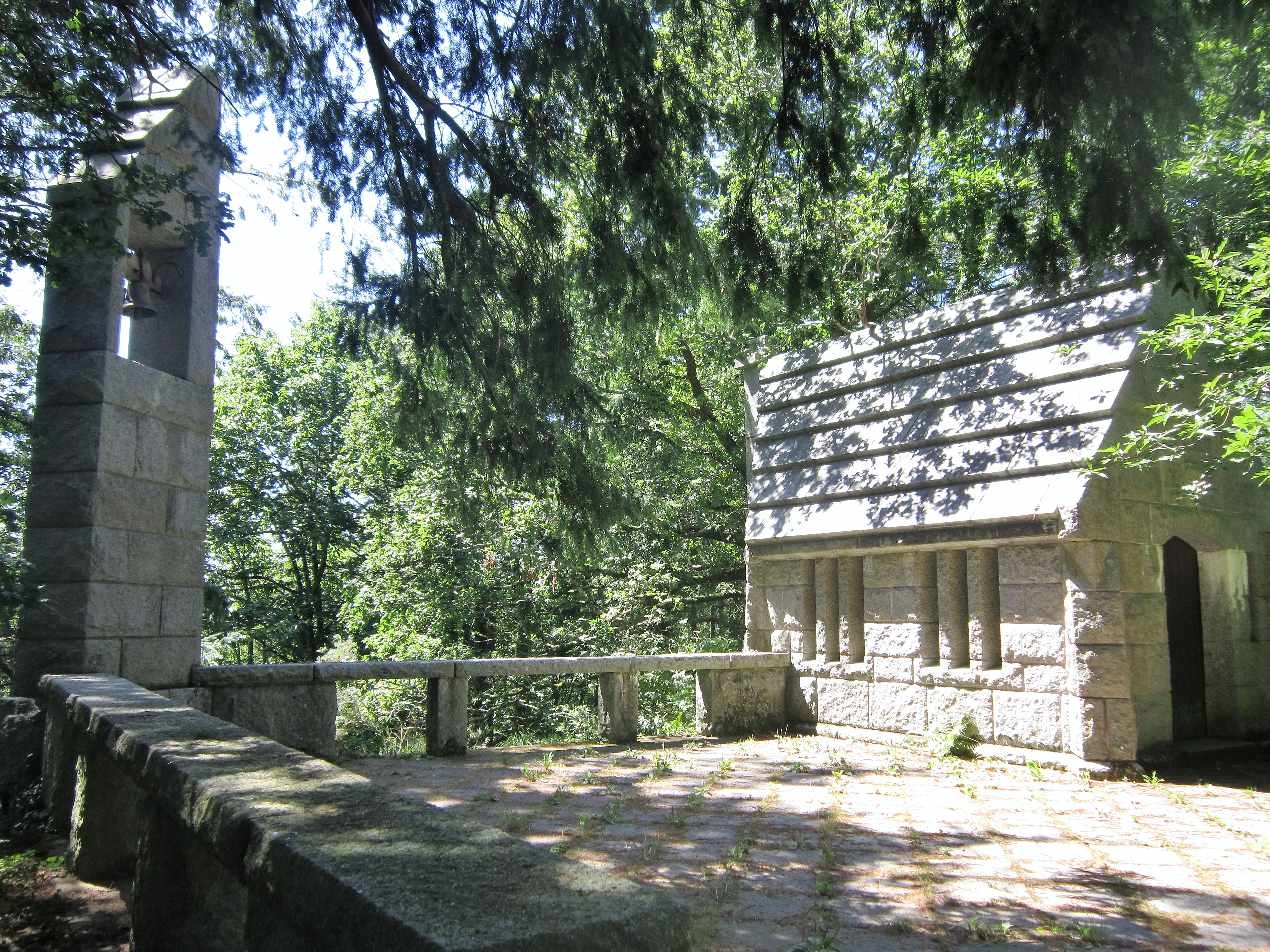
La "chapelle Polignac", à Ar Butten (vue extérieure d'ensemble).
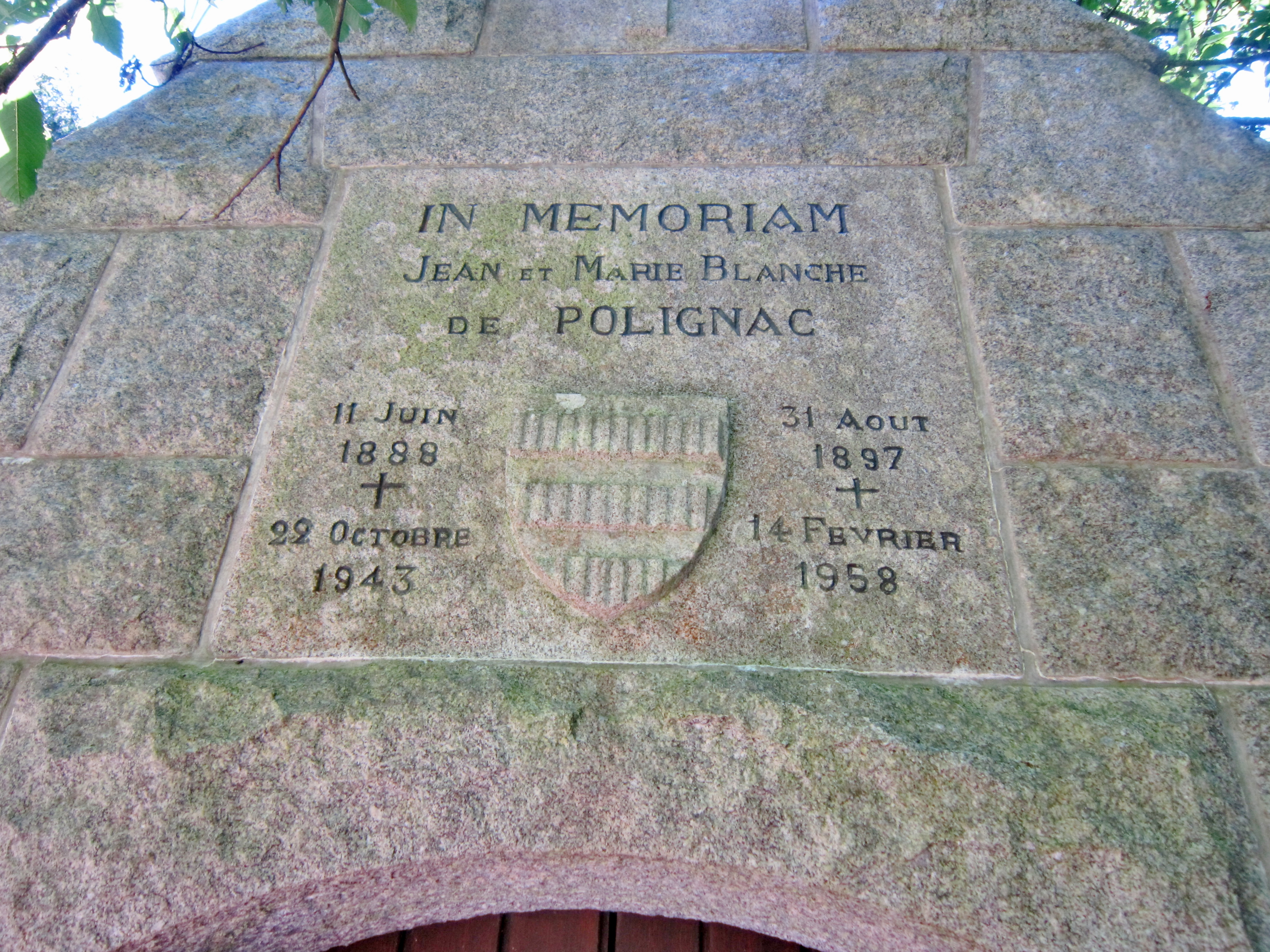
Plaque commémorative à la mémoire de Jean et Marie Blanche de Polignac apposée sur la façade de la "chapelle Polignac".

- Jacques Pâris de Bollardière (1907-1986), général de brigade qui a dénoncé l'usage de la torture pendant la guerre d'Algérie, mort au Vieux-Talhouët, Guidel.
- Jean-Yves Couliou (1916-1995), artiste peintre, a vécu à Coatroual, et est inhumé à Guidel.
- Michel de Saint Pierre écrivain et journaliste (1916-1987), enfant, passait ses vacances à Guidel (Trovern).
- Jean-Yves Le Drian, ministre de l'Europe et des Affaires étrangères, et ancien président de la région Bretagne, a résidé à Guidel.

## Jumelages
Guidel est jumelée avec :
- Carrigaline en Irlande, depuis 1987 ;
- Negreşti-Oaş en Roumanie, depuis 1996 ;
- Pulheim en Allemagne, depuis 1969.
- Kinmel Bay and Towyn au Royaume-Uni.